# 1907
Portal Geschichte | Portal Biografien | Aktuelle Ereignisse | Jahreskalender | Tagesartikel

◄ |
19. Jahrhundert |
20. Jahrhundert
| 21. Jahrhundert

◄ |
1870er |
1880er |
1890er |
1900er
| 1910er | 1920er | 1930er | ►

◄◄ |
◄ |
1903 |
1904 |
1905 |
1906 |
1907
| 1908 | 1909 | 1910 | 1911 | ► | ►►
Staatsoberhäupter · Wahlen · Nekrolog   · Musikjahr · Filmjahr  · Sportjahr
| Januar | Januar | Januar | Januar | Januar | Januar | Januar | Januar |
| Kw     | Mo     | Di     | Mi     | Do     | Fr     | Sa     | So     |
| ------ | ------ | ------ | ------ | ------ | ------ | ------ | ------ |
| 1      |        | 1      | 2      | 3      | 4      | 5      | 6      |
| 2      | 7      | 8      | 9      | 10     | 11     | 12     | 13     |
| 3      | 14     | 15     | 16     | 17     | 18     | 19     | 20     |
| 4      | 21     | 22     | 23     | 24     | 25     | 26     | 27     |
| 5      | 28     | 29     | 30     | 31     |        |        |        |

| Februar | Februar | Februar | Februar | Februar | Februar | Februar | Februar |
| Kw      | Mo      | Di      | Mi      | Do      | Fr      | Sa      | So      |
| ------- | ------- | ------- | ------- | ------- | ------- | ------- | ------- |
| 5       |         |         |         |         | 1       | 2       | 3       |
| 6       | 4       | 5       | 6       | 7       | 8       | 9       | 10      |
| 7       | 11      | 12      | 13      | 14      | 15      | 16      | 17      |
| 8       | 18      | 19      | 20      | 21      | 22      | 23      | 24      |
| 9       | 25      | 26      | 27      | 28      |         |         |         |

| März | März | März | März | März | März | März | März |
| Kw   | Mo   | Di   | Mi   | Do   | Fr   | Sa   | So   |
| ---- | ---- | ---- | ---- | ---- | ---- | ---- | ---- |
| 9    |      |      |      |      | 1    | 2    | 3    |
| 10   | 4    | 5    | 6    | 7    | 8    | 9    | 10   |
| 11   | 11   | 12   | 13   | 14   | 15   | 16   | 17   |
| 12   | 18   | 19   | 20   | 21   | 22   | 23   | 24   |
| 13   | 25   | 26   | 27   | 28   | 29   | 30   | 31   |

| April | April | April | April | April | April | April | April |
| Kw    | Mo    | Di    | Mi    | Do    | Fr    | Sa    | So    |
| ----- | ----- | ----- | ----- | ----- | ----- | ----- | ----- |
| 14    | 1     | 2     | 3     | 4     | 5     | 6     | 7     |
| 15    | 8     | 9     | 10    | 11    | 12    | 13    | 14    |
| 16    | 15    | 16    | 17    | 18    | 19    | 20    | 21    |
| 17    | 22    | 23    | 24    | 25    | 26    | 27    | 28    |
| 18    | 29    | 30    |       |       |       |       |       |

| Mai | Mai | Mai | Mai | Mai | Mai | Mai | Mai |
| Kw  | Mo  | Di  | Mi  | Do  | Fr  | Sa  | So  |
| 18  |     |     | 1   | 2   | 3   | 4   | 5   |
| 19  | 6   | 7   | 8   | 9   | 10  | 11  | 12  |
| 20  | 13  | 14  | 15  | 16  | 17  | 18  | 19  |
| 21  | 20  | 21  | 22  | 23  | 24  | 25  | 26  |
| 22  | 27  | 28  | 29  | 30  | 31  |     |     |
| --- | --- | --- | --- | --- | --- | --- | --- |

| Juni | Juni | Juni | Juni | Juni | Juni | Juni | Juni |
| Kw   | Mo   | Di   | Mi   | Do   | Fr   | Sa   | So   |
| ---- | ---- | ---- | ---- | ---- | ---- | ---- | ---- |
| 22   |      |      |      |      |      | 1    | 2    |
| 23   | 3    | 4    | 5    | 6    | 7    | 8    | 9    |
| 24   | 10   | 11   | 12   | 13   | 14   | 15   | 16   |
| 25   | 17   | 18   | 19   | 20   | 21   | 22   | 23   |
| 26   | 24   | 25   | 26   | 27   | 28   | 29   | 30   |

| Juli | Juli | Juli | Juli | Juli | Juli | Juli | Juli |
| Kw   | Mo   | Di   | Mi   | Do   | Fr   | Sa   | So   |
| ---- | ---- | ---- | ---- | ---- | ---- | ---- | ---- |
| 27   | 1    | 2    | 3    | 4    | 5    | 6    | 7    |
| 28   | 8    | 9    | 10   | 11   | 12   | 13   | 14   |
| 29   | 15   | 16   | 17   | 18   | 19   | 20   | 21   |
| 30   | 22   | 23   | 24   | 25   | 26   | 27   | 28   |
| 31   | 29   | 30   | 31   |      |      |      |      |

| August | August | August | August | August | August | August | August |
| Kw     | Mo     | Di     | Mi     | Do     | Fr     | Sa     | So     |
| ------ | ------ | ------ | ------ | ------ | ------ | ------ | ------ |
| 31     |        |        |        | 1      | 2      | 3      | 4      |
| 32     | 5      | 6      | 7      | 8      | 9      | 10     | 11     |
| 33     | 12     | 13     | 14     | 15     | 16     | 17     | 18     |
| 34     | 19     | 20     | 21     | 22     | 23     | 24     | 25     |
| 35     | 26     | 27     | 28     | 29     | 30     | 31     |        |

| September | September | September | September | September | September | September | September |
| Kw        | Mo        | Di        | Mi        | Do        | Fr        | Sa        | So        |
| --------- | --------- | --------- | --------- | --------- | --------- | --------- | --------- |
| 35        |           |           |           |           |           |           | 1         |
| 36        | 2         | 3         | 4         | 5         | 6         | 7         | 8         |
| 37        | 9         | 10        | 11        | 12        | 13        | 14        | 15        |
| 38        | 16        | 17        | 18        | 19        | 20        | 21        | 22        |
| 39        | 23        | 24        | 25        | 26        | 27        | 28        | 29        |
| 40        | 30        |           |           |           |           |           |           |

| Oktober | Oktober | Oktober | Oktober | Oktober | Oktober | Oktober | Oktober |
| Kw      | Mo      | Di      | Mi      | Do      | Fr      | Sa      | So      |
| ------- | ------- | ------- | ------- | ------- | ------- | ------- | ------- |
| 40      |         | 1       | 2       | 3       | 4       | 5       | 6       |
| 41      | 7       | 8       | 9       | 10      | 11      | 12      | 13      |
| 42      | 14      | 15      | 16      | 17      | 18      | 19      | 20      |
| 43      | 21      | 22      | 23      | 24      | 25      | 26      | 27      |
| 44      | 28      | 29      | 30      | 31      |         |         |         |

| November | November | November | November | November | November | November | November |
| Kw       | Mo       | Di       | Mi       | Do       | Fr       | Sa       | So       |
| -------- | -------- | -------- | -------- | -------- | -------- | -------- | -------- |
| 44       |          |          |          |          | 1        | 2        | 3        |
| 45       | 4        | 5        | 6        | 7        | 8        | 9        | 10       |
| 46       | 11       | 12       | 13       | 14       | 15       | 16       | 17       |
| 47       | 18       | 19       | 20       | 21       | 22       | 23       | 24       |
| 48       | 25       | 26       | 27       | 28       | 29       | 30       |          |

| Dezember | Dezember | Dezember | Dezember | Dezember | Dezember | Dezember | Dezember |
| Kw       | Mo       | Di       | Mi       | Do       | Fr       | Sa       | So       |
| -------- | -------- | -------- | -------- | -------- | -------- | -------- | -------- |
| 48       |          |          |          |          |          |          | 1        |
| 49       | 2        | 3        | 4        | 5        | 6        | 7        | 8        |
| 50       | 9        | 10       | 11       | 12       | 13       | 14       | 15       |
| 51       | 16       | 17       | 18       | 19       | 20       | 21       | 22       |
| 52       | 23       | 24       | 25       | 26       | 27       | 28       | 29       |
| 1        | 30       | 31       |          |          |          |          |          |

| Januar | Januar | Januar | Januar | Januar | Januar | Januar | Januar |
| Kw     | Mo     | Di     | Mi     | Do     | Fr     | Sa     | So     |
| ------ | ------ | ------ | ------ | ------ | ------ | ------ | ------ |
| 1      |        | 1      | 2      | 3      | 4      | 5      | 6      |
| 2      | 7      | 8      | 9      | 10     | 11     | 12     | 13     |
| 3      | 14     | 15     | 16     | 17     | 18     | 19     | 20     |
| 4      | 21     | 22     | 23     | 24     | 25     | 26     | 27     |
| 5      | 28     | 29     | 30     | 31     |        |        |        |

| Februar | Februar | Februar | Februar | Februar | Februar | Februar | Februar |
| Kw      | Mo      | Di      | Mi      | Do      | Fr      | Sa      | So      |
| ------- | ------- | ------- | ------- | ------- | ------- | ------- | ------- |
| 5       |         |         |         |         | 1       | 2       | 3       |
| 6       | 4       | 5       | 6       | 7       | 8       | 9       | 10      |
| 7       | 11      | 12      | 13      | 14      | 15      | 16      | 17      |
| 8       | 18      | 19      | 20      | 21      | 22      | 23      | 24      |
| 9       | 25      | 26      | 27      | 28      |         |         |         |

| März | März | März | März | März | März | März | März |
| Kw   | Mo   | Di   | Mi   | Do   | Fr   | Sa   | So   |
| ---- | ---- | ---- | ---- | ---- | ---- | ---- | ---- |
| 9    |      |      |      |      | 1    | 2    | 3    |
| 10   | 4    | 5    | 6    | 7    | 8    | 9    | 10   |
| 11   | 11   | 12   | 13   | 14   | 15   | 16   | 17   |
| 12   | 18   | 19   | 20   | 21   | 22   | 23   | 24   |
| 13   | 25   | 26   | 27   | 28   | 29   | 30   | 31   |

| April | April | April | April | April | April | April | April |
| Kw    | Mo    | Di    | Mi    | Do    | Fr    | Sa    | So    |
| ----- | ----- | ----- | ----- | ----- | ----- | ----- | ----- |
| 14    | 1     | 2     | 3     | 4     | 5     | 6     | 7     |
| 15    | 8     | 9     | 10    | 11    | 12    | 13    | 14    |
| 16    | 15    | 16    | 17    | 18    | 19    | 20    | 21    |
| 17    | 22    | 23    | 24    | 25    | 26    | 27    | 28    |
| 18    | 29    | 30    |       |       |       |       |       |

| Mai | Mai | Mai | Mai | Mai | Mai | Mai | Mai |
| Kw  | Mo  | Di  | Mi  | Do  | Fr  | Sa  | So  |
| 18  |     |     | 1   | 2   | 3   | 4   | 5   |
| 19  | 6   | 7   | 8   | 9   | 10  | 11  | 12  |
| 20  | 13  | 14  | 15  | 16  | 17  | 18  | 19  |
| 21  | 20  | 21  | 22  | 23  | 24  | 25  | 26  |
| 22  | 27  | 28  | 29  | 30  | 31  |     |     |
| --- | --- | --- | --- | --- | --- | --- | --- |

| Juni | Juni | Juni | Juni | Juni | Juni | Juni | Juni |
| Kw   | Mo   | Di   | Mi   | Do   | Fr   | Sa   | So   |
| ---- | ---- | ---- | ---- | ---- | ---- | ---- | ---- |
| 22   |      |      |      |      |      | 1    | 2    |
| 23   | 3    | 4    | 5    | 6    | 7    | 8    | 9    |
| 24   | 10   | 11   | 12   | 13   | 14   | 15   | 16   |
| 25   | 17   | 18   | 19   | 20   | 21   | 22   | 23   |
| 26   | 24   | 25   | 26   | 27   | 28   | 29   | 30   |

| Juli | Juli | Juli | Juli | Juli | Juli | Juli | Juli |
| Kw   | Mo   | Di   | Mi   | Do   | Fr   | Sa   | So   |
| ---- | ---- | ---- | ---- | ---- | ---- | ---- | ---- |
| 27   | 1    | 2    | 3    | 4    | 5    | 6    | 7    |
| 28   | 8    | 9    | 10   | 11   | 12   | 13   | 14   |
| 29   | 15   | 16   | 17   | 18   | 19   | 20   | 21   |
| 30   | 22   | 23   | 24   | 25   | 26   | 27   | 28   |
| 31   | 29   | 30   | 31   |      |      |      |      |

| August | August | August | August | August | August | August | August |
| Kw     | Mo     | Di     | Mi     | Do     | Fr     | Sa     | So     |
| ------ | ------ | ------ | ------ | ------ | ------ | ------ | ------ |
| 31     |        |        |        | 1      | 2      | 3      | 4      |
| 32     | 5      | 6      | 7      | 8      | 9      | 10     | 11     |
| 33     | 12     | 13     | 14     | 15     | 16     | 17     | 18     |
| 34     | 19     | 20     | 21     | 22     | 23     | 24     | 25     |
| 35     | 26     | 27     | 28     | 29     | 30     | 31     |        |

| September | September | September | September | September | September | September | September |
| Kw        | Mo        | Di        | Mi        | Do        | Fr        | Sa        | So        |
| --------- | --------- | --------- | --------- | --------- | --------- | --------- | --------- |
| 35        |           |           |           |           |           |           | 1         |
| 36        | 2         | 3         | 4         | 5         | 6         | 7         | 8         |
| 37        | 9         | 10        | 11        | 12        | 13        | 14        | 15        |
| 38        | 16        | 17        | 18        | 19        | 20        | 21        | 22        |
| 39        | 23        | 24        | 25        | 26        | 27        | 28        | 29        |
| 40        | 30        |           |           |           |           |           |           |

| Oktober | Oktober | Oktober | Oktober | Oktober | Oktober | Oktober | Oktober |
| Kw      | Mo      | Di      | Mi      | Do      | Fr      | Sa      | So      |
| ------- | ------- | ------- | ------- | ------- | ------- | ------- | ------- |
| 40      |         | 1       | 2       | 3       | 4       | 5       | 6       |
| 41      | 7       | 8       | 9       | 10      | 11      | 12      | 13      |
| 42      | 14      | 15      | 16      | 17      | 18      | 19      | 20      |
| 43      | 21      | 22      | 23      | 24      | 25      | 26      | 27      |
| 44      | 28      | 29      | 30      | 31      |         |         |         |

| November | November | November | November | November | November | November | November |
| Kw       | Mo       | Di       | Mi       | Do       | Fr       | Sa       | So       |
| -------- | -------- | -------- | -------- | -------- | -------- | -------- | -------- |
| 44       |          |          |          |          | 1        | 2        | 3        |
| 45       | 4        | 5        | 6        | 7        | 8        | 9        | 10       |
| 46       | 11       | 12       | 13       | 14       | 15       | 16       | 17       |
| 47       | 18       | 19       | 20       | 21       | 22       | 23       | 24       |
| 48       | 25       | 26       | 27       | 28       | 29       | 30       |          |

| Dezember | Dezember | Dezember | Dezember | Dezember | Dezember | Dezember | Dezember |
| Kw       | Mo       | Di       | Mi       | Do       | Fr       | Sa       | So       |
| -------- | -------- | -------- | -------- | -------- | -------- | -------- | -------- |
| 48       |          |          |          |          |          |          | 1        |
| 49       | 2        | 3        | 4        | 5        | 6        | 7        | 8        |
| 50       | 9        | 10       | 11       | 12       | 13       | 14       | 15       |
| 51       | 16       | 17       | 18       | 19       | 20       | 21       | 22       |
| 52       | 23       | 24       | 25       | 26       | 27       | 28       | 29       |
| 1        | 30       | 31       |          |          |          |          |          |

## Ereignisse

### Politik und Weltgeschehen

#### Bündnispolitik in Europa
- 21. März: Das Vereinigte Königreich lehnt Vorschläge zu einem Tunnelbau unter dem Ärmelkanal ab, da es trotz der Entente cordiale eine französische Invasion fürchtet.
- 8. April: Der Besuch des britischen Königs Eduard VII. bei Alfons XIII. in Cartagena bereitet den am 16. Mai als Abkommen von Cartagena vereinbarten Notenaustausch vor, mit dem sich Spanien der Entente annähert.
- 16. Mai: Abkommen von Cartagena (1907) zwischen Spanien, Großbritannien und Frankreich
- 1. Juli: Deutschland, Österreich-Ungarn und Italien verlängern ihren Dreibund um weitere sechs Jahre.
- 31. Oktober: Die Entente cordiale wird durch Russland zur Triple Entente erweitert.

#### Schweiz

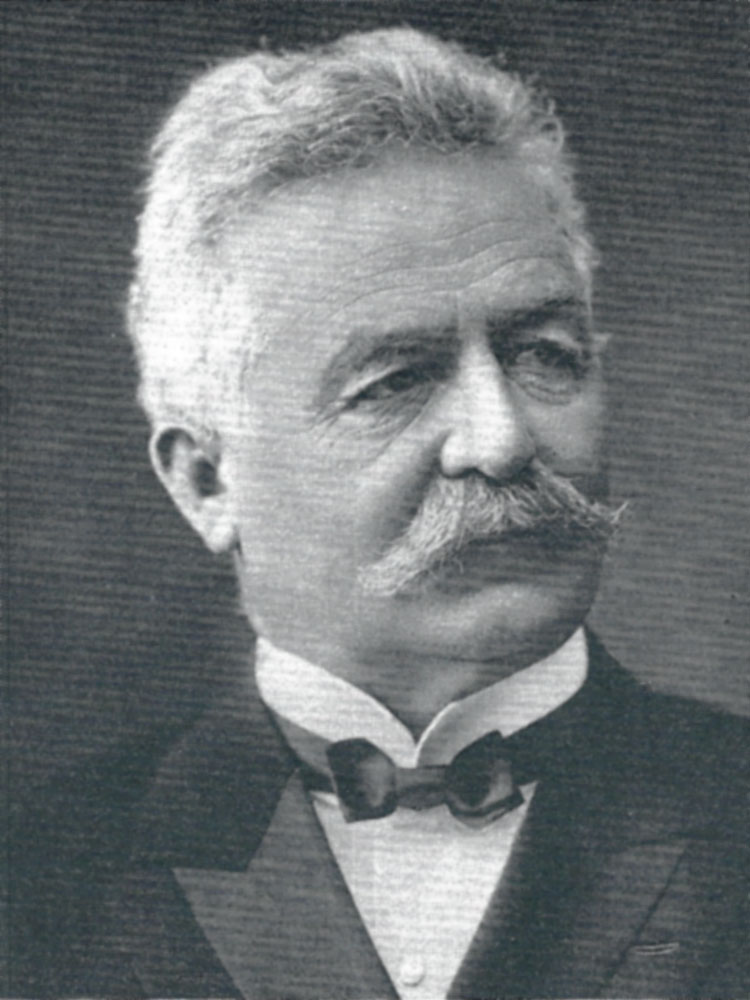
Eduard Müller

- 1. Januar: Eduard Müller wird zum zweiten Mal Bundespräsident in der Schweiz.
- 10. Dezember: In der Schweiz wird das Zivilgesetzbuch verabschiedet. Die Reform des Privatrechts tritt am 1. Januar 1912 in Kraft.

#### Deutsches Reich/Dänemark
- 9. Januar: Das Gesetz betreffend das Urheberrecht an Werken der bildenden Künste und der Photographie wird in Deutschland erlassen. Seine heutige Bedeutung liegt vorwiegend in seinen Regelungen über das Recht am eigenen Bild.
- 11. Januar: Deutschland und Dänemark schließen den Optantenvertrag, der Dänen in Nordschleswig die Entscheidung für die deutsche oder die dänische Staatsbürgerschaft einräumt.
- 25. Januar: Bei der sogenannten „Hottentottenwahl“ zum 12. Deutschen Reichstag verliert die SPD durch Wahlkreisabsprachen der anderen Parteien fast die Hälfte ihrer Mandate. Bernhard von Bülow bleibt damit Reichskanzler des Deutschen Kaiserreichs. Die Wahl wird als „Hottentottenwahl“ bezeichnet, weil der Wahlkampf durch den Hererokrieg in der Kolonie Deutsch-Südwestafrika bestimmt ist, vor allem aber durch den damit zusammenhängenden Aufstand der Nama, die abwertend als „Hottentotten“ bezeichnet werden.
- 27. April: Beginn der Harden-Eulenburg-Affäre im Deutschen Reich
- 12. Oktober: Karl Liebknecht wird wegen seiner Schrift Militarismus und Antimilitarismus zu eineinhalb Jahren Festungshaft verurteilt.

#### Weitere Ereignisse in Europa
- 9. Februar: In London demonstrieren 3.000 britische Suffragetten für die Einführung des Stimmrechts für Frauen, an ihrer Spitze Lady Frances Balfour und Lady Millicent Garrett Fawcett.
- Ende Februar: in Westmoldau im Königreich Rumänien kommt es zu blutigen Bauernaufständen gegen Großgrundbesitzer und Juden. Wegen der schnellen Ausbreitung auf andere Regionen wird im März der Belagerungszustand über das ganze Land verhängt. Bei der Niederschlagung des Aufstandes kommen ca. 419 bis 1.100 Menschen ums Leben.

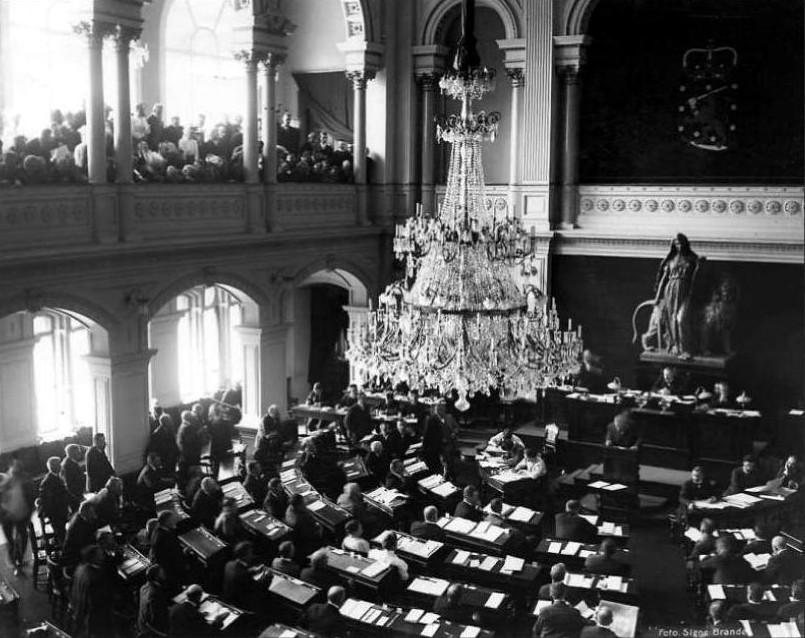
Das finnische Parlament in seiner ersten Legislaturperiode 1907

- 16. März: Die Sozialdemokratische Partei Finnlands geht aus den ersten Parlamentswahlen in Finnland, zu diesem Zeitpunkt noch ein Teil von Russland, als Sieger hervor. Erstmals in Europa verfügen auch Frauen über das aktive und passive Wahlrecht. Das aus 200 Mitgliedern, darunter 19 Frauen, bestehende Parlament tritt am 25. Mai erstmals zusammen.
- 14. Mai: Bei der Reichsratswahl in Cisleithanien, dem österreichischen Teil Österreich-Ungarns, gilt erstmals das allgemeine, geheime und direkte Männerwahlrecht. Frauen sind zur Wahl weiterhin nicht zugelassen. Die christlichsozialen und sozialdemokratischen Massenparteien erzielen dabei einen herausragenden Erfolg.
- Bei einer Volksabstimmung im November, bei der erstmals Frauen wahlberechtigt sind, stimmen 96 % der Bevölkerung für die Einführung der Prohibition auf den Färöern. Für zunächst fünf Jahre wird der Handel mit und die Ausschank von Alkohol auf den Färöern verboten.

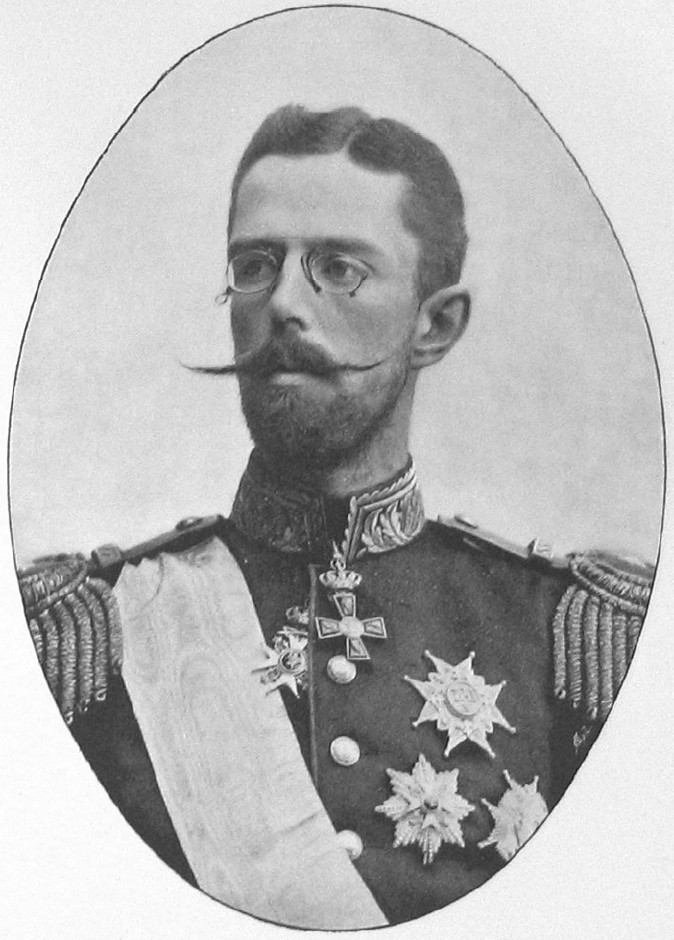
Gustav V. von Schweden

- 8. Dezember: Nach dem Tod von Oskar II. wird sein ältester Sohn Gustav V. König von Schweden. Er verweigert eine Krönungszeremonie, was ihn zum ersten „ungekrönten“ König des Landes macht.

#### Kanada
- 11. September: Blutige Ausschreitungen in der kanadischen Hafenstadt Vancouver – die Krawalle richten sich gegen die japanischen Einwanderer, die durch Weiße von ihren Arbeitsplätzen vertrieben werden. Als sich die Japaner wehren, stürmen Weiße das asiatische Stadtviertel und brennen es nieder.

#### Vereinigte Staaten von Amerika

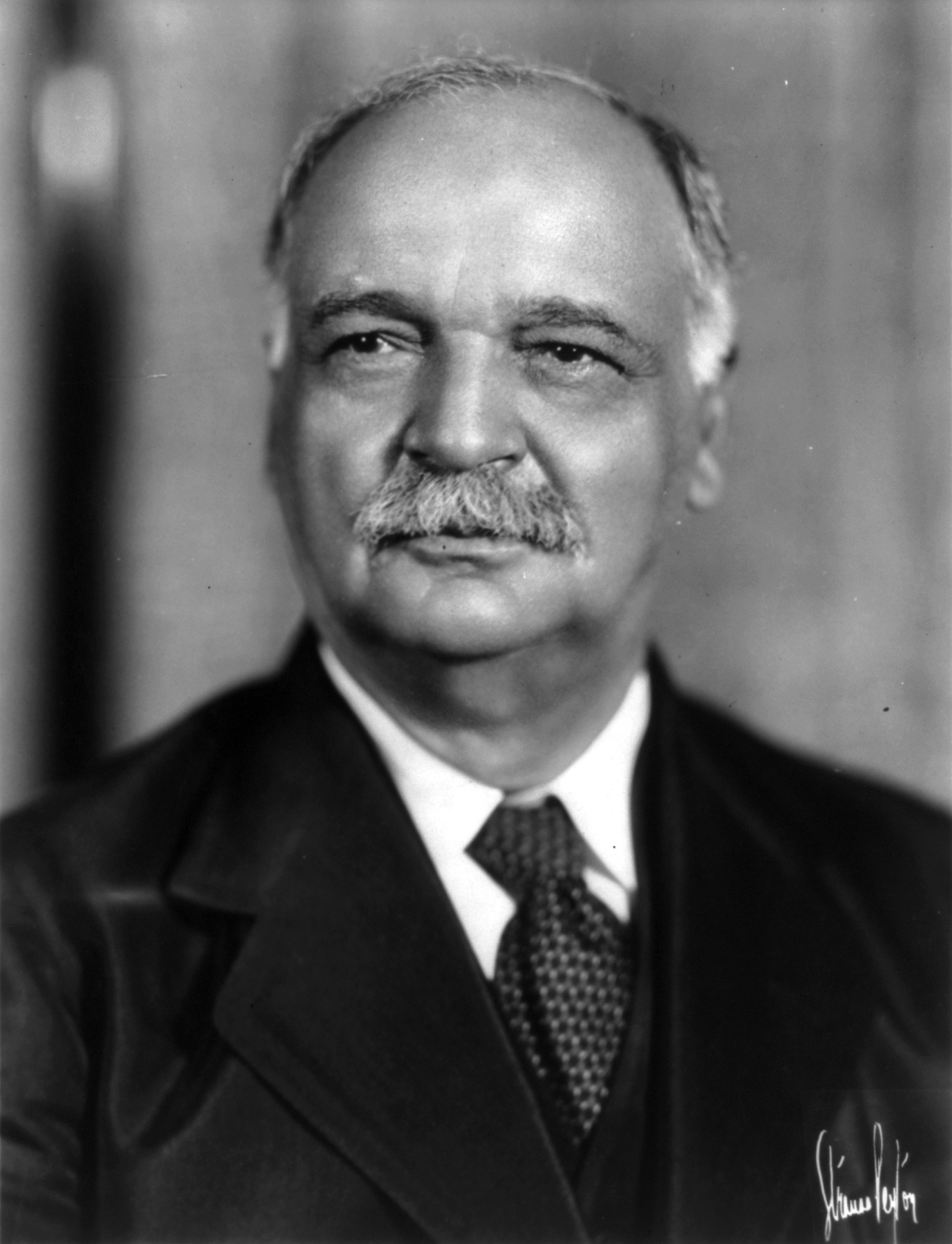
Charles Curtis

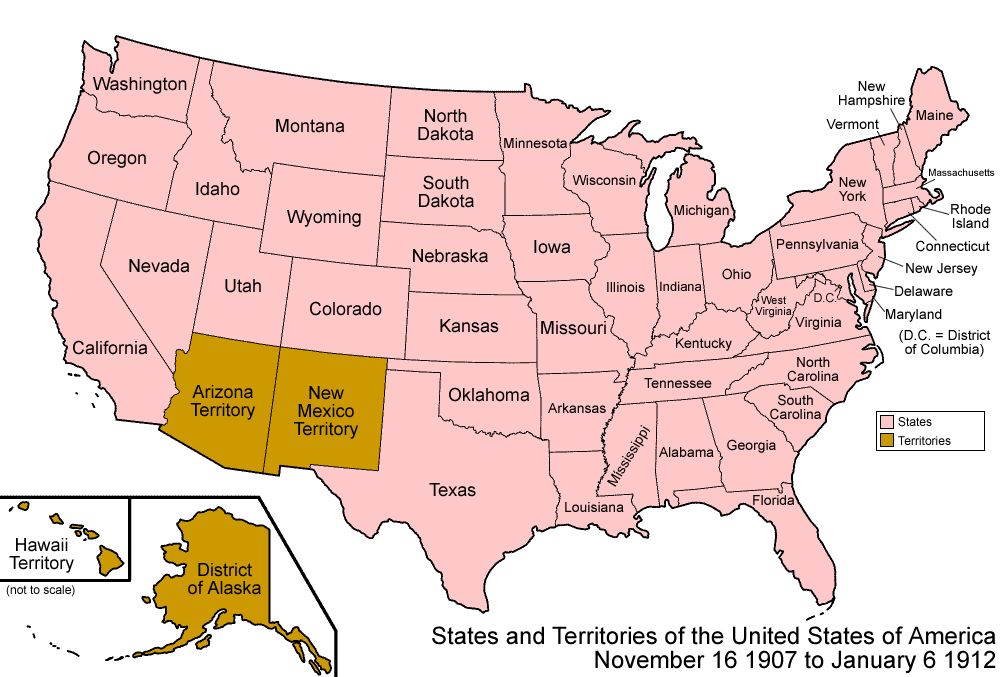
Vereinigte Staaten nach der Aufnahme Oklahomas

- 23. Januar: Charles Curtis wird als erster indianischstämmiger Politiker zum Mitglied des US-Senats gewählt.
- 8. Februar: Die USA übernehmen nach einer in Santo Domingo unterzeichneten Vereinbarung die Finanzkontrolle über die Dominikanische Republik. Das Land ist hoch verschuldet.
- 16. November: Das Oklahoma-Territorium wird mit dem Indianerterritorium vereinigt und unter dem Namen Oklahoma als 46. Staat in die Vereinigten Staaten von Amerika aufgenommen.
- 16. Dezember: Die Great White Fleet startet zu einer Weltumrundung. Die Atlantikflotte der USA soll mit dampfgetriebenen Linienschiffen die Seemacht der Vereinigten Staaten demonstrieren.

#### Zentralamerika
- 20. Dezember: Am Ende der Zentralamerikanischen Friedenskonferenz in Washington D.C. steht die Verständigung von Nicaragua, Costa Rica, El Salvador, Honduras und Guatemala, den Zentralamerikanischen Gerichtshof zu errichten, das erste internationale Gericht der Rechtsgeschichte. Der vertragliche Rückzug Nicaraguas beendet später die Existenz des Gerichts im Jahr 1918.

#### Südamerika
- 21. Dezember: Beim Massaker von Iquique werden mehrere hundert bis 3.600 streikende Arbeiter der chilenischen Salpeterindustrie und deren Familienangehörige von Militär erschossen.

#### Afrika
- 23. Februar: Bei den ersten Parlamentswahlen im britischen Transvaal erringen die Buren einen überwältigenden Sieg.
- 5. August: Casablanca wird von zwei zur Befriedung ausländerfeindlicher Unruhen eingetroffenen französischen Kriegsschiffen bombardiert.

#### Zentralasien

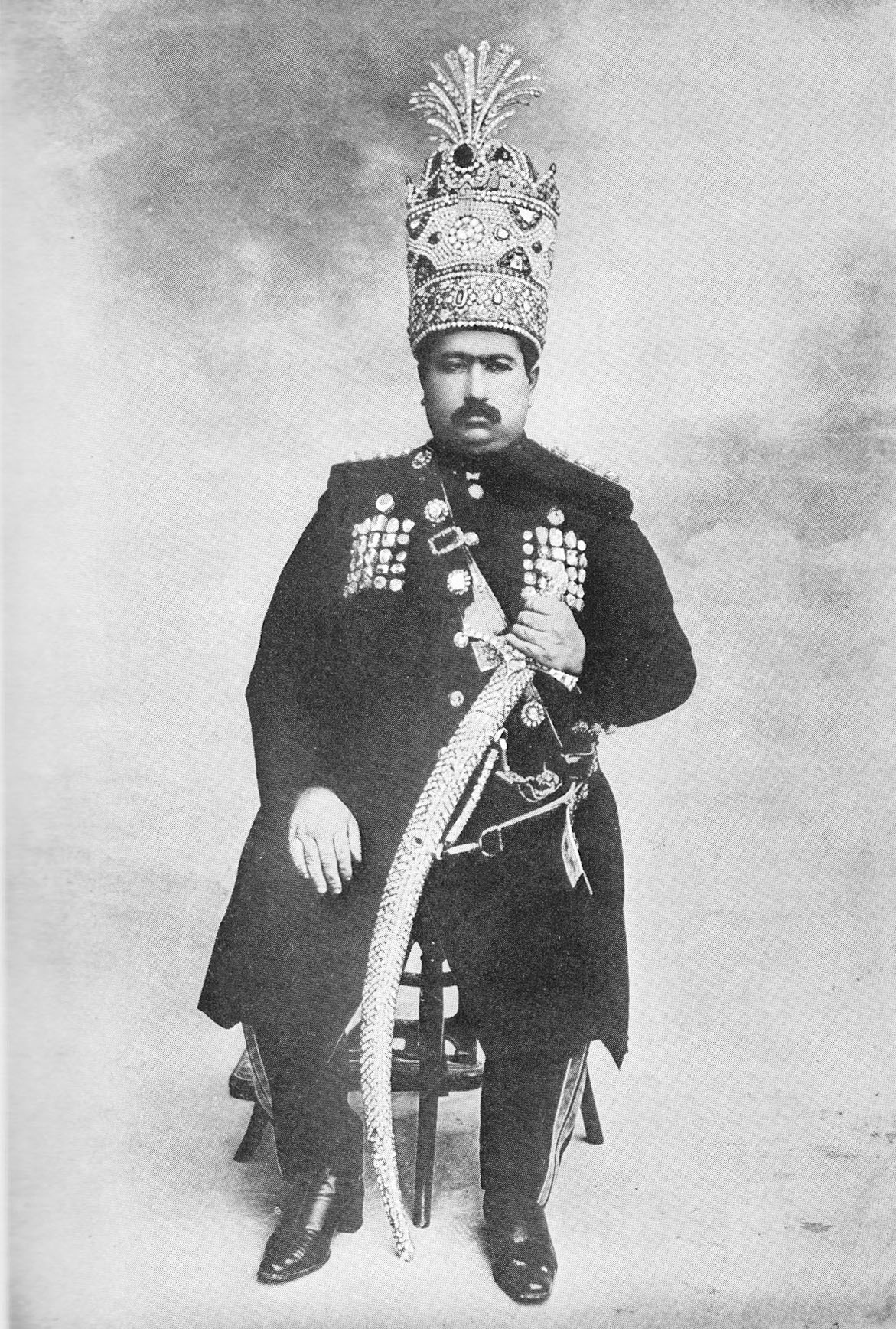
Mohammed Ali Schah

- 19. Januar: Mohammed Ali Schah wird als sechster Herrscher der Kadscharen zum Schah von Persien gekrönt. Er bemüht sich, die von seinem am 9. Januar verstorbenen Vater Mozaffar ad-Din Schah gemachten konstitutionellen Reformen rückgängig zu machen und das Land absolutistisch ohne Rücksicht auf das Parlament zu regieren. Unterstützt wird er dabei vom konservativen Klerus, der die neu eingeführten demokratischen Institutionen als zu säkular und zu westlich ablehnt.
- 31. August: Im Vertrag von Sankt Petersburg stimmen Großbritannien und Russland ihre Interessensphären in Zentralasien ab. Persien wird in drei Zonen aufgeteilt. Afghanistan wird zur britischen Einflusszone. Tibet wird in der Anglo-Russischen Konvention (1907) zur neutralen Zone erklärt. Die Ansprüche Chinas werden anerkannt.

#### Ostasien
- 19. Juli: Vertrag zwischen Russland und Japan: Japan annektiert Korea und den südlichen Teil der Mandschurei, Russland die Nordmandschurei.
- 19. Juli: Der koreanische Kaiser Gojong wird von Japan zur Abdankung gezwungen. Grund: Er hatte eine koreanische Delegation zur Haager Friedenskonferenz entsandt, um Korea aus der japanischen Abhängigkeit zu befreien.
- 24. Juli: Korea muss einen Annexionsvertrag unterzeichnen und wird damit zu einem japanischen Protektorat.

#### Weitere Ereignisse in Asien
- 23. März: Siam tritt die Provinzen Battambang, Sisophon und Siem Reap im Westen Kambodschas vertraglich an Frankreich ab.
- März bis November: Chulalongkorn, König von Siam, unternimmt seine zweite Europareise.
- 17. Dezember: Ugyen Wangchuk wird zum 1. König Bhutans gekrönt.

#### Internationale Konferenzen
- 15. Juni: Zweite Haager Friedenskonferenz (bis 18. Oktober) mit 44 Teilnehmerstaaten zu Fragen des Kriegsrechts, der Abrüstung und der friedlichen Beilegung internationaler Konflikte.
- Kongress der Zweiten Internationale in Stuttgart

### Wirtschaft

#### Panik von 1907

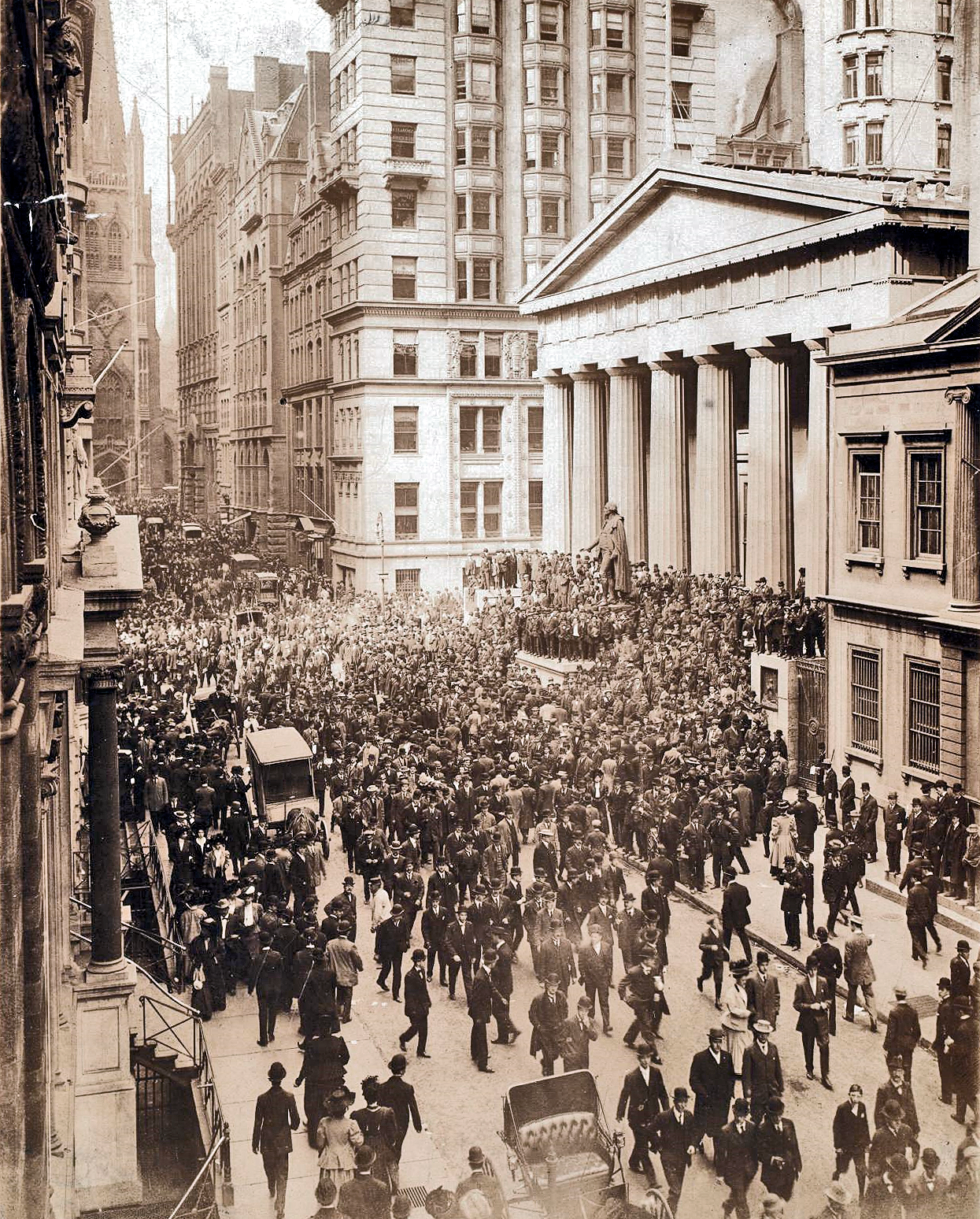
Menschenauflauf an der Wall Street im Oktober 1907

- 14. März: An der New York Stock Exchange kommt es zu Aktienverkäufen, die sich im Dow-Jones-Index mit einem Minus von 8,29 Prozent niederschlagen. Die Verunsicherung der Anleger mündet im Herbst in die Panik von 1907.
- 21. Oktober: Die New Yorker National Bank of Commerce nimmt keine weiteren Wechsel der Bank Knickerbocker Trust Company mehr an. Einlagenrückforderungen deren verunsicherter Anleger lassen die Bank illiquid werden. Die ausbrechende Panik von 1907 zieht weitere Kreise.
- Der Unternehmer J. P. Morgan kauft als Anführer einer Investorengruppe große Mengen an Staatsanleihen und rettet die USA so vor dem Staatsbankrott.

#### Unternehmensgründungen
- 23. Januar: In Berlin wird die Deutsche Kautschuk AG (später: Ekona AG) gegründet. Das Unternehmen betreibt Plantagenwirtschaft in der deutschen Kolonie Kamerun.
- 17. Februar: Die Aktiengesellschaft Bell & Howell entsteht in Chicago. Sie produziert filmtechnische Geräte.
- 27. März: Das Luxus-Warenhaus Kaufhaus des Westens (KaDeWe) wird in Berlin-Schöneberg eröffnet. Im selben Jahr eröffnen in Berlin auch das Hotel Adlon und das Strandbad Wannsee.
- In der Schweiz gründet der Berner Oberst Jakob Spreng die Securitas AG.
- Das Unternehmen Shell entsteht aus einem Zusammenschluss der N.V. Koninklijke Nederlandse Petroleum Maatschappij (Royal Dutch Petroleum Company), Den Haag, und The „Shell“ Transport and Trading Company p.l.c., London.

#### Verkehr
- 1. Oktober: Einheitlich angebrachte Kraftfahrzeugkennzeichen werden im Deutschen Reich eingeführt.
- 26. Oktober: Die Langenthal-Jura-Bahn mit Sitz in Langenthal eröffnet ihre mehrheitlich im Kanton Bern gelegene, meterspurige Bahnstrecke von Langenthal über Niederbipp nach Oensingen Schulhaus im Kanton Solothurn. Schon bei Eröffnung ist die Strecke vollständig mit 1200 Volt Gleichstrom elektrifiziert.
- In Patiala in Britisch-Indien errichten die Patiala State Monorail Trainways die weltweit einzige mit Dampf betriebene Einschienenbahn, die das von William Thorold entwickelte Ewing-System nutzt.
- In Schweden wird die erste Teilstrecke der Inlandsbahn begonnen.

#### Sonstige Wirtschaftsereignisse
- Henkel bringt das Waschmittel Persil in Deutschland auf den Markt.
- 26. Oktober: Die Marke „HOMA“ für Margarine wird ins deutsche Handelsregister eingetragen.

### Wissenschaft und Technik

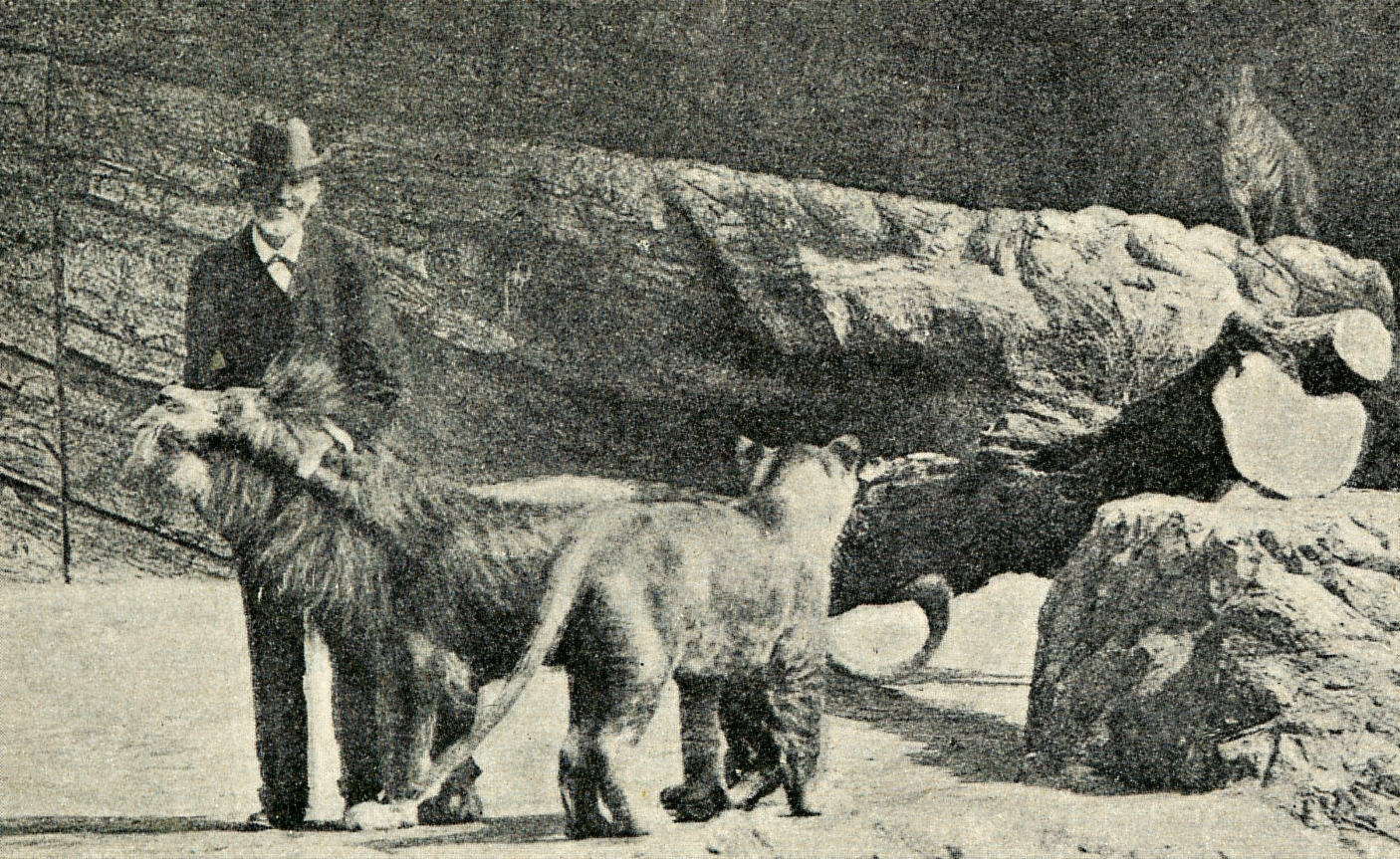
Carl Hagenbeck 1907

- 7. Mai: Der Tierhändler Carl Hagenbeck gründet in Stellingen, nördlich von Hamburg, auf Grundlage eines Patentes den ersten gitterlosen Zoo der Welt, der noch heute als Tierpark Hagenbeck existiert. Diese Gründung steht in Konkurrenz zum Zoologischen Garten in Hamburg und wird bald von einer Mehrzahl der deutschen zoologischen Gärten boykottiert.
- 10. Juni: In Frankreich kommen erstmals Farbfotos der Brüder Louis Jean und Auguste Lumière an die Öffentlichkeit.
- 15. Juni: Die Urania-Sternwarte Zürich, die erste Volkssternwarte der Schweiz wird nach zweijährigen Umbauarbeiten der Öffentlichkeit zugänglich gemacht.
- 14. Juli: Das Alpine Museum in München wird gegründet.

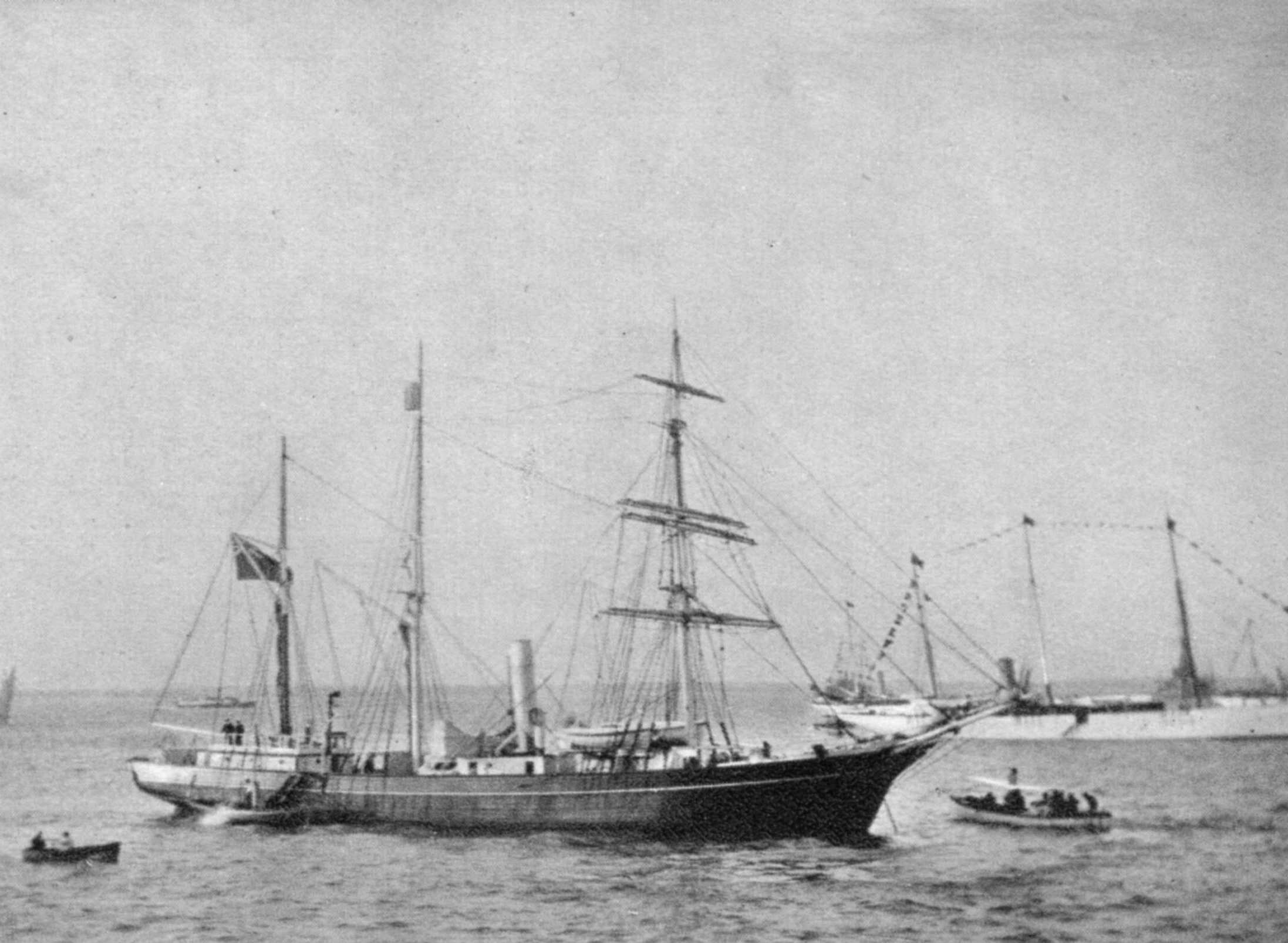
Die Nimrod am Tag vor der Abreise

- 5. August: Unter dem Befehl von Ernest Shackleton verlässt die britische Nimrod-Expedition die Isle of Wight in Richtung Antarktis.
- 11. September: Der Astronom August Kopff entdeckt in Heidelberg den Asteroiden (646) Kastalia.

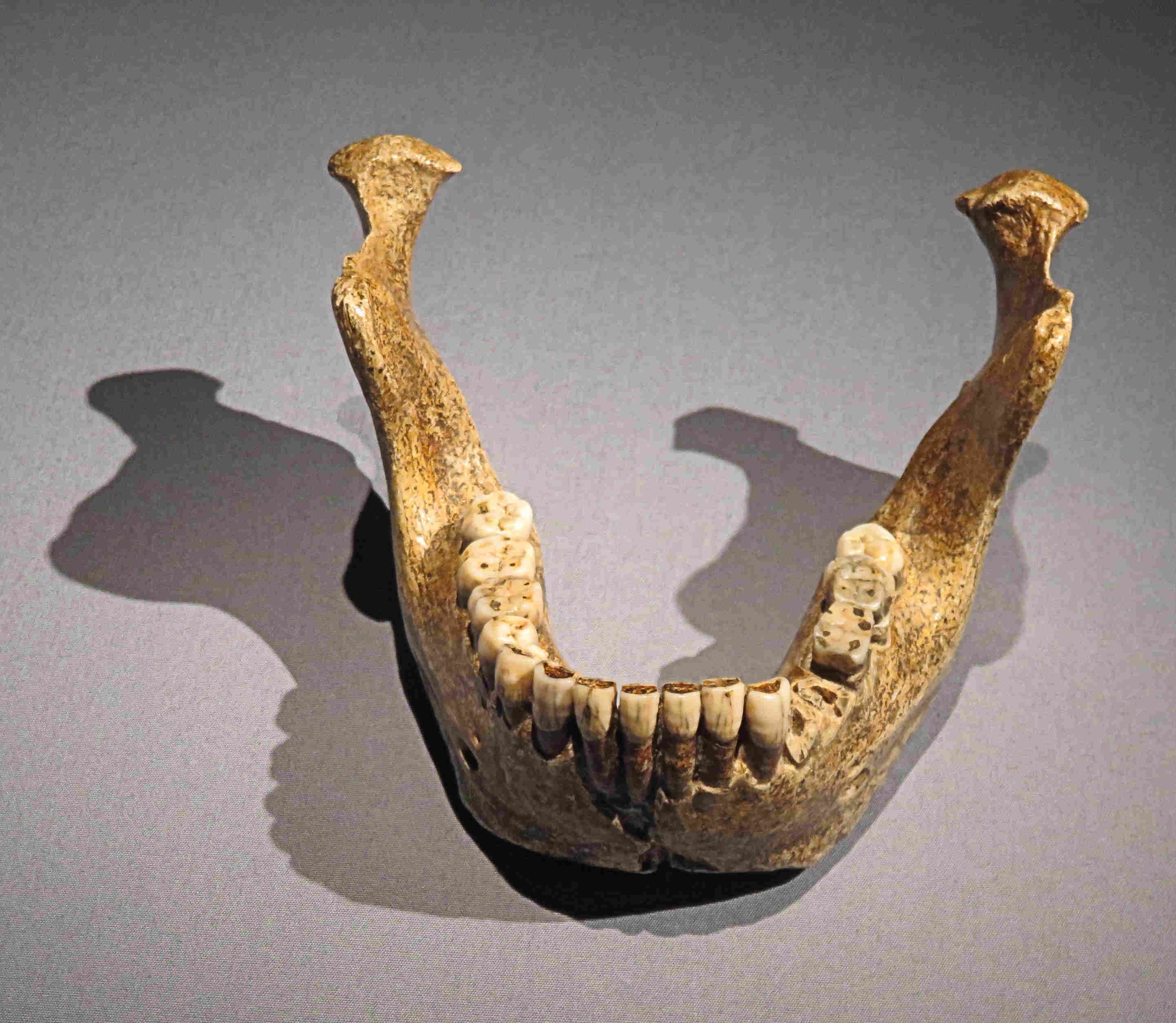
Unterkiefer von Mauer

- 21. Oktober: Der Arbeiter Daniel Hartmann findet in einer Sandgrube in Mauer bei Heidelberg den Unterkiefer von Mauer, das rund 600.000 Jahre alte Typusexemplar der Hominini-Art Homo heidelbergensis. Der Heidelberger Privatgelehrte Otto Schoetensack hat die Arbeiter der Sandgrube seit 20 Jahren dazu angehalten, auf Fossilien zu achten, nachdem 1887 in dieser Sandgrube der gut erhaltene Schädel eines Waldelefanten zutage gekommen ist. Schoetensack hat die Arbeiter zudem anhand von rezenten Beispielen das Aussehen von Menschenknochen gelehrt und die Sandgrube häufig „auf Spuren des Menschen“ kontrolliert.
- 13. November: Dem Franzosen Paul Cornu glückt mit seinem „fliegenden Fahrrad“ der weltweit erste Flug eines Hubschraubers in einer Höhe von 30 cm über dem Boden und 20 Sekunden Flugdauer.
- Die Cornell-Expedition nach Kleinasien und in den assyrisch-babylonischen Orient beginnt.
- Der Hamburger Wasserturm Sander Dickkopp wird errichtet.
- Der Archäologe Aurel Stein entdeckt in den Mogao-Grotten in China die aus dem Jahr 868 stammende erste Druckversion des Diamant-Sutra.

### Kultur

#### Architektur
- 6. Februar: Das vom Architekten Bruno Schmitz in nur zweijähriger Bauzeit errichtete Weinhaus Rheingold in Berlin wird eröffnet. Es bietet Platz für 4000 Gäste.

#### Bildende Kunst

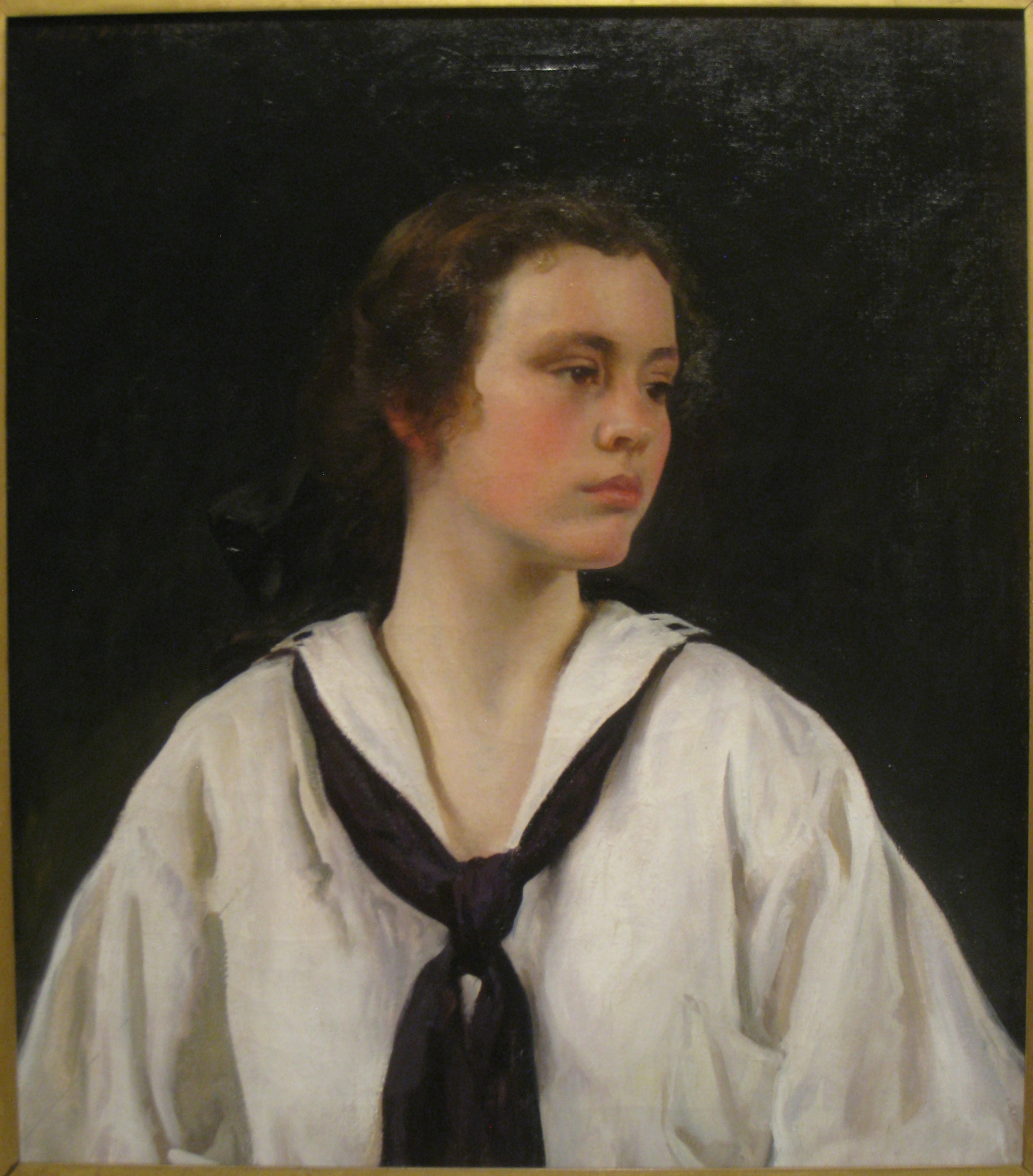
Joseph DeCamp: Sally, ca. 1907
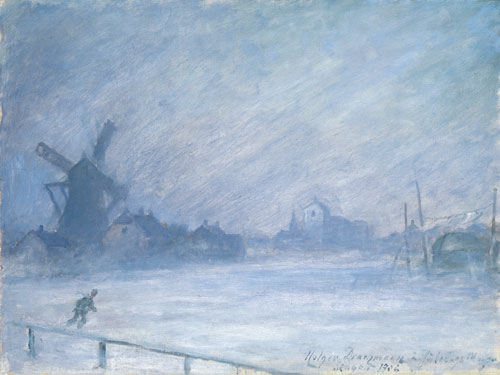
Holger Drachmann: Sicht aus meinem Studio, Schneesturm, 26. Dezember 1906
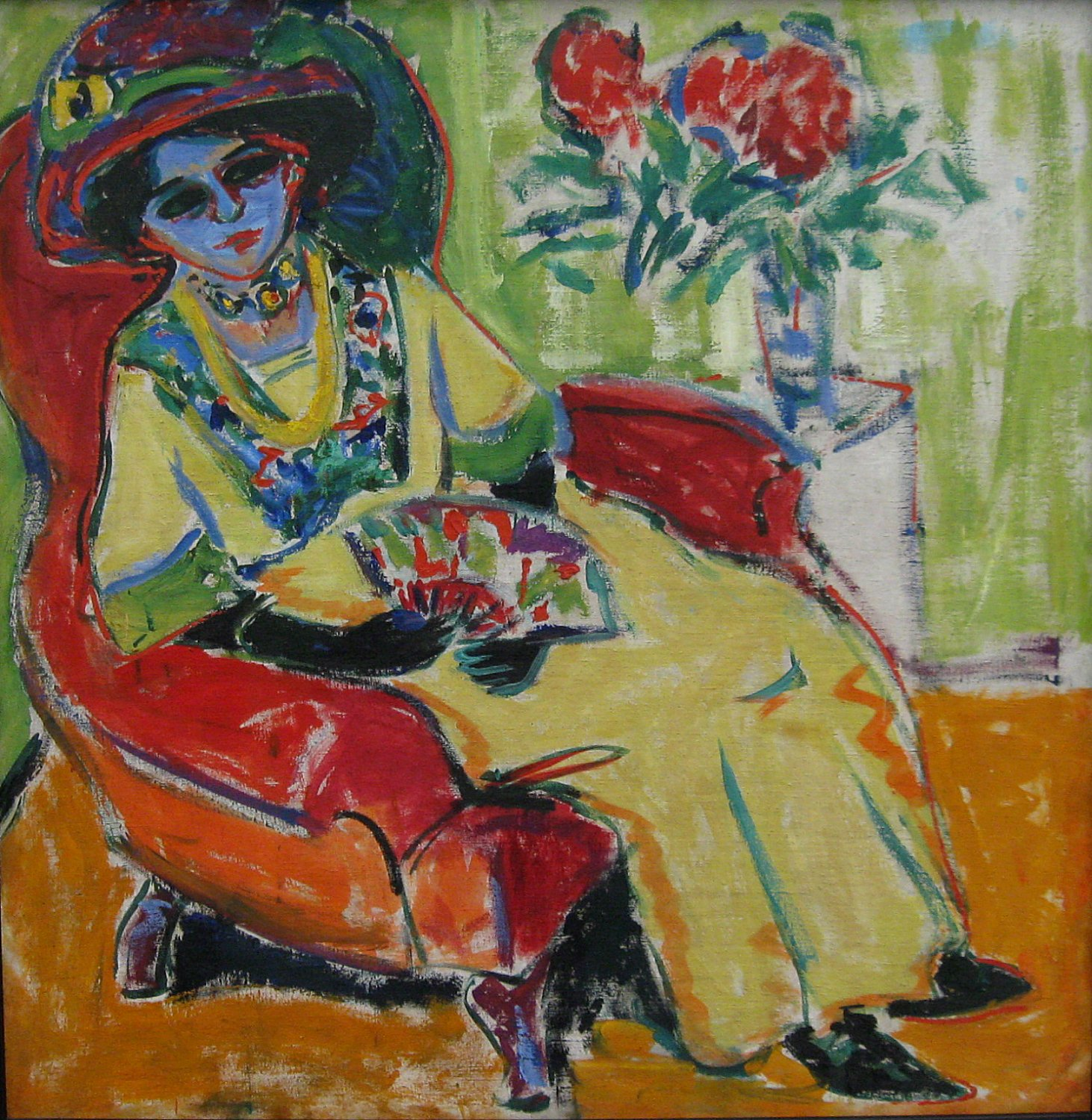
Ernst Ludwig Kirchner: Sitzende Dame (Dodo)

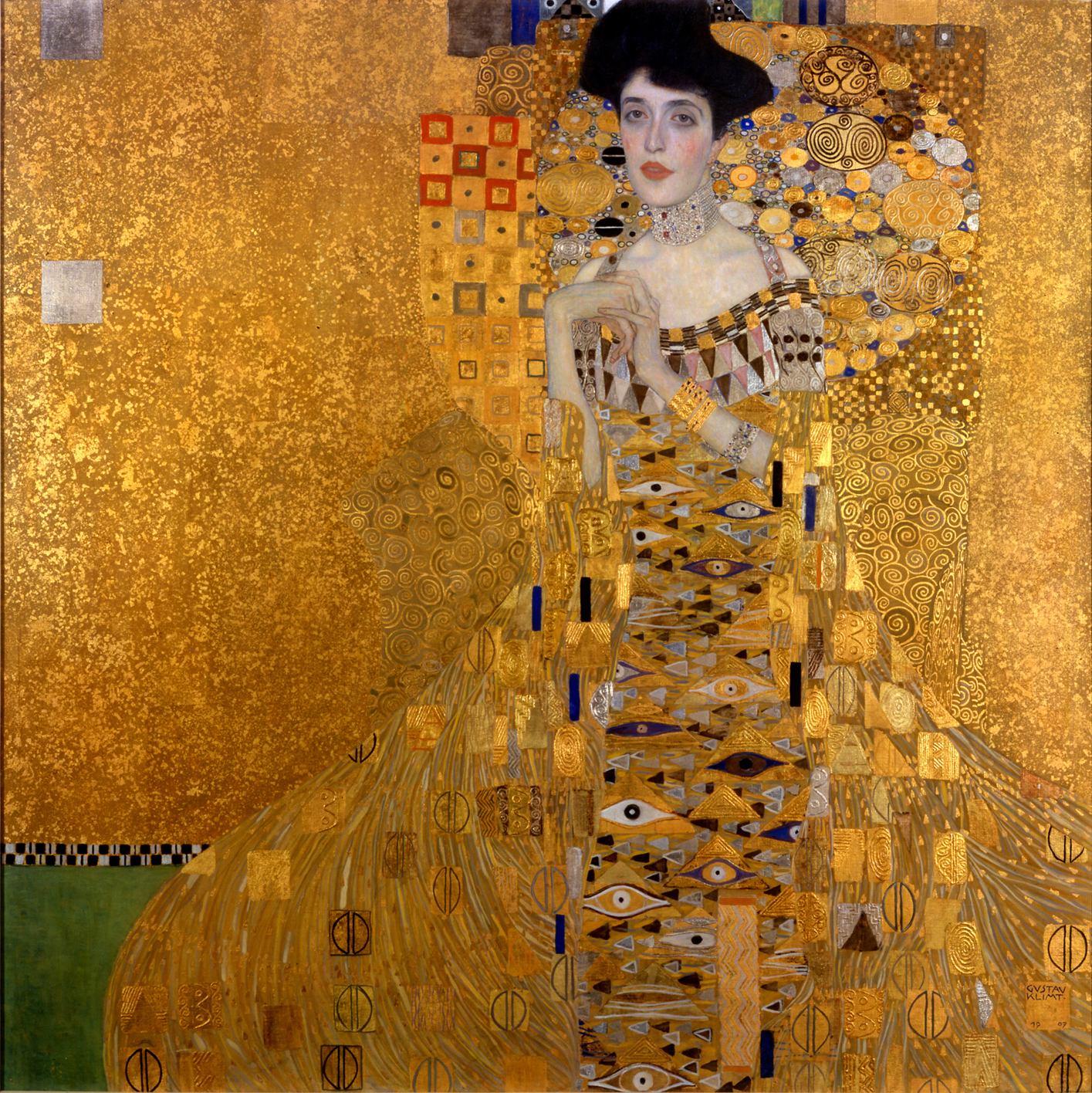
Adele Bloch-Bauer I
Öl, Silber und Gold auf Leinwand

- Gustav Klimt porträtiert die Unternehmergattin Adele Bloch-Bauer in dem Werk Adele Bloch-Bauer I.
- Pablo Picasso: Les Demoiselles d’Avignon
- Die Neue Schackgalerie wird in München errichtet.
- Gründung der Künstlergruppe Fitzroy Street Group.

#### Musik und Theater
- 7. Januar: Die Uraufführung der Operette Mitislaw der Moderne von Franz Lehár im Kabarett Hölle im Theater an der Wien, Wien
- 17. Januar: Die Uraufführung der Oper Le maschere von Pietro Mascagni findet am Teatro alla Scala di Milano statt.
- 26. Januar: Am Dubliner Abbey Theatre wird John Millington Synges Tragikomödie The Playboy of the Western World (Der Held der westlichen Welt) uraufgeführt und löst beim Publikum einen Tumult aus.
- 7. Februar: Uraufführung der Oper Thérèse von Jules Massenet in Monte Carlo
- 20. Februar: Uraufführung der Oper Die Legende von der unsichtbaren Stadt Kitesch und von der Jungfrau Fewronija (Orig.: Skasani je o newidimom grade Kiteshe i dewe Febronii) von Nikolai Andrejewitsch Rimski-Korsakow an der Hofoper in Sankt Petersburg
- 21. Februar: Uraufführung der komischen Oper Romeo und Julia auf dem Dorfe von Frederick Delius an der Komischen Oper Berlin
- 22. Februar: Uraufführung des frühexpressionistischen Dramas Das Leben des Menschen von Leonid Andrejew in Sankt Petersburg

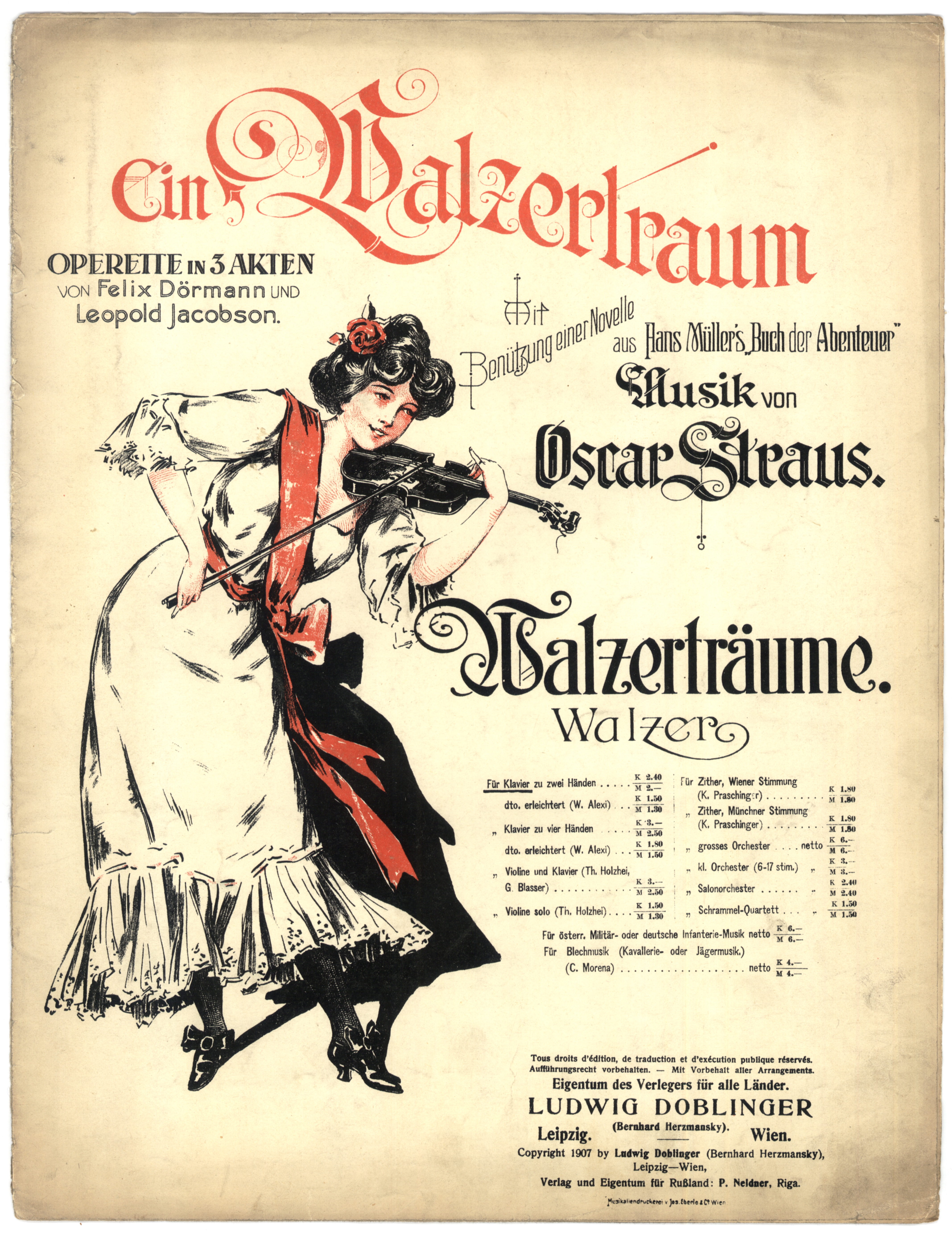
Notenblatt Walzertraum

- 2. März: Die Operette Ein Walzertraum von Oscar Straus mit dem Libretto von Felix Dörmann wird am Carl-Theater in Wien uraufgeführt.
- 15. April: Uraufführung der Oper Gloria von Francesco Cilea am Teatro alla Scala di Milano
- 17. April: Das Schauspiel Ein Traumspiel, eine „dramatisch-lyrische Phantasie“ von August Strindberg, wird am Svenska Teatern in Stockholm uraufgeführt.
- 10. Mai: Uraufführung der Oper Ariane et Barbe-bleu (Blaubart) von Paul Dukas an der Pariser Opéra-Comique (Libretto von Maurice Maeterlinck)
- 27. Juli: Die Uraufführung der Operette Der fidele Bauer von Leo Fall findet in Mannheim unter der Leitung von Robert Stolz statt. Das Libretto des Werks aus der Silbernen Operettenära stammt von Victor Léon.
- 26. Oktober: Uraufführung der Oper Die rote Gred von Julius Bittner in Frankfurt am Main
- 2. November: Die Uraufführung der Operette Die Dollarprinzessin von Leo Fall findet am Carltheater in Wien statt. Das Libretto der zur silbernen Operettenära zählenden Stückes stammt vom Autorengespann Alfred Maria Willner und Fritz Grünbaum.
- 17. Dezember: Am Theater in der Josefstadt in Wien wird die Operette Die Försterchristl von Georg Jarno mit Johanna Niese in der Titelrolle uraufgeführt.

#### Sonstiges
- 30. Januar: Das Korsør Biograf Teater in der dänischen Stadt Korsør wird eröffnet. Es ist inzwischen das weltweit älteste noch bespielte Kino.
- 8. Mai: Die Bauarbeiten zur Umgestaltung des Wannsee-Ufers in ein Strandbad beginnen.
- 6. Oktober: Der Deutsche Werkbund wird in München gegründet.
- Die Ben-Hur-Verfilmung von Sidney Olcott löst wegen ungeklärter Urheberrechte am Bestseller von Lewis Wallace den ersten Plagiatsprozess der Filmgeschichte aus.
- George K. Spoor und Gilbert M. Anderson gründen in Chicago die Filmproduktionsgesellschaft Essanay

### Gesellschaft

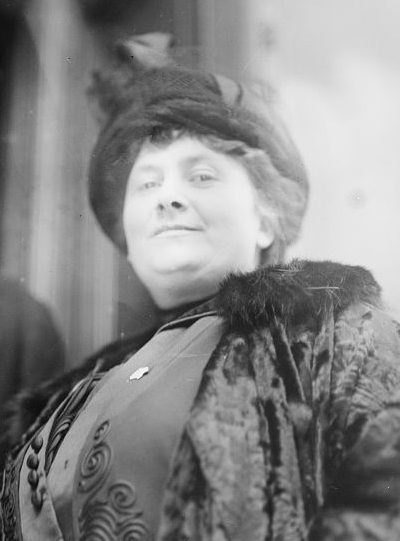
Maria Montessori

- 6. Januar: Maria Montessori, Schöpferin der Montessoripädagogik, eröffnet im römischen Arbeiterviertel San Lorenzo ihr erstes Kinderhaus, die Casa dei Bambini.
- 6. Juli: Der Diebstahl der im Schloss Dublin Castle verwahrten irischen Kronjuwelen wird entdeckt. Der Fall wird nie gelöst.
- 31. Juli bis 9. August: Auf Brownsea Island im Süden Großbritanniens findet unter Leitung von Robert Baden-Powell das erste Pfadfinderlager der Welt statt. 22 Buben aus verschiedenen sozialen Schichten nehmen teil. Um die Standesunterschiede zu verdecken, tragen alle einheitliche Uniformen.
- Mit der Krankenschwester Florence Nightingale wird zum ersten Mal eine Frau in Großbritannien mit einem königlichen Orden ausgezeichnet.
- 1907/1908: Josef Friedrich Schmidt entwickelt das auf dem indischen Spiel Pachisi beruhende Gesellschaftsspiel Mensch ärgere Dich nicht.

### Religion
- 6. Januar: In der auf Französisch verfassten Enzyklika Une fois encore geißelt Papst Pius X. staatliche Maßnahmen zur Trennung von Kirche und Staat in Frankreich und vergleicht die Situation mit jener in Deutschland.
- 3. Juli: Das Sanctum Officium verwirft im Dekret Lamentabili sane exitu 65 Punkte, die die Römisch-katholische Kirche als Irrtümer ansieht.
- 18. November: Im Motu Proprio Praestantia Scripturae verhängt Papst Pius X. die Strafe der Exkommunikation gegenüber Modernisten.
- Ludwig Fahrenkrog ruft zur Gründung der Germanischen Glaubens-Gemeinschaft auf.

### Katastrophen

#### Bergwerkskatastrophen
- 6. Dezember: Eine Kohlenstaubexplosion verursacht in Monongah, West Virginia, die schlimmste Bergbaukatastrophe in den Vereinigten Staaten mit 362 Toten.

#### Erdbeben
- 14. Januar: Durch ein Erdbeben der Stärke 6,5 in Kingston, Jamaika, sterben rund 1.600 Menschen, etwa 75 % der Stadt werden zerstört.
- 21. Oktober: ein Erdbeben der Stärke 8,1 in Zentralasien, etwa 12.000 Tote

#### Schiffskatastrophen
- 11. Februar: Im Rhode Island Sound sinkt nach einer Kollision mit einem Schoner der Raddampfer Larchmont. 140 Menschen sterben.

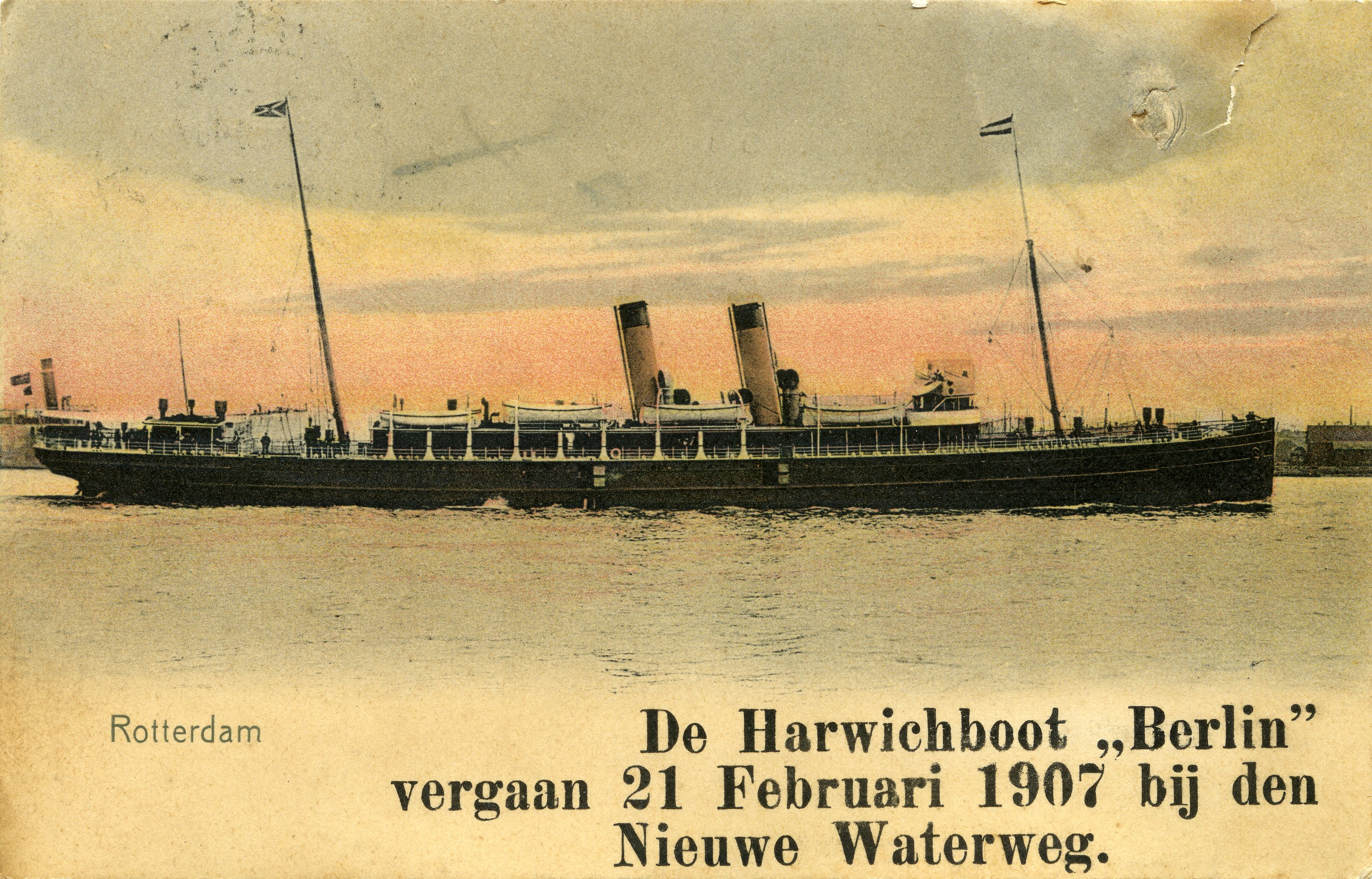
Postkarte mit Hinweis auf den Untergang

- 21. Februar: Das britische Passagierschiff Berlin sinkt im Sturm im Hafen von Hoek van Holland. 128 Menschen kommen ums Leben.
- 22. Februar: Vor Elafonisi an der Südwestküste Kretas prallt der österreichische Passagierdampfer Imperatrix in einem schweren Sturm auf die Klippen. 40 Menschen sterben.
- 14. Dezember: Der größte Schoner der Welt, die Thomas W. Lawson, der Welt einziger Siebenmastgaffelschoner, strandet, kentert und sinkt mit 15 Seeleuten und dem Lotsen innerhalb der Scilly-Inseln in heftigem Sturm nach Bruch der Ankerkette. Dabei kommt es zu einer der ersten Ölkatastrophen auf See.

Kleinere Unglücksfälle sind in den Unterartikeln von Katastrophe und in der Liste von Katastrophen aufgeführt.

### Sport
- 3. Mai: Da die Vereinsbildung im Osmanischen Reich verboten ist, erfolgt die Gründung des Mehrsportvereins Fenerbahçe SK in Istanbul, dem auch eine Fußballabteilung angehört, im Geheimen.

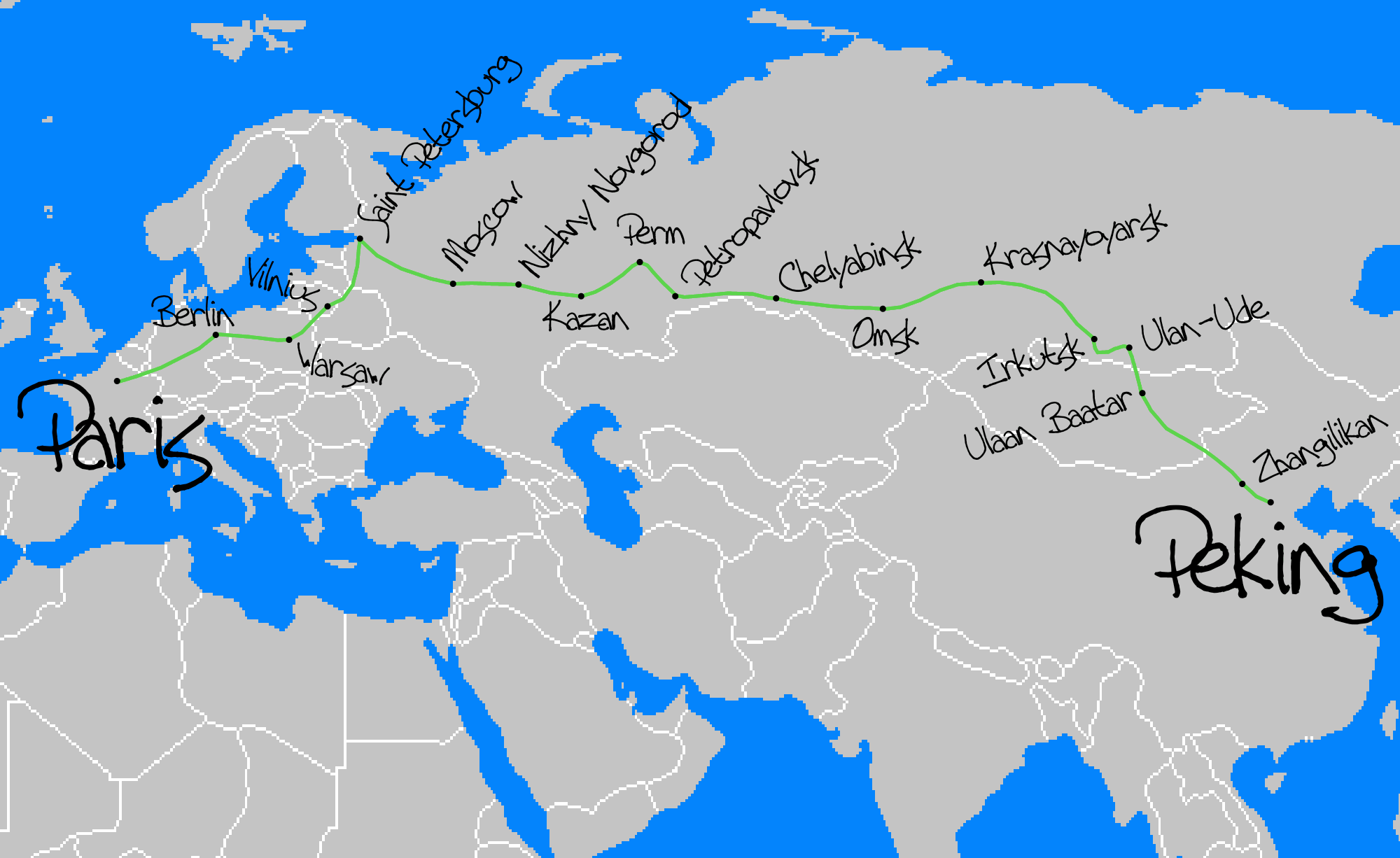
Karte der zurückgelegten Route

- 10. Juni: In Peking starten fünf Wagen zum längsten Automobilrennen aller Zeiten, der Fahrt von Peking nach Paris. Die 12.000 km lange Route führt durch die Wüste Gobi, vorbei am Baikalsee, durch Sibirien, über den Ural und über Moskau nach Frankreich.
- 8. Juli bis 4. August: Lucien Petit-Breton gewinnt die Tour de France 1907.
- 10. August: Der erste von fünf gestarteten Wagen beim Automobilrennen von Peking nach Paris erreicht nach zwei Monaten die französische Hauptstadt. Das italienische Team um Prinz Scipione Borghese wird als Sieger gefeiert. Das zweite, vom Holländer Charles Goddard gesteuerte, Kraftfahrzeug trifft am 30. August ein, die anderen kommen nicht ans Ziel.
- 30. September: Der Deutsche Oskar Erbslöh gewinnt mit seinem US-amerikanischen Beifahrer Henry Helm Clayton die in Saint Louis durchgeführte Zweitauflage des Gordon-Bennett-Cups für Gasballone.

### Nobelpreise
| Preis                                   | Person                             | Land                                                        | Begründung für die Preisvergabe | Bild                     |
| --------------------------------------- | ---------------------------------- | ----------------------------------------------------------- | --- | ------------------------ |
| Nobelpreis für Physik                   | Albert A. Michelson (1851–1931)    | Vereinigte Staaten (geboren in Strelno, damals Preußen)     | „für seine optischen Präzisionsinstrumente und seine damit ausgeführten spektroskopischen und metrologischen Untersuchungen“ (Michelson-Interferometer)                                                          | Albert Abraham Michelson |
| Nobelpreis für Chemie                   | Eduard Buchner (1860–1917)         | Deutsches Reich                                             | „für seine biochemischen Untersuchungen und die Entdeckung der zellfreien Gärung“ | Eduard Buchner           |
| Nobelpreis für Physiologie oder Medizin | Alphonse Laveran (1845–1922)       | Frankreich                                                  | „in Anerkennung seiner Arbeiten über die Bedeutung der Protozoen als Krankheitserreger“ | Alphonse Laveran         |
| Nobelpreis für Literatur                | Rudyard Kipling (1865–1936)        | Vereinigtes Königreich (geboren in Bombay, Britisch-Indien) | „in Anerkennung der Beobachtungsgabe, der ursprünglichen Einbildungskraft sowie der männlichen Stärke in Auffassung und Schilderungskunst, die die Schöpfungen dieses weltberühmten Schriftstellers auszeichnen“ | Rudyard Kipling          |
| Friedensnobelpreis                      | Ernesto Teodoro Moneta (1833–1918) | Königreich Italien (geboren in Mailand, Österreich)         | Präsident der Lombardischen Friedensliga | Ernesto Teodoro Moneta   |
| Friedensnobelpreis                      | Louis Renault (1843–1918)          | Frankreich                                                  | spielte eine herausragende Rolle bei verschiedenen internationalen Kongressen, insbesondere den Haager Friedenskonferenzen und den Tagungen der Haager Konferenz für Internationales Privatrecht                 | Louis Renault            |

## Geboren

### Januar
- 02. Januar: Gordon L. Allott, US-amerikanischer Politiker († 1989)
- 03. Januar: Ray Milland, US-amerikanischer Film- und Fernsehschauspieler († 1986)
- 04. Januar: Willy Busch, deutscher Fußballspieler († 1982)
- 04. Januar: Arnold Dannenmann, evangelischer Theologe († 1993)
- 04. Januar: Ninón de Brouwer Lapeiretta, dominikanische Komponistin († 1989)
- 05. Januar: Josef Holaubek, Polizeipräsident in Wien († 1999)
- 05. Januar: Volmari Iso-Hollo, finnischer Leichtathlet, Olympiasieger († 1969)
- 05. Januar: Mathias Sancassiani, luxemburgischer Boxer († 1972)
- 06. Januar: Roy Hall, US-amerikanischer Old-Time-Musiker († 1943)
- 06. Januar: Helen Kleeb, US-amerikanische Schauspielerin († 2003)
- 06. Januar: Stanley Osborne, kanadischer Geistlicher, Musikpädagoge, Autor, Hymnologe und Komponist († 2000)
- 06. Januar: Josef Walla, österreichischer Motorradrennfahrer († 1994)
- 09. Januar: Maurine Brown Neuberger, US-amerikanische Politikerin († 2000)
- 11. Januar: Pierre Mendès France, französischer Politiker, Premierminister († 1982)
- 11. Januar: Abraham Joshua Heschel, jüdischer Theologe und Philosoph († 1972)
- 12. Januar: Tom Bullus, britischer Motorradrennfahrer († 1998)
- 12. Januar: Sergei Koroljow, sowjetischer Raketenkonstrukteur (Wostok, Sojus) († 1966)
- 13. Januar: Bruno Mathsson, Architekt und Designer († 1988)
- 13. Januar: George Raynor, englischer Fußballspieler und -trainer († 1985)
- 13. Januar: Stanisław Wygodzki, polnisch-jüdischer Schriftsteller und Übersetzer († 1992)
- 15. Januar: Janusz Kusociński, polnischer Leichtathlet († 1940)
- 16. Januar: Paul Nitze, US-amerikanischer Abrüstungsexperte († 2004)
- 16. Januar: Martin Scherber, deutscher Komponist († 1974)
- 17. Januar: Henk Badings, niederländischer Komponist († 1987)
- 18. Januar: Werner Jacobi, deutscher Politiker († 1970)
- 19. Januar: Briggs Cunningham, US-amerikanischer Automobilrennfahrer, Konstrukteur und Segler († 2003)

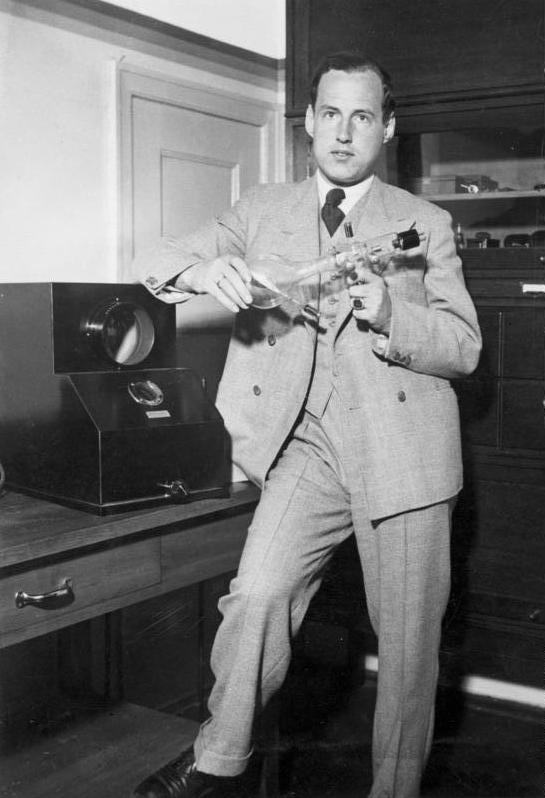
Manfred von Ardenne, 1933

- 20. Januar: Manfred von Ardenne, deutscher Naturwissenschaftler († 1997)
- 20. Januar: Paula Wessely, österreichische Film- und Theaterschauspielerin († 2000)
- 22. Januar: Baruch Shalom HaLevi Ashlag, polnischer Kabbalist († 1991)
- 22. Januar: Dixie Dean, englischer Fußballspieler († 1980)
- 23. Januar: Hideki Yukawa, japanischer Physiker († 1981)
- 24. Januar: Karl Anders, deutscher Politiker, Journalist und Verleger († 1997)
- 24. Januar: Jean Daetwyler, Schweizer Dirigent und Komponist († 1994)
- 24. Januar: Maurice Couve de Murville, französischer Politiker († 1999)
- 24. Januar: Tuts Washington, US-amerikanischer Blues-Pianist († 1984)
- 25. Januar: Hino Ashihei, japanischer Schriftsteller († 1960)
- 25. Januar: Franco Cornacchia, italienischer Unternehmer und Automobilrennfahrer († unbekannt)
- 25. Januar: Helmut Weiss, deutscher Filmschauspieler und Regisseur (Die Feuerzangenbowle) († 1969)
- 26. Januar: Isabel María Luisa Anido González, argentinische Gitarristin, Komponistin und Musikpädagogin († 1996)
- 26. Januar: Karl Gößwald, deutscher Zoologe († 1996)
- 26. Januar: Marie Jahoda, österreichische Sozialpsychologin (Studie Die Arbeitslosen von Marienthal) († 2001)
- 26. Januar: Hans Selye, kanadischer Mediziner († 1982)
- 28. Januar: Lew Solomonowitsch Ginsburg, russischer Violoncellist und Musikwissenschaftler († 1981)
- 30. Januar: Lotte Knabe, deutsche Archivarin und Historikerin († 1991)
- 30. Januar: Takami Jun, japanischer Schriftsteller († 1965)
- 31. Januar: Freddie de Clifford, britischer Automobilrennfahrer und Peer († 1982)
- 31. Januar: Friedrich Düßmann, deutscher Politiker (SPD) und MdBB († 1974)
- 31. Januar: Georg Wurzer, deutscher Fußballtrainer († 1982)

### Februar
- 01. Februar: Charles Brackenbury, britischer Automobilrennfahrer († 1959)
- 01. Februar: Günter Eich, deutscher Lyriker und Hörspielautor († 1972)
- 01. Februar: Mozart Camargo Guarnieri, brasilianischer Komponist († 1993)

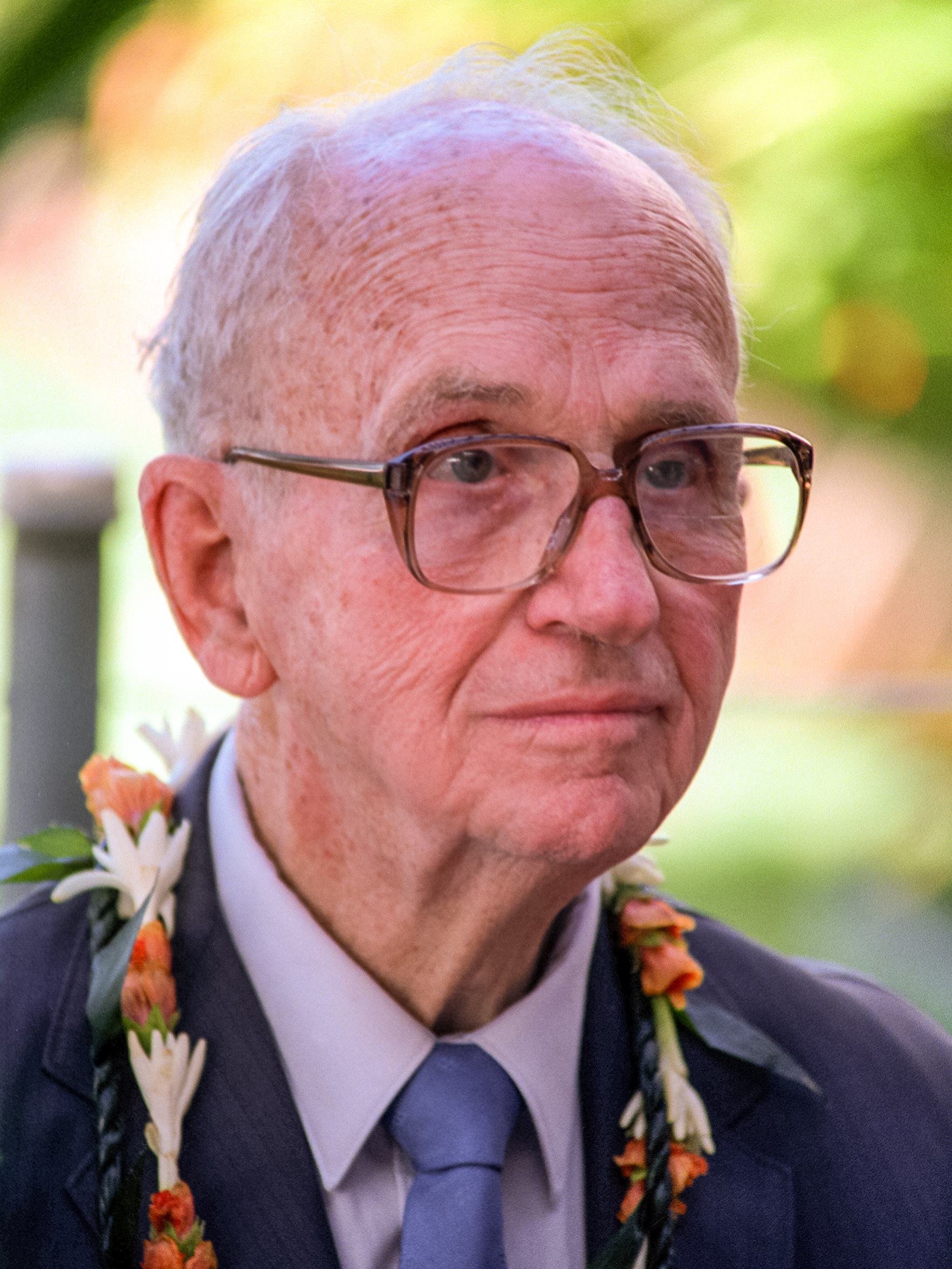
James A. Michener

- 03. Februar: Helmut Bertram, deutscher General († 1999)
- 03. Februar: James A. Michener, US-amerikanischer Schriftsteller († 1997)
- 03. Februar: Roman Erich Petsche, österreichischer Lehrer, Schulaufseher und Maler († 1993)
- 04. Februar: Otto Ohlendorf, SS-General, Amtschef im Reichssicherheitshauptamt († 1951)
- 04. Februar: Gerda Paumgarten, österreichische Skirennläuferin († 2000)
- 04. Februar: Walter Seuffert, deutscher Jurist und Politiker († 1989)
- 05. Februar: Hans Bender, deutscher Parapsychologe und Arzt († 1991)
- 05. Februar: Walter Nausch, österreichischer Fußballspieler und -nationaltrainer († 1957)
- 05. Februar: Pierre Pflimlin, französischer Politiker und Mitglied des EU-Parlaments († 2000)
- 06. Februar: Hansjochem Autrum, deutscher Zoologe († 2003)
- 06. Februar: Paul Lemmerz, Räderfabrikant, Unternehmer und Mäzen († 1977)
- 07. Februar: Marta Schanzenbach, deutsche Politikerin († 1997)
- 09. Februar: Dit Clapper, kanadischer Eishockeyspieler († 1978)
- 09. Februar: Harold Scott MacDonald Coxeter, britisch-kanadischer Mathematiker († 2003)
- 11. Februar: Käthe Gold, österreichische Schauspielerin († 1997)
- 12. Februar: Louis Klemantaski, britischer Automobilrennfahrer und Fotograf († 2001)
- 14. Februar: Sven Andersson, schwedischer Fußballspieler und -trainer († 1981)
- 14. Februar: Hilda Graef, katholische Theologin und Schriftstellerin († 1970)
- 15. Februar: Jean Langlais, französischer Komponist und Organist († 1991)
- 15. Februar: Cesar Romero, US-amerikanischer Schauspieler (Joker in der TV-Serie Batman) († 1994)
- 16. Februar: Harold Macfarlane Anstey, britischer Filmproduzent († 1987)
- 16. Februar: Jean Burger, französischer Kommunist und Widerstandskämpfer († 1945)
- 16. Februar: Rudolf Braune, deutscher Schriftsteller und Journalist († 1932)
- 16. Februar: Adriano Chicco, italienischer Schachproblemkomponist und Schachhistoriker († 1990)
- 16. Februar: Herbert Drews, deutscher Motorradrennfahrer († 1949)
- 16. Februar: Fritz Vonhof, deutscher Bobfahrer († unbekannt)
- 16. Februar: Alec Wilder, US-amerikanischer Komponist († 1980)
- 17. Februar: Jewgeni Michailowitsch Abalakow, sowjetischer Bergsteiger († 1948)
- 17. Februar: Gerhard Hirschfelder, deutscher römisch-katholischer Priester, Widerstandskämpfer gegen den Nationalsozialismus, Märtyrer († 1942)
- 17. Februar: Eduard Mückenhausen, deutscher Bodenkundler († 2005)
- 17. Februar: Julián Soler, mexikanischer Schauspieler und Regisseur († 1977)
- 20. Februar: Nadine Conner, US-amerikanische Sängerin († 2003)
- 20. Februar: Malcolm Atterbury, US-amerikanischer Schauspieler († 1992)
- 20. Februar: Erich Klabunde, deutscher Politiker und MdB († 1950)
- 20. Februar: Ernst Schellenberg, deutscher Politiker († 1984)
- 21. Februar: W. H. Auden, englischer Schriftsteller († 1973)
- 22. Februar: Theodore Annemann, US-amerikanischer Zauberkünstler († 1942)
- 22. Februar: Georg Braun, österreichischer Fußballspieler und -trainer († 1963)
- 22. Februar: Georg Christian von Lobkowitz, tschechoslowakischer Adliger und Automobilrennfahrer († 1932)
- 22. Februar: Heinrich Schneider, deutscher Politiker († 1974)
- 22. Februar: Rex Stewart, US-amerikanischer Jazzkornettist († 1967)
- 23. Februar: Hans-Jürgen Graf von Blumenthal, deutscher Widerstandskämpfer († 1944)
- 25. Februar: Mary Chase, US-amerikanische Schriftstellerin († 1981)
- 25. Februar: Giuseppe Paupini, Kardinal der römisch-katholischen Kirche († 1992)
- 26. Februar: Luise Ida Aufsberg, deutsche Kunstfotografin († 1976)
- 27. Februar: Mildred Bailey, US-amerikanische Sängerin († 1951)
- 27. Februar: Hermann Buse, deutscher Radrennfahrer († 1945)
- 27. Februar: Egon von Tresckow, deutscher Illustrator, Comiczeichner und Karikaturist († 1952)
- 27. Februar: Walter Wolf, deutscher Politiker († 1977)
- 28. Februar: Milton Caniff, US-amerikanischer Comiczeichner und -autor († 1988)
- 28. Februar: Gustav Ermecke, deutscher römisch-katholischer Moraltheologe und Sozialethiker († 1987)
- 28. Februar: Sepp Tanzer, österreichischer Komponist für Blasmusik († 1983)

### März
- 01. März: Albert Ammons, US-amerikanischer Boogie Woogie-Pianist († 1949)
- 01. März: Béla Barényi, Konstrukteur des VW Käfer († 1997)
- 03. März: Canada Lee, US-amerikanischer Boxer, Schauspieler und Bürgerrechtler († 1952)
- 04. März: Maria Branyas Morera, spanische Supercentenarian († 2024)
- 04. März: Heinrich Draeger, deutscher Politiker und MdB († 1991)
- 04. März: Harald Koch, deutscher Politiker († 1992)
- 05. März: Rosemarie Clausen, deutsche Theaterfotografin († 1990)
- 05. März: Manuel Tato, argentinischer Theologe († 1980)
- 05. März: Chitetsu Watanabe, japanischer Altersrekordler († 2020)
- 07. März: Manuel del Cabral, dominikanischer Schriftsteller († 1999)
- 07. März: Ludwig Gebhard, deutscher Kirchenmusiker, Komponist und Musikpädagoge († 1993)
- 08. März: Konstantinos Karamanlis, griechischer Politiker († 1998)
- 09. März: Mircea Eliade, rumänischer Religionshistoriker, Essayist und Romancier († 1986)
- 10. März: Toni Frissell, US-amerikanische Fotografin († 1988)
- 10. März: Francisco José Orlich Bolmarcich, Politiker in Costa Rica († 1969)
- 10. März: Rudolf Sühnel, deutscher Philologe († 2007)
- 10. März: Christopher Del Sesto, US-amerikanischer Politiker († 1973)

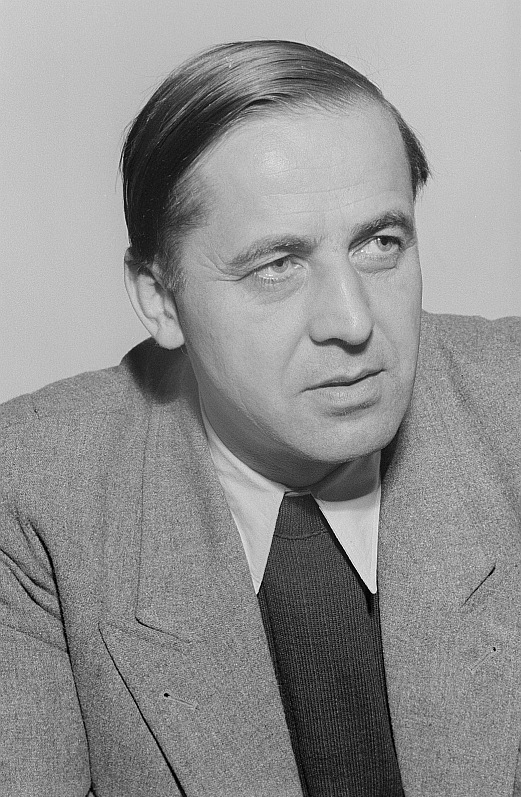
Georg Maurer

- 11. März: Georg Maurer, deutscher Lyriker, Essayist und Übersetzer († 1971)

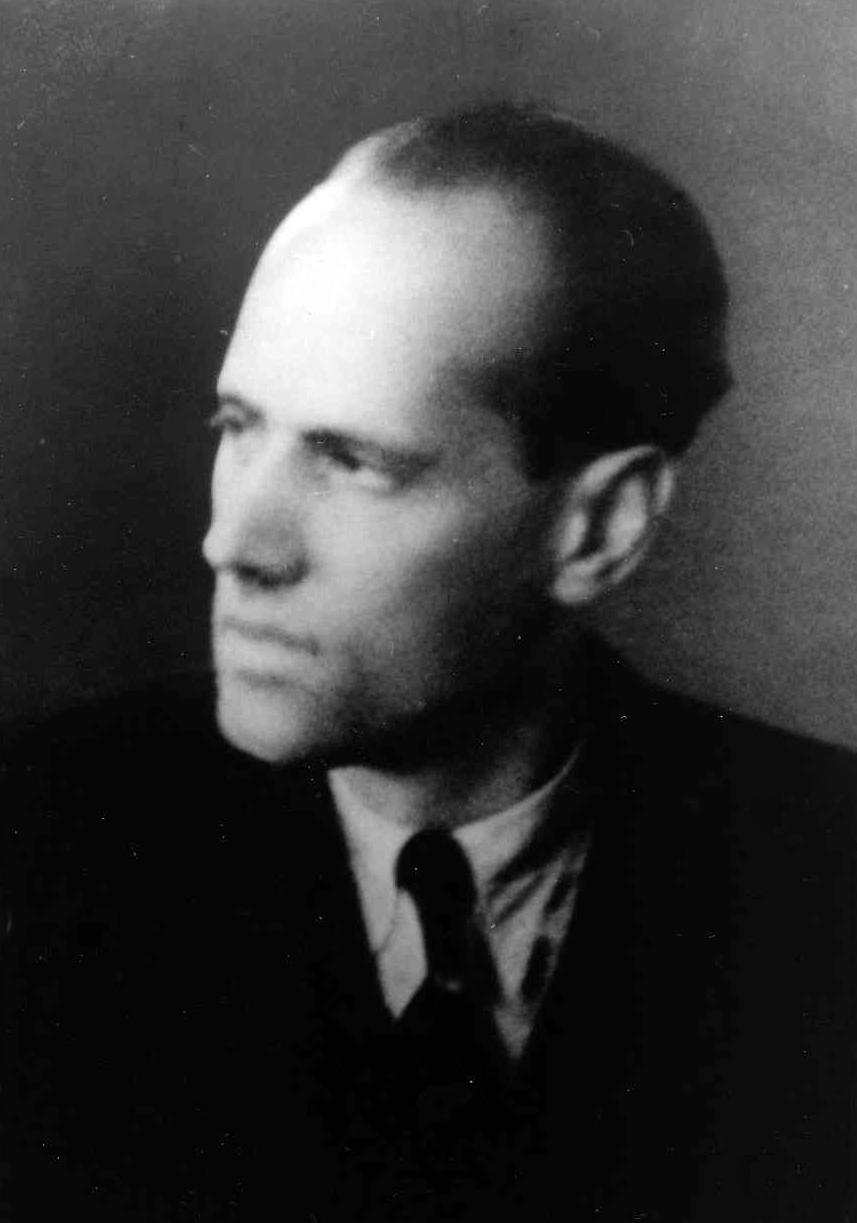
Helmuth James Graf von Moltke, Januar 1945

- 11. März: Helmuth James Graf von Moltke, deutscher Jurist, Widerstandskämpfer († 1945)
- 11. März: Mortimer Morris-Goodall, britischer Automobilrennfahrer († 2001)
- 12. März: Wiggerl Kraus, deutscher Motorradrennfahrer († 1987)
- 13. März: Mohammed Abdel Wahab, ägyptischer Sänger und Komponist († 1991)
- 13. März: Ludwig Biermann, deutscher Physiker († 1986)
- 13. März: Ernst Wilhelm Borchert, deutscher Schauspieler († 1990)
- 13. März: Frank Wilcox, US-amerikanischer Schauspieler († 1974)

- 15. März: Zarah Leander, schwedische Schauspielerin († 1981)
- 15. März: James Douglas McPartland, US-amerikanischer Jazzkornettist († 1991)
- 16. März: Robert Murton-Neale, britischer Automobilrennfahrer († 1977)
- 16. März: Alexander Solomon Wiener, US-amerikanischer Serologe († 1976)
- 17. März: Franz Kartz, deutscher Boxer († unbekannt)
- 17. März: Takeo Miki, 66. Premierminister von Japan († 1988)
- 17. März: John Orlando Pastore, US-amerikanischer Politiker († 2000)
- 18. März: Gabriel Asaad, assyrischer Komponist und Musiker († 1997)
- 19. März: Hans Mayer, deutscher Literaturwissenschaftler, Jurist, Sozialforscher († 2001)
- 19. März: Marc Vaubourgoin, französischer Komponist († 1983)
- 20. März: Ellis Arnall, US-amerikanischer Politiker († 1992)
- 20. März: Helmut Echternach, Pastor, protestantischer Theologe und Bischof († 1988)
- 22. März: James M. Gavin, US-amerikanischer Generalleutnant († 1990)
- 22. März: Hugh Mitchell, US-amerikanischer Politiker († 1996)
- 22. März: Lúcia dos Santos, Zeugin einer Marienerscheinung († 2005)
- 22. März: Oskar Rudolf Schlag, deutscher Psychotherapeut, Schriftsteller († 1990)
- 23. März: Daniel Bovet, italienischer Pharmakologe († 1992)
- 23. März: Bernhard Hanssler, Priester, Päpstlicher Ehrenprälat und Bildungspolitiker († 2005)
- 23. März: Gerhart Münch, deutscher Pianist und Komponist († 1988)
- 23. März: Hassler Whitney, US-amerikanischer Mathematiker († 1989)
- 23. März: Otto Wittmann, deutscher Geologe und Gymnasiallehrer († 1986)
- 25. März: Horst von Waldthausen, deutsch-schweizerischer Automobilrennfahrer († 1933)
- 27. März: Juan Francisco Giacobbe, argentinischer Komponist, Musikwissenschaftler und -pädagoge († 1990)
- 29. März: Josef Effertz, deutscher Politiker († 1984)
- 30. März: Lee Bartlett, US-amerikanischer Speerwerfer († 1972)
- 30. März: Friedrich August von der Heydte, deutscher Rechtswissenschaftler, Offizier und Politiker († 1994)
- 31. März: Hilde Lotz-Bauer, deutsche Fotografin und Kunsthistorikerin († 1999)

### April
- 01. April: Günther Arndt, deutscher Chorleiter und Produzent († 1976)
- 01. April: Kyozan Joshu Sasaki, japanischer buddhistischer Mönch († 2014)
- 02. April: Alfred Ackermann, Schweizer Politiker und Unternehmer († 1997)
- 02. April: Ernst Harold Anderson, schwedischer Leichtathlet († 1985)
- 02. April: Lucius Benjamin Appling, US-amerikanischer Baseballspieler und -manager († 1991)
- 03. April: Lola Álvarez Bravo, mexikanische Fotografin († 1993)
- 05. April: Sanya Dharmasakti, thailändischer Politiker († 2002)
- 05. April: Thomas Fothringham-Parker, britischer Autorennfahrer († 1979)
- 07. April: John Burroughs, US-amerikanischer Politiker († 1978)
- 07. April: Lê Duẩn, vietnamesischer Politiker († 1986)
- 07. April: Karl Umgelter, deutscher Hammerwerfer und Sportfunktionär († 1941)
- 08. April: Walter Czollek, Leiter des Verlages Volk und Welt in der DDR († 1972)
- 09. April: Richard Archbold, US-amerikanischer Zoologe, Pilot und Philanthrop († 1976)
- 10. April: Abdul Ghafur Breshna, afghanischer Künstler, Komponist und Dichter († 1974)
- 10. April: Ted Mellors, britischer Motorradrennfahrer († 1946)
- 11. April: Erwin Levy, deutscher Gestaltpsychologe († 1991)

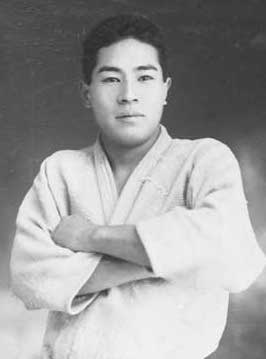
Mochizuki Minoru

- 11. April: Mochizuki Minoru, Begründer des Yoseikan Budo († 2003)
- 12. April: Eugène Chaboud, französischer Formel-1- und Sportwagenrennfahrer († 1983)
- 12. April: Imogen Holst, englische Musikschriftstellerin, Komponistin und Dirigentin († 1984)
- 12. April: François Lacour, französischer Automobilrennfahrer († 1986)
- 13. April: Jack Bilbo, jüdischer Schriftsteller, Maler, Kapitän und (Lebens-)Künstler († 1967)
- 13. April: Roderich Menzel, tschechischer und deutscher Tennisspieler († 1987)
- 14. April: François Duvalier, haitianischer Arzt, Politiker, Präsident und Diktator († 1971)
- 15. April: Gerald Abrahams, britischer Schachspieler, -komponist und Autor vorwiegend juristischer und schachspezifischer Bücher († 1980)
- 15. April: Jean Fourastié, französischer Ökonom († 1990)

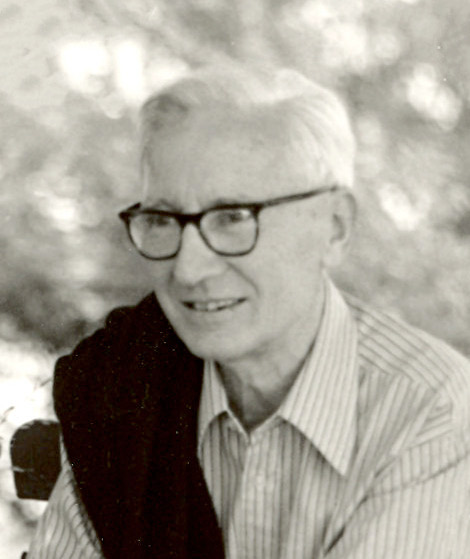
Nikolaas Tinbergen, 1978

- 15. April: Nikolaas Tinbergen, niederländischer Verhaltensbiologe († 1988)
- 16. April: August Eigruber, NSDAP-Gauleiter von Oberdonau († 1947)
- 16. April: Joseph-Armand Bombardier, kanadischer Unternehmer und Erfinder († 1964)
- 16. April: Georg Heinrich Maier, deutscher Rechtswissenschaftler im Bereich des Römischen Rechts († 1945)
- 17. April: Paul Eliasberg, deutsch-französischer Grafiker († 1983)
- 17. April: Heinrich Dietrich, deutscher Politiker (KPD) und MdBB († 1966)
- 18. April: Lars Valerian Ahlfors, finnisch-US-amerikanischer Mathematiker († 1996)
- 18. April: Miklós Rózsa, ungarisch-amerikanischer Filmkomponist († 1995)
- 18. April: Philippe Nabaa, jordanischer Erzbischof von Beirut († 1967)
- 18. April: Bill von der Becke, britischer Automobilrennfahrer († 1979)
- 20. April: William Dollar, US-amerikanischer Balletttänzer, Ballettmeister und Choreograph († 1986)
- 21. April: Wade Mainer, US-amerikanischer Old-Time- und Bluegrass-Musiker († 2011)
- 21. April: Antoni Szałowski, polnisch-französischer Komponist († 1973)
- 23. April: Fritz Wotruba, österreichischer Bildhauer († 1975)
- 24. April: Mathias Logelin, luxemburgischer Kunstturner († 1999)
- 24. April: Geo Widengren, schwedischer Orientalist und Religionswissenschaftler († 1996)
- 25. April: Isaac Mamott, kanadischer Cellist und Musikpädagoge († 1964)
- 26. April: Leo Kofler, deutscher Philosoph († 1995)
- 26. April: Theun de Vries, niederländischer Schriftsteller († 2005)
- 26. April: Yamamoto Kenkichi, japanischer Literaturwissenschaftler († 1988)
- 27. April: Thure Andersson, schwedischer Ringer († 1976)
- 29. April: Nakahara Chūya, japanischer Lyriker († 1937)
- 29. April: Fred Zinnemann, US-amerikanischer Filmregisseur († 1997)
- 30. April: Ludwig Rödl, deutscher Schachmeister († 1970)

### Mai
- 01. Mai: Oliver Hill, US-amerikanischer Bürgerrechtler († 2007)
- 01. Mai: Erny Pinckert, US-amerikanischer American-Football-Spieler († 1977)
- 01. Mai: Ulrich Varnbüler von und zu Hemmingen, deutscher Brigadegeneral des Heeres der Bundeswehr († 1986)
- 04. Mai: Karl Diehl, deutscher Unternehmer († 2008)
- 04. Mai: Petar Graf Orssich, österreichischer Automobilrennfahrer und Adeliger († 1961)
- 05. Mai: Matsudaira Yoritsune, japanischer Komponist († 2001)
- 06. Mai: Weeb Ewbank, US-amerikanischer American-Football-Trainer († 1998)
- 06. Mai: Inoue Yasushi, japanischer Schriftsteller († 1991)
- 07. Mai: Erich Müller, deutscher Formgestalter († 1992)

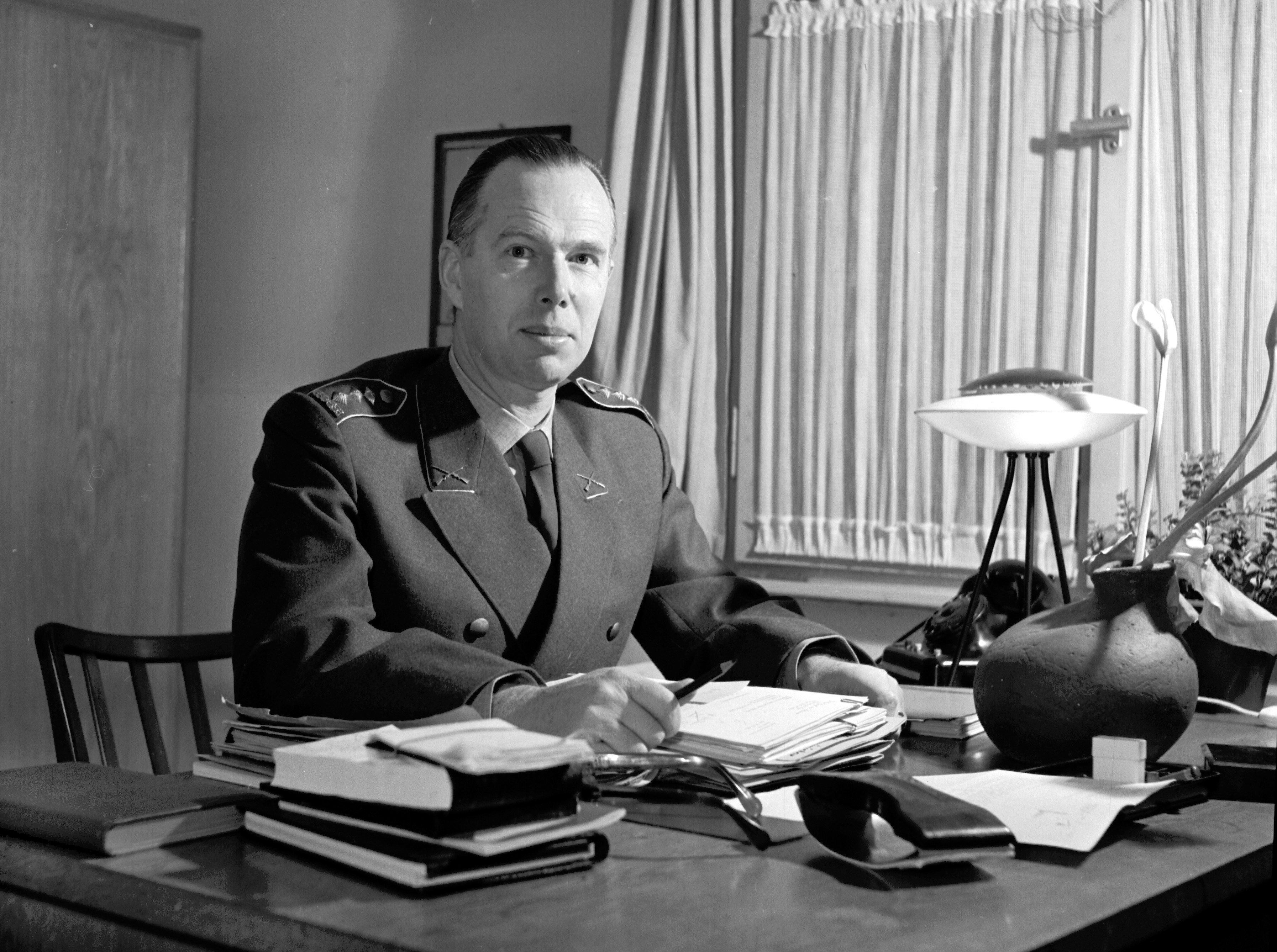
Wolf Graf Baudissin

- 08. Mai: Wolf Graf von Baudissin, deutscher Generalleutnant und Friedensforscher († 1993)
- 09. Mai: Hans Wilhelm Hagen, deutscher Journalist, Kunsthistoriker und Kulturfunktionär († 1969)
- 09. Mai: Henri Lachuer, französischer Automobilrennfahrer († 1958)
- 09. Mai: Baldur von Schirach, deutscher Politiker, NS-Reichsjugendführer († 1974)
- 10. März: Betty Amann, deutsch-amerikanische Schauspielerin († 1990)
- 10. Mai: Friedrich Wilhelm Kraemer, deutscher Architekt und Hochschullehrer († 1990)
- 11. Mai: Albert Großhans, deutscher Schuhkaufmann und Politiker († 2005)
- 11. Mai: Eva Schulze-Knabe, Malerin, Widerstandskämpferin († 1976)
- 11. Mai: Hermann Behrends, Generalleutnant der Polizei und SS-Gruppenführer der Waffen-SS († 1948)
- 11. Mai: Francisco „Pacho“ Rada Batista, kolumbianischer Akkordeonspieler, Komponist und Sänger († 2003)

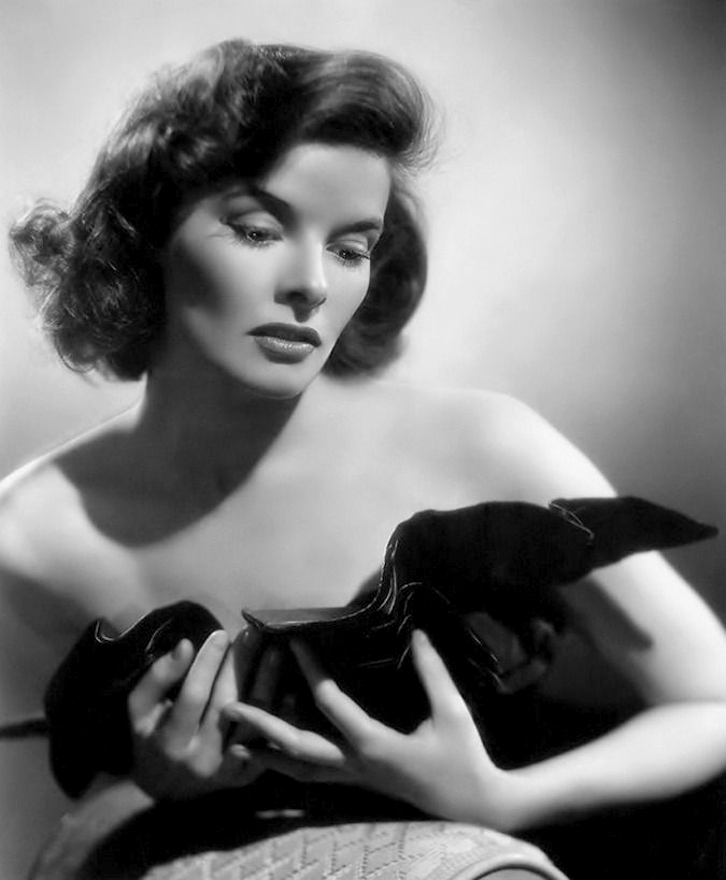
Katharine Hepburn, 1938

- 12. Mai: Katharine Hepburn, US-amerikanische Schauspielerin († 2003)
- 12. Mai: Erich Benecke, deutscher Pathologe und Hochschullehrer († ?)
- 12. Mai: Leslie Charteris, US-amerikanischer Krimi-Schriftsteller († 1993)
- 12. Mai: Friedrich Weißenborn, deutscher Orgelbauer († 1991)
- 13. Mai: Daphne du Maurier, englische Schriftstellerin († 1989)
- 14. Mai: Robert Blot, französischer Geiger, Dirigent und Musikpädagoge († 1989)
- 14. Mai: Hans von der Groeben, deutscher Politiker, Wissenschaftler und Publizist († 2005)
- 14. Mai: Karl Schirdewan, Politiker der DDR († 1998)
- 14. Mai: Vicente Enrique y Tarancón, Erzbischof von Madrid und Kardinal († 1994)
- 15. Mai: Sigurd Rascher, deutscher Saxophonist († 2001)
- 15. Mai: Ruth Werner, sowjetische Spionin († 2000)
- 15. Mai: Walter Segal, britischer Architekt († 1985)
- 16. Mai: Hans Dichgans, deutscher Politiker und MdB († 1980)
- 18. Mai: Albert Alin, französischer Automobilrennfahrer († 2002)
- 18. Mai: Carl Mydans, US-amerikanischer Fotograf († 2004)
- 18. Mai: Clifford Curzon, britischer Pianist († 1982)
- 18. Mai: Lucien Pailler, französischer Automobilrennfahrer († 1970)
- 19. Mai: Heinrich Eckstein, deutscher Politiker († 1992)
- 19. Mai: Rudi Knees, deutscher Motorradrennfahrer († 1982)
- 20. Mai: El Hajj Muhammad El Anka, algerischer Sänger und Komponist († 1978)
- 20. Mai: Franz Jägerstätter, Kriegsdienstverweigerer im Zweiten Weltkrieg († 1943)
- 20. Mai: Franz Korinek, österreichischer Politiker und Minister († 1985)
- 21. Mai: Karl Graf von Spreti, deutscher Politiker und Diplomat († 1970)
- 22. Mai: Hergé, belgischer Comic-Autor und Zeichner († 1983)
- 22. Mai: Jean-Marie Maury, Erzbischof von Reims († 1994)
- 22. Mai: Laurence Olivier, britischer Regisseur, Theater- und Filmschauspieler († 1989)
- 24. Mai: Alejandro Tobar, kolumbianischer Komponist und Violinist († 1975)
- 24. Mai: Georg von Kaufmann, deutscher Skilangläufer und Bergsteiger († 1972)
- 25. Mai: Plácido Domingo Ferrer, spanischer Zarzuelasänger (Bariton) († 1987)
- 25. Mai: U Nu, myanmarischer Politiker († 1995)
- 26. Mai: Roberto Ago, italienischer Jurist, Mitglied der UN-Völkerrechtskommission, Richter am Internationalen Gerichtshof († 1995)
- 26. Mai: Alfons Fleischmann, deutscher Theologe († 1998)
- 26. Mai: Georgi Filippowitsch Baidukow, sowjetischer Pilot und Autor († 1994)

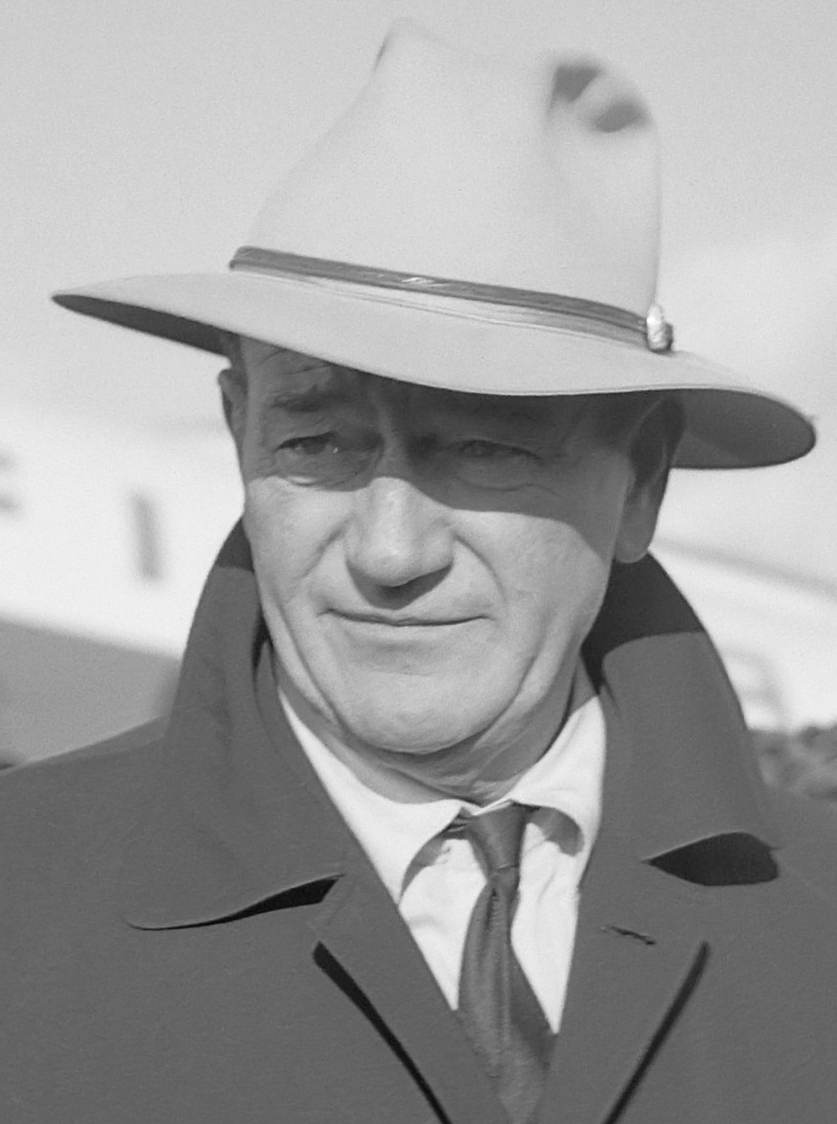
John Wayne, 1963

- 26. Mai: John Wayne, US-amerikanischer Schauspieler († 1979)
- 26. Mai: Kurt Pahlen, österreichischer Dirigent, Komponist und Musikwissenschaftler († 2003)
- 27. Mai: Carl Falck, norwegischer Manager († 2016)
- 27. Mai: Giuseppe Maria Sensi, Kardinal der römisch-katholischen Kirche († 2001)
- 27. Mai: Rachel Carson, US-amerikanische Zoologin und Biologin († 1964)
- 28. Mai: Francesco Severi, italienischer Automobilrennfahrer († 1980)
- 29. Mai: Alfred Rasser, Schweizer Kabarettist, Schauspieler und Politiker († 1977)
- 30. Mai: Fernando Arbello, puerto-ricanischer Jazz-Posaunist und Komponist († 1970)
- 30. Mai: Elly Beinhorn, deutsche Fliegerin († 2007)
- 30. Mai: Ingeborg Geisendörfer, deutsche Politikerin († 2006)
- 30. Mai: Germaine Tillion, französische Ethnologin und Widerstandskämpferin († 2008)

### Juni
- 01. Juni: Jan Patočka, tschechischer Philosoph († 1977)
- 01. Juni: Harold Hecht, US-amerikanischer Filmproduzent († 1985)
- 01. Juni: Walter Trott, deutscher Bobfahrer († unbekannt)

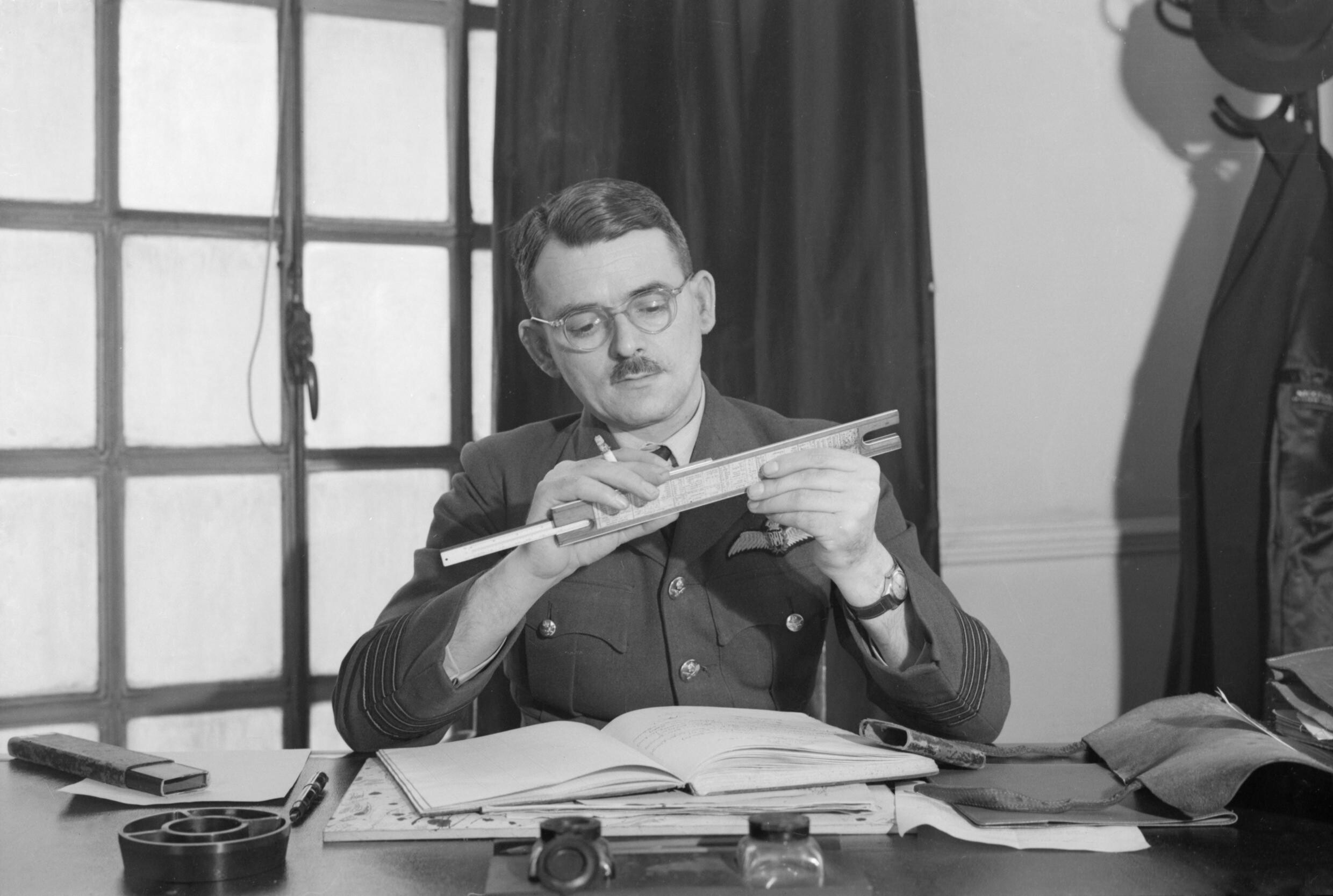
Frank Whittle

- 01. Juni: Frank Whittle, britischer Pilot, Erfinder und Geschäftsmann († 1996)
- 02. Juni: Richard Lauffen, deutscher Schauspieler († 1990)
- 03. Juni: Willy Aron, deutscher Gerichtsreferendar und NS-Opfer († 1933)
- 03. Juni: Antonio Emmanuilowitsch Spadawekkia, russischer Komponist († 1988)
- 04. Juni: Rosalind Russell, US-amerikanische Schauspielerin († 1976)
- 05. Juni: Richard Adler, deutscher Maler, Illustrator und Graphiker († 1977)
- 05. Juni: Rolf Bongs, deutscher Schriftsteller und Lyriker († 1981)
- 05. Juni: Rudolf Peierls, deutsch-britischer Physiker († 1995)
- 06. Juni: Jascha Brodsky, Geigenlehrer († 1997)
- 07. Juni: Diego Viga, ecuadorianischer Mediziner und Schriftsteller († 1997)
- 07. Juni: Karl Bergmann, deutscher Politiker, MdB († 1979)
- 07. Juni: Konrad Grebe, deutscher Steiger und Erfinder († 1972)
- 07. Juni: Mascha Kaléko, deutschsprachige Dichterin († 1975)
- 08. Juni: Georges Speicher, französischer Radrennfahrer († 1978)
- 09. Juni: Fritz Logemann, deutscher Politiker († 1993)
- 10. Juni: Artur Stegner, deutscher Politiker († 1986)
- 10. Juni: Fabio Metelli, Psychologe († 1987)
- 11. Juni: Hubert Biernat, deutscher Politiker und Landesminister († 1967)
- 13. Juni: Charlotte Sembdner, deutsche Lehrerin und Abgeordnete der Volkskammer der DDR († 1993)
- 14. Juni: Volker Georg Ludwig Aschoff, Professor für elektrische Nachrichtentechnik († 1996)
- 14. Juni: Paul Klinger, deutscher Schauspieler († 1971)
- 14. Juni: René Char, französischer Dichter († 1988)
- 14. Juni: Otto Hongler, Schweizer Wirtschaftswissenschaftler und Hochschullehrer († 1988)
- 15. Juni: James Robertson Justice, britischer Schauspieler († 1975)
- 17. Juni: Maurice Cloche, französischer Regisseur, Drehbuchautor und Filmproduzent († 1990)
- 17. Juni: Charles Eames, US-amerikanischer Designer und Architekt († 1978)
- 17. Juni: Gene Sedric, US-amerikanischer Tenorsaxofonist und Klarinettist († 1963)
- 18. Juni: Alice Ruth Elly Abramowitsch, deutsche Tänzerin, Choreografin und Repräsentantin des Modernen Tanzes († 1974)
- 18. Juni: Frithjof Schuon, Orientalist und Religionsphilosoph († 1998)
- 18. Juni: Reinhard Kamitz, österreichischer Politiker († 1993)
- 19. Juni: Georges de Mestral, Schweizer Ingenieur, Erfinder des Klettverschlusses († 1990)
- 19. Juni: Hans-Hellmuth Qualen, Finanzminister von Schleswig-Holstein († 1993)
- 20. Juni: Eugen Andergassen, österreichischer Schriftsteller († 1987)
- 20. Juni: Fritz Winckel, österreichisch-deutscher Pionier der elektronischen Musik († 2000)
- 20. Juni: James Corbitt Morris, US-amerikanischer Songwriter und Musiker († 1998)
- 22. Juni: Eriks Ādamsons, lettischer Schriftsteller († 1946)
- 22. Juni: Eberhard Koebel, deutscher Autor, Gründer der Jungenschaft († 1955)
- 22. Juni: Anton Schall, österreichischer Fußballspieler († 1947)
- 23. Juni: Ángel Arocha Guillén, spanischer Fußballer († 1938)
- 23. Juni: James Edward Meade, britischer Ökonom und Nobelpreisträger († 1995)
- 23. Juni: Victor Serventi, französischer Komponist († 2000)
- 24. Juni: Filippo Pascucci, italienischer Fußballtrainer († 1966)
- 24. Juni: José de Lima Siqueira, brasilianischer Komponist und Dirigent († 1985)
- 25. Juni: Wacław Geiger, polnischer Komponist, Dirigent und Musikpädagoge († 1988)

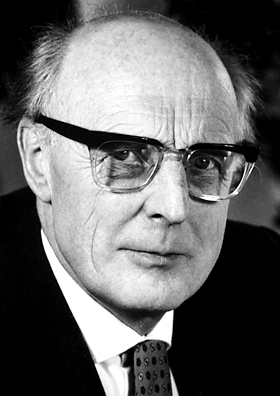
Hans Jensen, 1963

- 25. Juni: J. Hans D. Jensen, deutscher Physiker und Nobelpreisträger († 1973)
- 25. Juni: Mario Revelli di Beaumont, italienischer Motorradrennfahrer und Fahrzeugdesigner († 1985)
- 26. Juni: Ludwig Arps, deutscher Wissenschaftler und Autor († 1974)
- 26. Juni: Friedrich Asinger, österreichischer Chemiker († 1999)
- 26. Juni: Martin Schneeweiss, österreichischer Motorradrennfahrer († 1947)
- 27. Juni: Buford Ellington, US-amerikanischer Politiker, Gouverneur von Tennessee († 1972)
- 27. Juni: Otto Kohfink, deutscher Motorradrennfahrer († 1994)
- 27. Juni: Hans Kruyt, niederländischer Ruderer († 1988)
- 29. Juni: Owen McCann, Erzbischof von Kapstadt und Kardinal († 1994)
- 30. Juni: Erwin Bootz, deutscher Pianist († 1982)
- 30. Juni: Nicolas Hajj, libanesischer Erzbischof († 1995)

### Juli
- 01. Juli: Friedrich Aduatz, österreichischer Maler und Grafiker († 1994)
- 01. Juli: Ruth von Mayenburg, österreichische Publizistin, Schriftstellerin und Übersetzerin († 1993)
- 01. Juli: Fabian von Schlabrendorff, deutscher Offizier und Widerstandskämpfer gegen Hitler († 1980)
- 02. Juli: Kurt Birrenbach, deutscher Politiker und MdB († 1987)
- 03. Juli: Georg Körner, deutscher Politiker († 2002)
- 03. Juli: Wilhelm Becker, deutscher Astronom († 1996)
- 04. Juli: John Franklin Anderson, US-amerikanischer Diskuswerfer († 1948)
- 04. Juli: Thomas Carr, US-amerikanischer Regisseur und Schauspieler († 1997)
- 04. Juli: Willem Roelof Oege Goslings, niederländischer Mediziner († 1985)
- 04. Juli: Hans Linser, österreichischer Agrikulturchemiker († 1991)
- 04. Juli: Ernst Loof, deutscher Ingenieur, Automobilrennfahrer, Rennleiter und Unternehmer († 1956)
- 05. Juli: Ethel Smith, kanadische Leichtathletin und Olympiasiegerin († 1979)
- 06. Juli: Frida Kahlo, mexikanische Malerin († 1954)

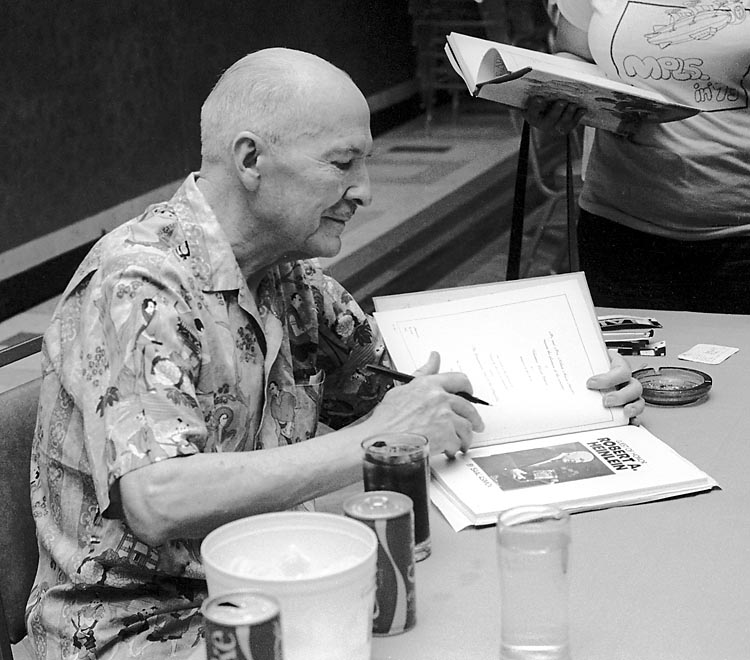
Robert A. Heinlein, 1976

- 07. Juli: Robert A. Heinlein, US-amerikanischer Science-Fiction-Schriftsteller († 1988)
- 07. Juli: Kurt Krjeńc, sorbischer Kommunist, DDR-Volkskammerabgeordneter, Domowina-Vorsitzender († 1978)
- 07. Juli: Franciscus Bernardus Jacobus Kuiper, niederländischer Indologe und Sprachwissenschaftler († 2003)
- 08. Juli: Kishio Hirao, japanischer Komponist († 1953)
- 08. Juli: Otto Kranzbühler, deutscher Jurist, Verteidiger von Karl Dönitz bei den Nürnberger Prozessen († 2004)
- 08. Juli: Elmer Sleight, US-amerikanischer American-Football-Spieler († 1978)
- 09. Juli: Eddie Dean, US-amerikanischer Schauspieler und Country-Musiker († 1999)
- 09. Juli: Abraham Ellstein, US-amerikanischer Komponist von jiddischer Unterhaltungsmusik († 1963)
- 10. Juli: Blind Boy Fuller, US-amerikanischer Blues-Musiker († 1941)
- 11. Juli: Erwin Gillmeister, deutscher Leichtathlet († 1993)
- 12. Juli: James Donald Barnes, britischer Automobilrennfahrer († 1970)
- 12. Juli: Hans Lenz, deutscher Politiker († 1968)
- 13. Juli: Herman Geiger-Torel, kanadischer Opernregisseur und Musikpädagoge († 1976)
- 13. Juli: Greta Granstedt, US-amerikanische Schauspielerin († 1987)
- 14. Juli: Pierre Angénieux, französischer Mathematiker, Ingenieur und Unternehmer († 1998)
- 14. Juli: Annabella, französische Filmschauspielerin († 1996)
- 14. Juli: Chico Landi, brasilianischer Automobilrennfahrer († 1989)
- 16. Juli: Saul Goodman, US-amerikanischer Paukist, Komponist und Musikpädagoge († 1996)
- 16. Juli: Otto Kohn, deutscher Langstreckenläufer († 1992)
- 16. Juli: Manda Parent, kanadische Schauspielerin († 1992)
- 16. Juli: Barbara Stanwyck, US-amerikanische Schauspielerin († 1990)
- 17. Juli: Paolo Enrico Arias, italienischer Klassischer Archäologe († 1998)
- 18. Juli: Yvonne Desportes, französische Komponistin († 1993)
- 19. Juli: Günter Bialas, deutscher Komponist († 1995)
- 19. Juli: Heinz Oskar Wuttig, deutscher Schriftsteller und Drehbuchautor († 1984)
- 23. Juli: Käte Strobel, deutsche Politikerin († 1996)
- 23. Juli: Walter Pause, deutscher Schriftsteller († 1988)
- 24. Juli: Karl Bierwirth, deutscher Gewichtheber († 1955)
- 24. Juli: Vitaliano Brancati, italienischer Schriftsteller († 1954)
- 24. Juli: William Chalmers, schottischer Fußballspieler und -trainer († 1980)
- 25. Juli: Jack Gilford, US-amerikanischer Schauspieler († 1990)
- 25. Juli: Karl Höller, deutscher Komponist († 1987)
- 25. Juli: Roland Leduc, kanadischer Cellist, Dirigent und Musikpädagoge († 2001)
- 26. Juli: Nachman Aronszajn, polnisch-US-amerikanischer Mathematiker († 1980)
- 26. Juli: André Frénaud, französischer Lyriker und Essayist († 1993)
- 26. Juli: Donal McLaughlin, US-amerikanischer Grafiker und Architekt († 2009)
- 28. Juli: Dolf Sternberger, deutscher Politikwissenschaftler und Journalist († 1989)
- 28. Juli: Earl Silas Tupper, US-amerikanischer Chemiker, Erfinder der Tupperware († 1983)
- 29. Juli: Herbert Turnauer, österreichischer Industrieller († 2000)
- 30. Juli: Roman Andrejewitsch Rudenko, sowjetischer Hauptankläger beim Nürnberger Prozess († 1981)
- 31. Juli: Roy Milton, US-amerikanischer Blues-Schlagzeuger, Sänger, Songschreiber und Bandleader († 1983)

### August
- 01. August: Marga von Etzdorf, deutsche Fliegerin († 1933)
- 02. August: Klaus Riedel, deutscher Raketeningenieur († 1944)
- 02. August: Stepan Pawlowitsch Suprun, sowjetischer Pilot († 1941)
- 03. August: Adrienne Ames, US-amerikanische Schauspielerin († 1947)
- 03. August: Greta Kraus, kanadische Pianistin, Cembalistin und Musikpädagogin († 1998)

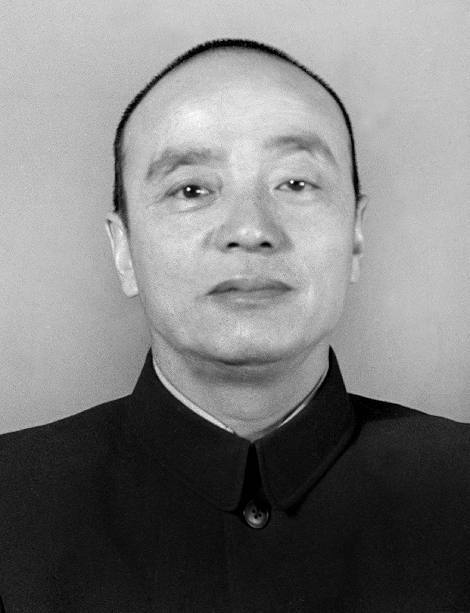
Yang Shangkun

- 03. August: Yang Shangkun, Präsident der VR China († 1998)
- 04. August: Erik Amburger, deutscher Osteuropahistoriker († 2001)
- 05. August: Zarli Carigiet, Schweizer Kabarettist und Schauspieler († 1981)
- 05. August: Angelo Guatta, italienischer Automobilrennfahrer († 1993)
- 05. August: Adam Kopyciński, polnischer Dirigent, Pianist, Sänger und Komponist († 1982)
- 05. August: Roger Loyer, französischer Motorrad- und Automobilrennfahrer († 1988)
- 06. August: Medardo Galli, italienischer Ruderer († 1985)
- 07. August: Abby Berlin, US-amerikanischer Filmregisseur († 1965)
- 08. August: Franz Abromeit, deutscher SS-Führer und Judenreferent († 1964)
- 08. August: Benny Carter, US-amerikanischer Jazzsaxofonist († 2003)
- 09. August: Theodor Teriete, deutscher Politiker und MdB († 1971)
- 10. August: Luis Aguirre Pinto, chilenischer Komponist († 1997)
- 12. August: Joe Besser, US-amerikanischer Komiker († 1988)
- 12. August: Andrew Charlton, australischer Schwimmer († 1975)
- 12. August: Benjamin Henry Sheares, singapurischer Politiker († 1981)
- 12. August: Josef Stangl, Bischof von Würzburg († 1979)
- 12. August: Miguel Torga, portugiesischer Schriftsteller († 1995)
- 13. August: William Waldorf Astor, britischer Peer, Geschäftsmann und Politiker († 1966)
- 13. August: Alfried Krupp von Bohlen und Halbach, deutscher Unternehmer, Leiter des Krupp-Konzerns († 1967)
- 14. August: Ernst Waldbrunn, österreichischer Schauspieler und Kabarettist († 1977)
- 15. August: Paul Vincze (Pál Vincze), ungarisch-britischer Medailleur († 1994)
- 16. August: Alexander Uriah Boskovitch, israelischer Musikpädagoge und Komponist († 1964)
- 17. August: Zygmunt Mycielski, polnischer Komponist († 1987)
- 17. August: Roger Peyrefitte, französischer Schriftsteller und Diplomat († 2000)
- 17. August: Heinrich Stühlmeyer, deutscher Custos und Kantor († 1978)
- 18. August: Eduard Macheiner, Erzbischof von Salzburg († 1972)
- 19. August: Friedrich Jungblut, deutsch-österreichischer Eisschnellläufer († 1976)
- 19. August: Thruston Ballard Morton, US-amerikanischer Politiker († 1982)
- 21. August: Kurt Gregor, Minister für Außenhandel und Innerdeutschen Handel der DDR († 1990)
- 21. August: Hans Welker, deutscher Fußballspieler († 1968)
- 23. August: Ludwig Hoelscher, deutscher Cellist († 1996)
- 24. August: Donald Joyce Borror, US-amerikanischer Entomologe, Bioakustiker und Ornithologe († 1988)
- 25. August: Arthur Apelt, deutscher Dirigent und Generalmusikdirektor († 1993)
- 26. August: Eduardo Chibás, kubanischer Politiker, Gründer der Orthodoxen Partei († 1951)
- 28. August: Nino Taranto, italienischer Schauspieler, Komiker und Sänger († 1986)
- 29. August: Theodor Andresen, deutscher Bauunternehmer und Widerstandskämpfer († 1945)
- 29. August: Nando Barbieri, italienischer Automobilrennfahrer († 1997)
- 30. August: Arnaldo D’Espósito, argentinischer Komponist, Dirigent, Pianist und Musikpädagoge († 1945)
- 30. August: Leonor Fini, argentinisch-französische Malerin des Surrealismus († 1996)
- 30. August: John William Mauchly, US-amerikanischer Physiker und Computer-Ingenieur († 1980)
- 31. August: Ray Berres, US-amerikanischer Baseballspieler und -trainer († 2007)
- 31. August: Ramon Magsaysay, philippinischer Politiker und Staatspräsident († 1957)

### September
- 01. September: Hans-Albert Dithmer, deutscher Maler, Bühnenmaler, Schauspieler und Illustrator († 1992)
- 02. September: Fritz Szepan, deutscher Fußballspieler († 1974)
- 02. September: Helmut Hirsch, deutscher Historiker († 2009)
- 04. September: Maurice Percy Ashley, britischer Historiker († 1994)
- 04. September: Marvin Griffin, amerikanischer Politiker († 1982)
- 04. September: Werner Kleine, deutscher Ruderer († 2005)
- 05. September: Heinrich Benckert, deutscher evangelischer Theologe († 1968)
- 05. September: Franziska Hamann, deutsche Malerin und Karikaturistin († 1981)
- 05. September: Else Quecke, deutsche Schauspielerin († 2004)
- 05. September: Jürgen Spanuth, Altphilologe und Pastor († 1998)
- 05. September: Sunnyland Slim, US-amerikanischer Blues-Pianist († 1995)
- 05. September: Wolfram Dörinkel, deutscher Politiker und MdB († 1975)
- 06. September: Elizabeth Ferrars, britische Schriftstellerin († 1995)
- 07. September: Ahmed Adnan Saygun, türkischer Komponist († 1991)
- 07. September: Karin Vielmetter, deutsche Schauspielerin, Schauspiellehrerin, Sprechtechnikerin und Dialogbuchautorin († unbekannt)
- 08. September: Jean Aerts, belgischer Radrennfahrer († 1992)
- 08. September: Sid Tomack, US-amerikanischer Schauspieler († 1962)
- 11. September: Cécile Chabot, kanadische Schriftstellerin und Illustratorin († 1990)
- 12. September: Louis MacNeice, nordirischer Dichter († 1963)
- 12. September: Roger Bonvin, Schweizer Politiker († 1982)
- 12. September: Paul Scherman, kanadischer Geiger und Dirigent († 1996)
- 12. September: Joseph Wewel, deutscher römisch-katholischer Geistlicher († 1978)
- 13. September: Benjamin Appel, US-amerikanischer Schriftsteller († 1977)
- 14. September: Raffaele Alberti, italienischer Motorradrennfahrer († 1951)
- 14. September: Solomon Asch, polnisch-amerikanischer Pionier der Sozialpsychologie († 1996)
- 15. September: Alfred Delp, deutscher Jesuit und Widerstandskämpfer († 1945)
- 15. September: Fay Wray, US-amerikanische Schauspielerin († 2004)
- 17. September: Warren E. Burger, US-amerikanischer Vorsitzender Richter am Supreme Court († 1995)
- 18. September: Edwin Mattison McMillan, US-amerikanischer Physiker († 1991)
- 18. September: Leon Askin, österreichischer Schauspieler, Regisseur, Drehbuchautor und Produzent († 2005)
- 18. September: Elza Brandeisz, ungarische Tänzerin und Gymnastiklehrerin († 2018)
- 19. September: Heinz Trettner, deutscher General des Heeres der Bundeswehr († 2006)
- 19. September: Henning Wilcke, deutscher Generalmajor der Luftwaffe der Bundeswehr († 2002)
- 20. September: Arthur Emmerlich, deutscher Widerstandskämpfer († 1942)
- 20. September: Anton Peter Khoraiche, libanesischer Kardinal und Maronitischer Patriarch von Antiochien und des ganzen Orients († 1994)
- 22. September: Maurice Blanchot, französischer Journalist, Literaturtheoretiker und Schriftsteller († 2003)
- 22. September: Philip Fotheringham-Parker, britischer Automobilrennfahrer († 1981)
- 23. September: Dominique Aury (Pseudonym: Pauline Réage), französische Autorin († 1998)
- 23. September: Werner Bockelmann, deutscher Jurist und Politiker († 1968)
- 23. September: Walter Hinrichsen, deutsch-amerikanischer Musikverleger († 1969)
- 23. September: Curt Mahr, deutscher Komponist und Akkordeonist († 1978)
- 24. September: John Ray Dunning, US-amerikanischer Kernphysiker († 1975)
- 24. September: Edwin McArthur, US-amerikanischer Dirigent, Pianist und Komponist († 1987)
- 26. September: Anthony Blunt, britischer Kunsthistoriker und Spion († 1983)
- 27. September: Francis Ambrière, französischer Schriftsteller und Romanist († 1998)
- 27. September: Bernard Miles, britischer Schauspieler († 1991)
- 27. September: Maria Treben, österreichische Kräuterkundige und Autorin († 1991)
- 27. September: Raúl Silva Henríquez, Erzbischof von Santiago de Chile und Kardinal († 1999)
- 28. September: Jewgeni Konstantinowitsch Sawoiski, russischer Physiker († 1976)
- 29. September: Gene Autry, US-amerikanischer Country-Sänger und Schauspieler († 1998)
- 29. September: Helmut Lemke, deutscher Politiker und Ministerpräsident von Schleswig-Holstein († 1990)
- 29. September: Leslie Holdridge, US-amerikanischer Botaniker und Klimatologe († 1999)
- 30. September: Rudolf Jugert, deutscher Filmregisseur († 1979)

### Oktober
- 01. Oktober: Erhard Asmus, deutscher Autor († 1978)
- 01. Oktober: Ödön Pártos, israelischer Komponist († 1977)
- 02. Oktober: Ria Deeg, deutsche Widerstandskämpferin († 2000)
- 02. Oktober: Víctor Paz Estenssoro, bolivianischer Politiker und viermaliger Präsident Boliviens († 2001)
- 02. Oktober: Alexander Todd, britischer Chemiker und Nobelpreisträger († 1997)
- 02. Oktober: Hugo Weinstengl, österreichischer Bobfahrer († 1968)
- 03. Oktober: Aldo Pigorini, italienischer Motorradrennfahrer († 1937)
- 05. Oktober: Mrs. Miller, US-amerikanische Sängerin († 1997)
- 05. Oktober: Allan Shivers, US-amerikanischer Politiker († 1985)
- 06. Oktober: John Horton Baker, britischer Automobilrennfahrer († 1957)
- 06. Oktober: Francisco Gabilondo Soler, mexikanischer Autor, Komponist und Interpret von Kinderliedern († 1990)
- 06. Oktober: Louis Jeannin, französischer Motorradrennfahrer († 2002)
- 08. Oktober: Pierre Bertaux, französischer Germanist († 1986)
- 08. Oktober: Polina Ossipenko, sowjetische Pilotin († 1939)
- 08. Oktober: Louise Rösler, deutsche Künstlerin († 1993)
- 09. Oktober: Karl Regling, deutscher Politiker († 2003)
- 09. Oktober: Jacques Tati, französischer Schauspieler (Komiker) und Regisseur († 1982)
- 09. Oktober: Horst Wessel, SA-Sturmführer und Student der Rechtswissenschaft († 1930)
- 10. Oktober: Kiichi Aichi, japanischer Politiker († 1973)
- 12. Oktober: Wolfgang Fortner, deutscher Komponist, Kompositionslehrer und Dirigent († 1987)
- 13. Oktober: Herbert Kelletat, deutscher Musiker, Musikwissenschaftler, Organist, Autor und Chorleiter († 2007)
- 15. Oktober: John Francis Kardinal Dearden, Erzbischof von Detroit († 1988)
- 15. Oktober: Varian Fry, US-amerikanischer Journalist und Fluchthelfer in Vichy-Frankreich († 1967)
- 16. Oktober: Otto Kuchenbecker, deutscher Basketballspieler († 1990)
- 17. Oktober: Herbert Böhme, deutscher Lyriker, Schriftsteller und Publizist († 1971)
- 18. Oktober: Jeanne Mandello, deutsche Fotografin und jüdische Emigrantin († 2001)
- 18. Oktober: Mihail Sebastian, rumänischer Schriftsteller und Dramaturg († 1945)
- 19. Oktober: Leopold Atlas, US-amerikanischer Dramatiker und Drehbuchautor († 1954)
- 20. Oktober: Meade Alcorn, US-amerikanischer Politiker († 1992)
- 20. Oktober: Peter Elsholtz, deutscher Schauspieler, Regisseur und Synchronsprecher († 1977)
- 21. Oktober: Victor Oehrn, deutscher Marine-Offizier († 1997)
- 22. Oktober: Hans Nickel, deutscher Ruderer († 1946)
- 22. Oktober: Emilie Schindler, Ehefrau von Oskar Schindler († 2001)
- 23. Oktober: Ralph B. Atkinson, US-amerikanischer Filmtechniker und Filmproduzent († 1975)
- 23. Oktober: Annemarie Schradiek, deutsche Schauspielerin († 1993)
- 24. Oktober: Albert Hoffmann (Gauleiter), deutscher Kaufmann und NS-Gauleiter († 1972)
- 24. Oktober: Giuseppe Medici, italienischer Politiker († 2000)
- 26. Oktober: Johan Dankmeijer, niederländischer Anatom († 1973)
- 27. Oktober: Willi Bleicher, deutscher IG-Metall-Bezirksleiter († 1981)
- 27. Oktober: Franz Haupert, luxemburgischer Kunstturner († 1996)
- 27. Oktober: Helmut Walcha, Organist und Cembalist († 1991)
- 28. Oktober: Tommy Hampson, britischer Mittelstreckenläufer und Olympiasieger († 1965)
- 30. Oktober: Wladimir Beloussow, sowjetisch-russischer Geologe († 1990)
- 30. Oktober: Hirano Ken, japanischer Schriftsteller und Literaturkritiker († 1978)
- 30. Oktober: György Ránki, ungarischer Komponist († 1992)

### November
- 01. November: Theo Akkermann, deutscher Bildhauer († 1982)
- 02. November: Max Spangenberg, Funktionär des Politbüros des ZK der SED in der DDR († 1987)
- 03. November: Pius Hollenstein, österreichischer Turner († 1974)
- 03. November: Gustav Kilian, deutscher Radrennfahrer († 2000)
- 03. November: Hubert Schrübbers, Präsident des Bundesamtes für Verfassungsschutz († 1979)
- 03. November: Frank Séchehaye, Schweizer Fußballtorhüter und Automobilrennfahrer († 1982)
- 04. November: Tun Datuk Pengiran Haji Ahmad Raffae, 2. zeremonielles Staatsoberhaupt des malaysischen Bundesstaats Sabah († 1995)
- 04. November: Fritz Buri, Pfarrer und Professor für Theologie († 1995)
- 04. November: Quirin Engasser, deutscher Schriftsteller († 1990)
- 04. November: Karin Hahn-Hissink, deutsche Ethnologin († 1981)
- 04. November: Draga Matković, deutsche Konzertpianistin und Musikpädagogin († 2013)
- 05. November: Ferdinand Streb, Hamburger Architekt († 1970)
- 05. November: Isabel Rosado, puerto-ricanische Unabhängigkeitsaktivistin († 2015)
- 06. November: Catherine Crook de Camp, US-amerikanische Schriftstellerin († 2000)
- 08. November: Otto Brenner, deutscher Gewerkschafter und ehemaliger Vorsitzender der IG Metall († 1972)
- 09. November: Erich Wustmann, deutscher Völkerkundler und Reiseschriftsteller († 1994)
- 09. November: Louis Ferdinand von Preußen, preußischer Prinz († 1994)
- 09. November: Burrill Phillips, US-amerikanischer Komponist und Musikpädagoge († 1988)
- 10. November: Hedwig Bollhagen, Keramikerin und Mitbegründerin der HB-Werkstätten für Keramik († 2001)
- 10. November: Tom Hanson, US-amerikanischer American-Football-Spieler († 1970)
- 11. November: Günter Fronius, österreichischer Unternehmer († 2015)
- 12. November: Ernst Albrecht, deutscher Fußballspieler († 1976)
- 13. November: Percy Maclure, britischer Automobilrennfahrer († 1944)
- 13. November: Eugène Trillaud, französischer Automobilrennfahrer († 1960)
- 13. November: Savang Vatthana, letzter König von Laos († wahrscheinlich 1980)

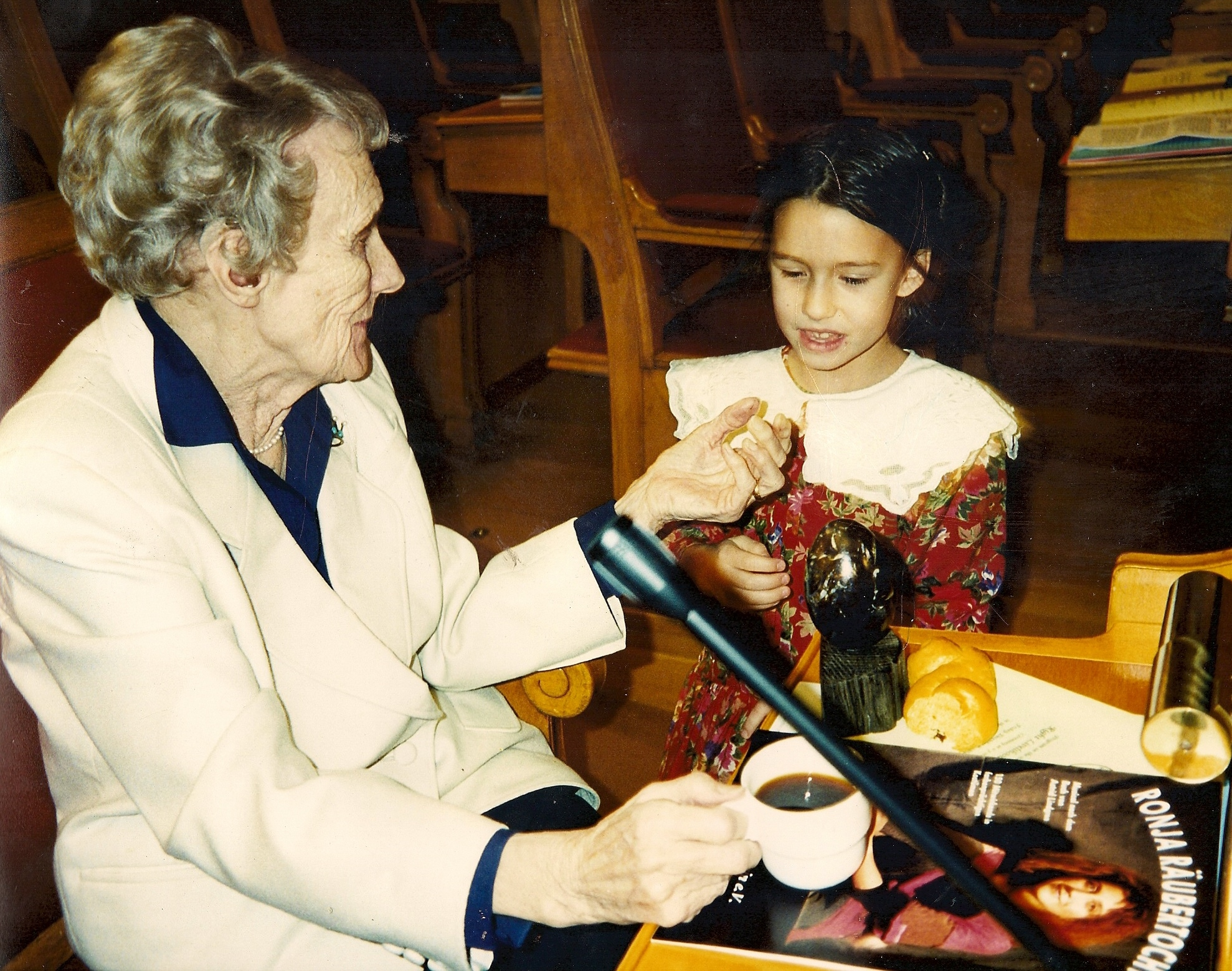
Astrid Lindgren, 1994

- 14. November: Astrid Lindgren, schwedische Kinderbuchautorin († 2002)
- 14. November: Pedro Arrupe, spanischer Ordensgeneral († 1991)
- 14. November: Albert von Riccabona, österreichischer Mediziner und Hochschullehrer († 1980)
- 14. November: William Steig, US-amerikanischer Cartoonzeichner († 2003)
- 15. November: Claus Graf Schenk von Stauffenberg, Widerstandskämpfer gegen Adolf Hitler († 1944)
- 17. November: Israel Regardie, Okkultist († 1985)
- 17. November: James Moody, irischer Komponist († 1995)
- 18. November: Compay Segundo, kubanischer Musiker und Sänger († 2003)
- 18. November: Gustav Nezval, tschechischer Schauspieler († 1998)
- 19. November: Werner Andert, deutscher Volkskundler und Publizist († 1983)
- 19. November: Luigi Beccali, italienischer Leichtathlet und Olympiasieger († 1990)
- 19. November: Ladislav Mikeš Pařízek, tschechoslowakischer Schriftsteller und Journalist († 1988)
- 20. November: Henri-Georges Clouzot, französischer Regisseur († 1977)
- 21. November: Ernesto Mascheroni, uruguayisch-italienischer Fußballspieler († 1984)
- 22. November: Dora Maar, französische Fotografin und Malerin († 1997)
- 22. November: Guido Masetti, italienischer Fußballspieler († 1993)

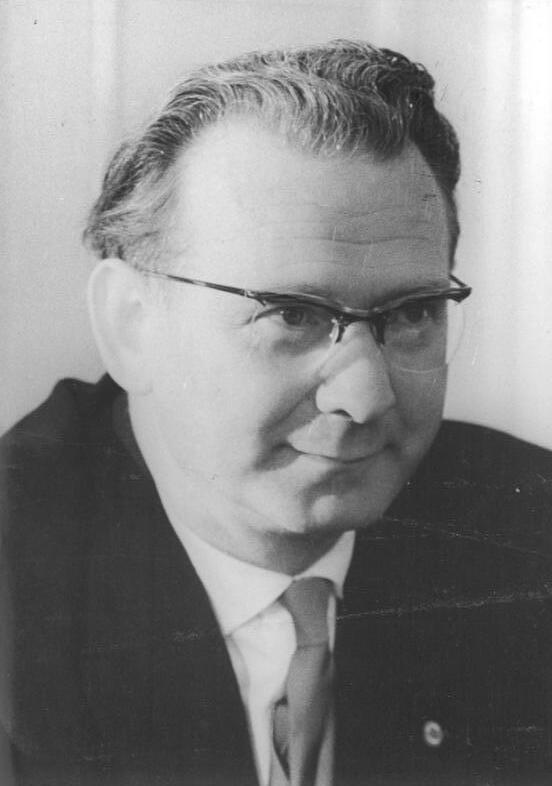
Karl Mewis

- 22. November: Karl Mewis, SED-Funktionär und Vorsitzender der Staatlichen Plankommission in der DDR († 1987)
- 22. November: Bernard Naylor, englischer Komponist, Organist und Dirigent († 1986)
- 22. November: Gustav Adolf Scheel, Organisator der Deportation der Karlsruher Juden († 1979)
- 23. November: Run Run Shaw, chinesischer Filmproduzent († 2014)
- 24. November: František Čech, tschechischer Komponist und Dirigent († 1975)
- 25. November: Johnny Hindmarsh, britischer Automobilrennfahrer und Flieger († 1938)
- 27. November: Lyon Sprague de Camp, US-amerikanischer Schriftsteller († 2000)
- 27. November: Ernst C. Stiefel, deutsch-amerikanischer Jurist († 1997)
- 28. November: Alberto Moravia, italienischer Schriftsteller († 1990)
- 29. November: Laura Carola Mazirel, niederländische Juristin, Autorin, Widerstandskämpferin († 1974)
- 30. November: Anton Biersack, deutscher Komponist († 1982)
- 30. November: Fritz Eckhardt, österreichischer Schauspieler, Autor und Regisseur († 1995)

### Dezember
- 03. Dezember: Connee Boswell, US-amerikanische Blues- und Jazz-Sängerin und Schauspielerin († 1976)
- 04. Dezember: Josef Rudin, Schweizer Jesuit, Tiefenpsychologe und Hochschullehrer († 1983)
- 05. Dezember: William Barclay, schottischer presbyterianischer Geistlicher, Neutestamentler und Autor († 1978)
- 05. Dezember: Giuseppe Occhialini, italienischer Physiker († 1993)
- 06. Dezember: Giovanni Ferrari, italienischer Fußballspieler und -trainer († 1982)
- 06. Dezember: Helli Stehle, Schweizer Schauspielerin und Radiomoderatorin († 2017)
- 08. Dezember: Artine Artinian, US-amerikanischer Romanist und Philanthrop († 2005)
- 08. Dezember: Alois Nagler, Schweizer Schachproblemkomponist († 1996)
- 08. Dezember: Tony Aubin, französischer Komponist († 1981)
- 09. Dezember: Konradin Ferrari d’Occhieppo, österreichischer Astronom († 2007)
- 09. Dezember: Hendrik Smits, niederländischer Steuermann im Rudern († 1976)
- 10. Dezember: Sidney Fox, US-amerikanische Schauspielerin († 1942)
- 10. Dezember: Oldřich Halma, tschechischer Chorleiter und Komponist († 1985)
- 10. Dezember: Lucien Laurent, französischer Fußballspieler († 2005)
- 11. Dezember: Walter Lindenbaum, österreichischer Journalist, Autor und Opfer der Nationalsozialisten († 1945)
- 12. Dezember: Fleurette Beauchamp-Huppé, kanadische Pianistin, Musikpädagogin und Sängerin († 2007)
- 12. Dezember: Ilse Fürstenberg, deutsche Schauspielerin († 1976)
- 12. Dezember: Stanisław Golachowski, polnischer Musikwissenschaftler und -pädagoge († 1951)
- 13. Dezember: Ebba-Margareta von Freymann, deutsche Übersetzerin († 1995)
- 13. Dezember: Bill Holland, US-amerikanischer Automobilrennfahrer († 1984)
- 14. Dezember: Edwin Ross Adair, US-amerikanischer Politiker († 1983)
- 14. Dezember: Alfred Gütgemann, Professor für Chirurgie († 1985)
- 14. Dezember: Georg Frank, deutscher Fußballspieler († 1944)
- 14. Dezember: Víctor Saume, venezolanischer Rundfunk- und Fernsehmoderator († 1964)
- 14. Dezember: Konrad Stephanus, deutscher Brigadegeneral des Heeres der Bundeswehr († 1987)

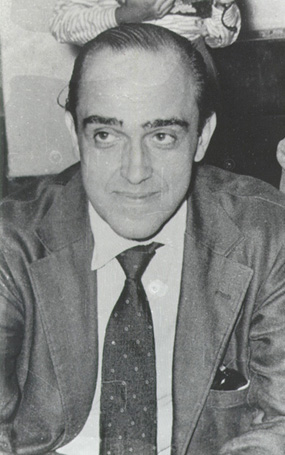
Oscar Niemeyer, 1950er Jahre

- 15. Dezember: Oscar Niemeyer, brasilianischer Architekt († 2012)
- 15. Dezember: Nikolai Nikitin, russischer Architekt († 1973)
- 16. Dezember: Barbara Kent, kanadische Schauspielerin († 2011)
- 17. Dezember: Helene Blum-Gliewe, deutsche Bühnenbildnerin und Architekturmalerin († 1992)
- 17. Dezember: Christianna Brand, britische Schriftstellerin († 1988)
- 17. Dezember: Heinz-Günter Stamm, deutscher Schauspieler, Hörspiel- und Theaterregisseur († 1978)
- 18. Dezember: Conrad Dürr, deutscher Motorradrennfahrer († 1999)
- 18. Dezember: Christopher Fry, britischer Dramatiker und Schauspieler († 2005)
- 19. Dezember: Vasja Pirc, slowenischer Schachspieler († 1980)
- 20. Dezember: Cousin Joe, US-amerikanischer Blues-Musiker († 1989)
- 20. Dezember: Leny Marenbach, deutsche Schauspielerin († 1984)
- 20. Dezember: Fujieda Shizuo, japanischer Schriftsteller und Mediziner († 1993)
- 22. Dezember: Robert Anasch, deutscher kommunistischer Widerstandskämpfer († 1945)
- 22. Dezember: Peggy Ashcroft, britische Schauspielerin († 1991)
- 22. Dezember: Fermin Rocker, britischer Maler († 2004)
- 22. Dezember: Irene Britton Smith, US-amerikanische Komponistin († 1999)
- 22. Dezember: Fred M. Wilcox, US-amerikanischer Filmregisseur († 1964)
- 23. Dezember: Martin S. Svoboda, deutscher Nachrichtensprecher († 1992)
- 23. Dezember: James Roosevelt, US-amerikanischer General und Politiker († 1991)
- 24. Dezember: John Patrick Kardinal Cody, Erzbischof von Chicago († 1982)
- 25. Dezember: Cab Calloway, US-amerikanischer Jazz-Sänger, Saxophonist und Bandleader († 1994)
- 25. Dezember: Christiana Abiodun-Emmanuel, nigerianische Kirchengründerin und Missionarin († 1994)
- 25. Dezember: Lydia Keil, deutsche Politikerin († 1985)
- 26. Dezember: Kornel Schimpl, tschechischer Dirigent, Musikpädagoge und Komponist († 1985)
- 27. Dezember: Johann Wilhelm Trollmann, deutscher Boxer († 1943)
- 27. Dezember: Sebastian Haffner, deutscher Buchautor und Journalist († 1999)
- 27. Dezember: Willem van Otterloo, niederländischer Dirigent, Cellist und Komponist († 1978)

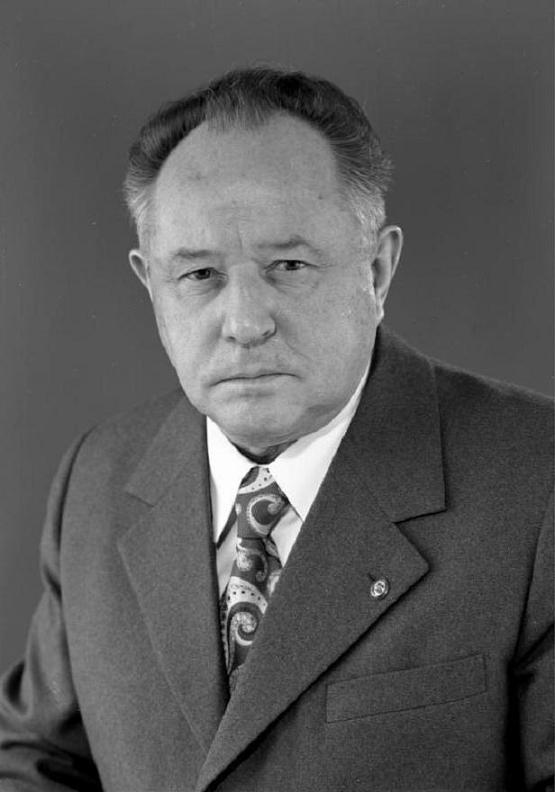
Erich Mielke, 1976

- 28. Dezember: Erich Mielke, Minister für Staatssicherheit der DDR († 2000)
- 28. Dezember: Heinrich Maria Janssen, deutscher Bischof († 1988)
- 28. Dezember: Roman Palester, polnischer Komponist († 1989)
- 28. Dezember: Carlhans Scharpenseel, deutscher Bundesrichter († 2002)
- 30. Dezember: Walter Antoniolli, österreichischer Verfassungsjurist († 2006)

### Genaues Geburtsdatum unbekannt
- Muhammad Aref, afghanischer Botschafter und Minister († 1983)
- Abd al-Qadir al-Husaini, palästinensischer Nationalist († 1948)
- Friedrich Oetinger, deutscher Verleger († 1986)
- Cora Santa Cruz, chilenische Sängerin, Pianistin und Schauspielerin († 2005)
- Sudhir Sen, indischer Entwicklungsökonom und Agraringenieur, († 1989)
- Henry Tyrell-Smith, irischer Motorradrennfahrer († 1982)

## Gestorben

### Januar/Februar
- 02. Januar: Otto Benndorf, deutscher Archäologe, Gründer des Österreichischen Archäologischen Instituts (* 1838)
- 02. Januar: Henry Roberts Pease, US-amerikanischer Politiker (* 1835)
- 03. Januar: Josef Foerster, böhmischer Komponist (* 1833)
- 09. Januar: Josef Aigner, deutscher Kaufmann und Politiker (* 1846)
- 09. Januar: Marie von Sachsen-Altenburg, Ehefrau Georgs V. (* 1818)
- 09. Januar: Pauline Savari, französische Feministin und Künstlerin (* 1859)
- 11. Januar: Anton Urspruch, deutscher Komponist der Spätromantik (* 1850)
- 14. Januar: Wilhelm von Hartel, österreichischer Altphilologe und Minister für Unterricht und Kultus (* 1839)
- 14. Januar: Henry Squires, US-amerikanischer Sänger (* 1825)
- 19. Januar: Franziska von Wertheimstein, Wiener Mäzenin (* 1844)
- 21. Januar: Graziadio Isaia Ascoli, italienischer Sprachwissenschaftler und Orientalist (* 1829)
- 24. Januar: Félix-Joseph Barrias, französischer Maler (* 1822)
- 25. Januar: René Pottier, französischer Radrennfahrer (* 1879)
- 25. Januar: John Davis (Gouverneur), US-amerikanischer Politiker (* 1826)
- 27. Januar: Adolf Haenle, deutscher Architekt (* 1842)
- 29. Januar: Helen Taylor, englische Frauenrechtlerin (* 1831)
- 30. Januar: Ludwig Woltmann, deutscher Anthropologe (* 1871)

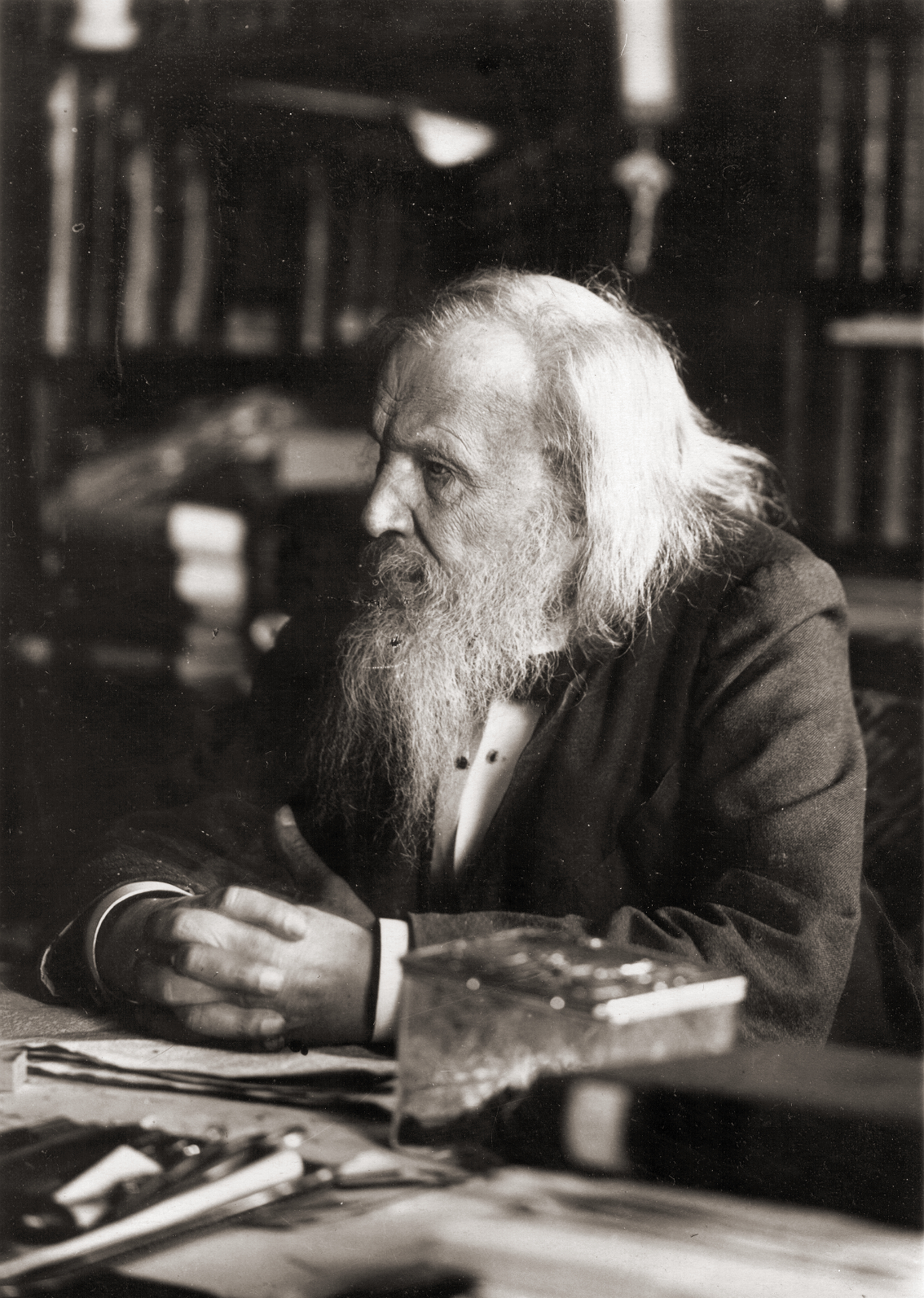
Dmitri Iwanowitsch Mendelejew, 1897

- 02. Februar: Dmitri Iwanowitsch Mendelejew, russischer Chemiker, Mitschöpfer des Periodensystems der Elemente (* 1834)
- 04. Februar: Tonio Bödiker, erster Präsident des Reichsversicherungsamtes (* 1843)
- 04. Februar: Gabriel Hubert Iser, deutscher Reichsgerichtsrat (* 1826)
- 04. Februar: Friedrich Westermann, deutscher Verleger (* 1840)
- 05. Februar: Josef Mauracher, österreichischer Orgelbauer (* 1845)
- 07. Februar: Preston Leslie, US-amerikanischer Politiker (* 1819)
- 08. Februar: Alfred Kirchhoff, deutscher Geograf (* 1838)
- 10. Februar: Ernst Leybold, deutscher Unternehmer (* 1824)
- 10. Februar: William Howard Russell, irischer Journalist und Kriegsberichterstatter (* 1821)
- 16. Februar: Giosuè Carducci, italienischer Dichter und Redner, Literaturnobelpreisträger des Jahres 1906 (* 1835)
- 16. Februar: Cornelius Fredericks, Kaptein der Bethanien-Nama (* 1864)
- 17. Februar: Wilhelm von Bezold, deutscher Physiker und Meteorologe (* 1837)
- 17. Februar: Julius Bleichröder, deutscher Bankier (* 1828)
- 17. Februar: Henry Steel Olcott, Mitbegründer der Theosophischen Gesellschaft (* 1832)
- 19. Februar: Albert Meyer-Brunner, Schweizer Zollbeamter (* 1830)
- 20. Februar: Henri Moissan, französischer Chemiker (* 1852)
- 22. Februar: Franz Peterelli, Schweizer Landwirt, Jurist und Politiker (* 1847)
- 23. Februar: Leopold Auspitz, österreichischer Generalmajor und Schriftsteller (* 1838)

### März/April
- 01. März: Karl Gayer, deutscher Forstwissenschaftler (* 1822)
- 02. März: Anton Baumann, deutscher Braumeister und Begründer des Kur- und Badewesens in Bad Schwartau (* 1851)
- 03. März: Rudolf Lange, deutscher Schauspieler (* 1830)
- 04. März: Karl Dilthey, deutscher Altphilologe (* 1839)
- 05. März: Friedrich Blass, deutscher Philologe (* 1843)
- 06. März: Karl Heinrich von Boetticher, deutscher Staatsmann (* 1833)
- 08. März: Marinos Antypas, griechischer Journalist (* 1872)
- 08. März: Otto von Scholley, österreichischer Feldmarschallleutnant (* 1823)
- 09. März: John Alexander Dowie, schottisch-US-amerikanischer Prediger, Kirchen- und Stadtgründer (* 1847)
- 09. März: James L. Pugh, US-amerikanischer Politiker (* 1820)
- 11. März: Dimitar Petkow, bulgarischer Politiker (* 1856 oder 1858)
- 11. März: Franz Sacher, österreichischer Konditor (* 1816)
- 12. März: Gabriel Anrep, schwedischer Genealoge (* 1821)
- 14. März: Théodore Fontana, Schweizer Jurist und Politiker (* 1850)
- 17. März: Rudolf Ferdinand Theodor Aderhold, deutscher Mykologe (* 1865)
- 17. März: Ernesto Köhler, italienischer Flötist und Komponist (* 1849)
- 17. März: Paolo Serrao, italienischer Komponist und Musikpädagoge (* 1830)
- 18. März: Marcelin Berthelot, französischer Chemiker und Politiker (* 1827)
- 25. März: Franz von Assisi Ludwig Prinz von Arenberg, deutscher Diplomat und Politiker (* 1849)

Ernst von Bergmann

- 25. März: Ernst von Bergmann, deutscher Chirurg und Professor der Medizin (* 1836)
- 27. März: Pierre Denis, französischer Kommunarde (* 1828)
- 29. März: Luigi Macchi, italienischer Kurienkardinal (* 1832)
- 03. April: Désirée Artôt de Padilla, belgische Opernsängerin (* 1835)
- 03. April: Theodor Aufrecht, deutscher Indologe und Sanskritist (* 1822)
- 05. April: David Lorenz, deutscher Maler (* 1856)
- 06. April: Retheos Berberian, armenischer Pädagoge, Publizist, Schriftsteller und Übersetzer (* 1848)
- 06. April: William Henry Drummond, kanadischer Lyriker (* 1854)
- 06. April: Bernhard Hammer, Schweizer Politiker (* 1822)
- 08. April: Robert Weissenbach, Schweizer Jurist und Politiker (* 1851)
- 10. April: Ignaz Auer, deutscher Politiker (* 1846)
- 10. April: Laurence Simmons Baker, Brigadegeneral im konföderierten Heer im Sezessionskrieg (* 1830)
- 12. April: Otto Leixner von Grünberg, österreichischer Schriftsteller und Literaturhistoriker (* 1847)
- 15. April: Adolf Stern, deutscher Schriftsteller und Literaturhistoriker (* 1835)
- 16. April: Eduard Paulus, deutscher Archäologe und Kunsthistoriker (* 1837)
- 22. April: Leopold von Pezold, deutsch-baltischer Journalist (* 1832)
- 24. April: Patápio Silva, brasilianischer Flötist und Komponist (* 1880)
- 27. April: Rufus Bullock, amerikanischer Politiker (* 1834)
- 30. April: Julius Langbehn, deutscher Schriftsteller und Kulturkritiker (* 1851)

### Mai/Juni
- 01. Mai: Karl Alfred Lanz Schweizer Maler und Bildhauer (* 1847)
- 02. Mai: Rudolf Baier, Stralsunder Museumsdirektor (* 1818)
- 03. Mai: Hermann Tietz, deutscher Kaufmann, Begründer einer Kaufhauskette (* 1837)
- 05. Mai: François-Ernest Dutilleul, französischer Politiker und Bankier (* 1825)
- 08. Mai: Edmund Gibson Ross, US-amerikanischer Politiker (* 1826)
- 12. Mai: Joris-Karl Huysmans, französischer Schriftsteller (* 1848)
- 13. Mai: Alexander Buchan, Klimatologe und Meteorologe (* 1829)
- 17. Mai: Albert Clément, französischer Automobilrennfahrer (* 1883)
- 19. Mai: Benjamin Baker, englischer Bauingenieur (* 1840)
- 19. Mai: Ludwig Traube, deutscher Altphilologe und Mediävist (* 1861)
- 24. Mai: Zacharie Astruc, französischer Kunstkritiker, Journalist, Dichter, Komponist, Maler und Bildhauer (* 1833)
- 24. Mai: John Patton Jr., US-amerikanischer Politiker (* 1850)
- 25. Mai: Jan Gebauer, tschechischer Sprachwissenschaftler und Literaturhistoriker (* 1838)
- 25. Mai: Franz von Roggenbach, badischer Politiker (* 1825)
- 28. Mai: Valdemar Tofte, dänischer Geiger und Musikpädagoge (* 1832)
- 30. Mai: Ottomar Anschütz, deutscher Fotograf, Pionier der Fototechnik (* 1846)
- 02. Juni: William Paine Sheffield, US-amerikanischer Politiker (* 1820)
- 06. Juni: Fulgenzio Chicherio, Schweizer Jurist und Offizier der Schweizer Armee (* 1827)
- 08. Juni: Robert Browne Hall, US-amerikanischer Komponist, Dirigent und Kornettist (* 1858)
- 11. Juni: Charles Wilda, österreichischer Maler (* 1854)
- 19. Juni: Georges Edouard Godet, Schweizer evangelischer Geistlicher und Hochschullehrer (* 1845)
- 21. Juni: Lucien Baker, US-amerikanischer Politiker (* 1846)
- 22. Juni: Heinrich Berchtold, Schweizer Unternehmer und Politiker (* 1844)
- 25. Juni: Hubert Stier, deutscher Architekt (* 1838)
- 27. Juni: Elizabeth Cabot Agassiz, US-amerikanische Erzieherin und Naturkundlerin (* 1822)
- 28. Juni: Paul Koechlin, französischer Industrieller und Automobilrennfahrer (* 1852)
- 29. Juni: Siegfried Czapski, deutscher Physiker, Optiker, Unternehmer (* 1861)
- 29. Juni: Elisabet Ney, deutsch-amerikanische Bildhauerin (* 1833)

### Juli/August
- 03. Juli: Heinrich Carl Friedrich Kreutz, deutscher Astronom (* 1854)
- 05. Juli: Kuno Fischer, deutscher Philosoph (* 1824)
- 07. Juli: Tellos Agras, griechischer Offizier (* 1880)
- 10. Juli: Walther von Knebel, deutscher Geologe (* 1880)
- 14. Juli: William Henry Perkin, britischer Chemiker (* 1838)
- 17. Juli: Carl Ludwig Friedrich Arnsperger, badischer Ministerialbeamter (* 1837)
- 18. Juli: Hector Malot, französischer Schriftsteller (* 1830)
- 21. Juli: Nicolae Grigorescu, rumänischer Maler (* 1838)
- 21. Juli: Wilhelm von Kardorff, preußisch-deutscher Politiker und Unternehmer (* 1828)
- 23. Juli: Antonin Marmontel, französischer Komponist, Pianist und Musikpädagoge (* 1850)
- 27. Juli: Edmund Pettus, US-amerikanischer Politiker (* 1821)
- 01. August: Ernesto Rodolfo Hintze Ribeiro, portugiesischer Politiker (* 1849)
- 10. August: Alfred von Keßler, General der Infanterie (* 1833)
- 11. August: Theobald Kerner, deutscher Arzt und Dichter (* 1817)
- 11. August: Julius Busch, deutsch-baltischer Pastor und evangelischer Märtyrer (* 1879)
- 13. August: John Routt, US-amerikanischer Politiker (* 1826)
- 13. August: Hermann Carl Vogel, deutscher Astronom und Physiker (* 1841)
- 14. August: Hans Heinrich XI. von Hochberg, Fürst von Pless, deutscher Standesherr, Montanindustrieller und preußischer General (* 1833)
- 14. August: Anacleto de Medeiros, brasilianischer Musiker und Komponist (* 1866)
- 15. August: Joseph Joachim, ungarischer Violinist, Dirigent und Komponist (* 1831)
- 16. August: Hugo Constantin Cuno Oskar August Appelius, deutscher Jurist (* 1855)
- 17. August: Hiram Parks Bell, US-amerikanischer Politiker (* 1827)
- 18. August: John Kerr, britischer Physiker und Theologe (* 1824)
- 20. August: John I. Mitchell, US-amerikanischer Politiker (* 1838)
- 22. August: Barnim Grüneberg, deutscher Orgelbauer (* 1828)
- 22. August: Josef Mitscha von Märheim, Jurist, Bankfachmann und Politiker im Kaisertum Österreich (* 1828)
- 30. August: James Adam, britischer Altphilologe (* 1860)
- 30. August: Ilia Tschawtschawadse, georgischer Schriftsteller und Politiker (* 1837)
- 31. August: Ali Asghar Khan Atabak, langjähriger iranischer Premierminister (* 1858)

### September/Oktober
- 04. September: Edvard Grieg, norwegischer Komponist (* 1843)
- 06. September: Bartholomeus van Ommeren, niederländischer Redakteur und Anarchist (* 1859)
- 07. September: Sully Prudhomme, französischer Dichter (* 1839)
- 17. September: Ignaz Brüll, österreichischer Komponist und Pianist (* 1846)
- 17. September: Jakobus Morenga, namibischer Minenarbeiter, Nama-Führer und Guerillakämpfer (* um 1875)
- 18. September: Ernest Blum, französischer Dramatiker und Librettist (* 1836)
- 21. September: Robert E. Withers, US-amerikanischer Politiker (* 1821)
- 25. September: Terencio Sierra, Präsident von Honduras (* 1839)
- 28. September: Friedrich I., badischer Großherzog (* 1826)
- 30. September: John Charles Ardagh, britischer Offizier, Festungsbauer, Jurist und Kolonialbeamter (* 1840)
- 01. Oktober: Claes Adolf Adelsköld, schwedischer Eisenbahnbaumeister, Architekt, Major, Reichstagsabgeordneter und Schriftsteller (* 1824)
- 09. Oktober: Romualdo Marenco, italienischer Musiker und Komponist (* 1841)
- 10. Oktober: Adolf Furtwängler, deutscher klassischer Archäologe (* 1853)
- 17. Oktober: Gustav Zeuner, deutscher Ingenieur (* 1828)
- 18. Oktober: Louis Katzenstein, deutscher Maler (* 1822)
- 21. Oktober: Jules Chevalier, französischer Priester und Autor (* 1824)
- 27. Oktober: Mkrtitsch Chrimjan, armenischer Kirchenführer, Publizist und Schriftsteller (* 1820)

### November/Dezember
- 01. November: Alfred Jarry, französischer Schriftsteller (* 1873)
- 04. November: Camille de Meaux, französischer Politiker (* 1830)
- 08. November: Pierre Deluns-Montaud, französischer Politiker (* 1845)
- 08. November: William Pettavel, Schweizer evangelischer Geistlicher (* 1830)
- 10. November: Louis E. McComas, US-amerikanischer Politiker (* 1846)
- 12. November: Arnulf Prinz von Bayern, bayerischer Generaloberst (* 1852)
- 15. November: Anthony Evelyn Melbourne Ashley, britischer Schriftsteller und Politiker (* 1836)
- 15. November: Josef Weikert, böhmischer Kirchenmusiker und Komponist (* 1837)
- 16. November: Gustav Hertzberg, Professor an der Universität Halle (* 1826)
- 17. November: Francis Leopold McClintock, britischer Marineoffizier und Arktis-Forscher (* 1819)

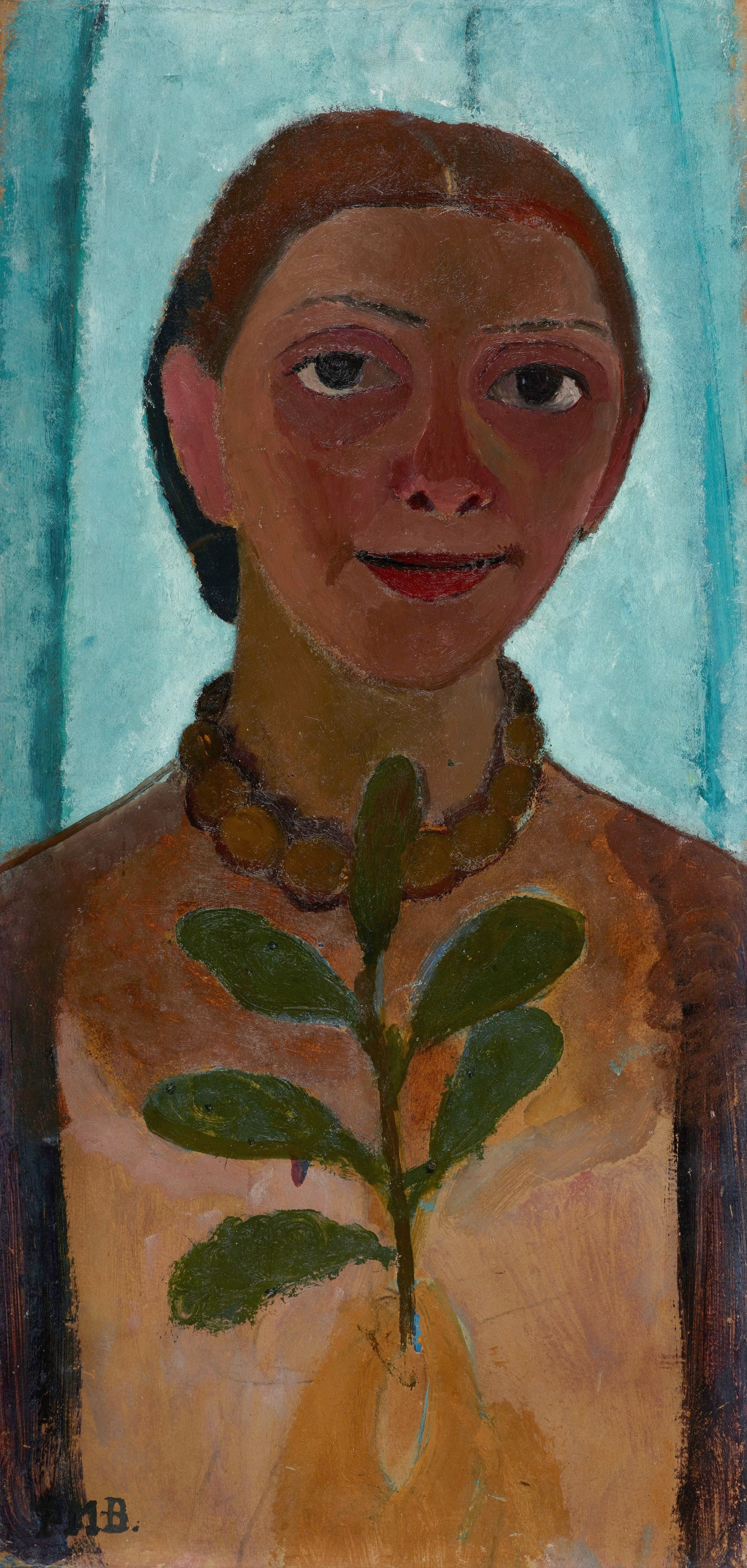
Selbstporträt Paula Modersohn-Becker mit Kamelienzweig, 1907

- 20. November: Paula Modersohn-Becker, deutsche Malerin (* 1876)
- 22. November: Asaph Hall, US-amerikanischer Astronom (* 1829)
- 25. November: Ludvig Mylius-Erichsen, dänischer Grönlandforscher (* 1872)
- 28. November: Ricardo Castro Herrera, mexikanischer Pianist und Komponist (* 1864)
- 28. November: Stanisław Wyspiański, polnischer Künstler (* 1869)
- 30. November: Ludwig Levy, deutscher Architekt (* 1854)
- 04. Dezember: Luis Sáenz Peña, argentinischer Anwalt und Politiker (* 1822)
- 05. Dezember: Jekaterina Semjonowna Swanidse, erste Ehefrau von Josef Stalin (* 1880)
- 06. Dezember: Federico Caprilli, italienischer Rittmeister (* 1868)
- 06. Dezember: Richard Löber, deutscher lutherischer Theologe (* 1828)

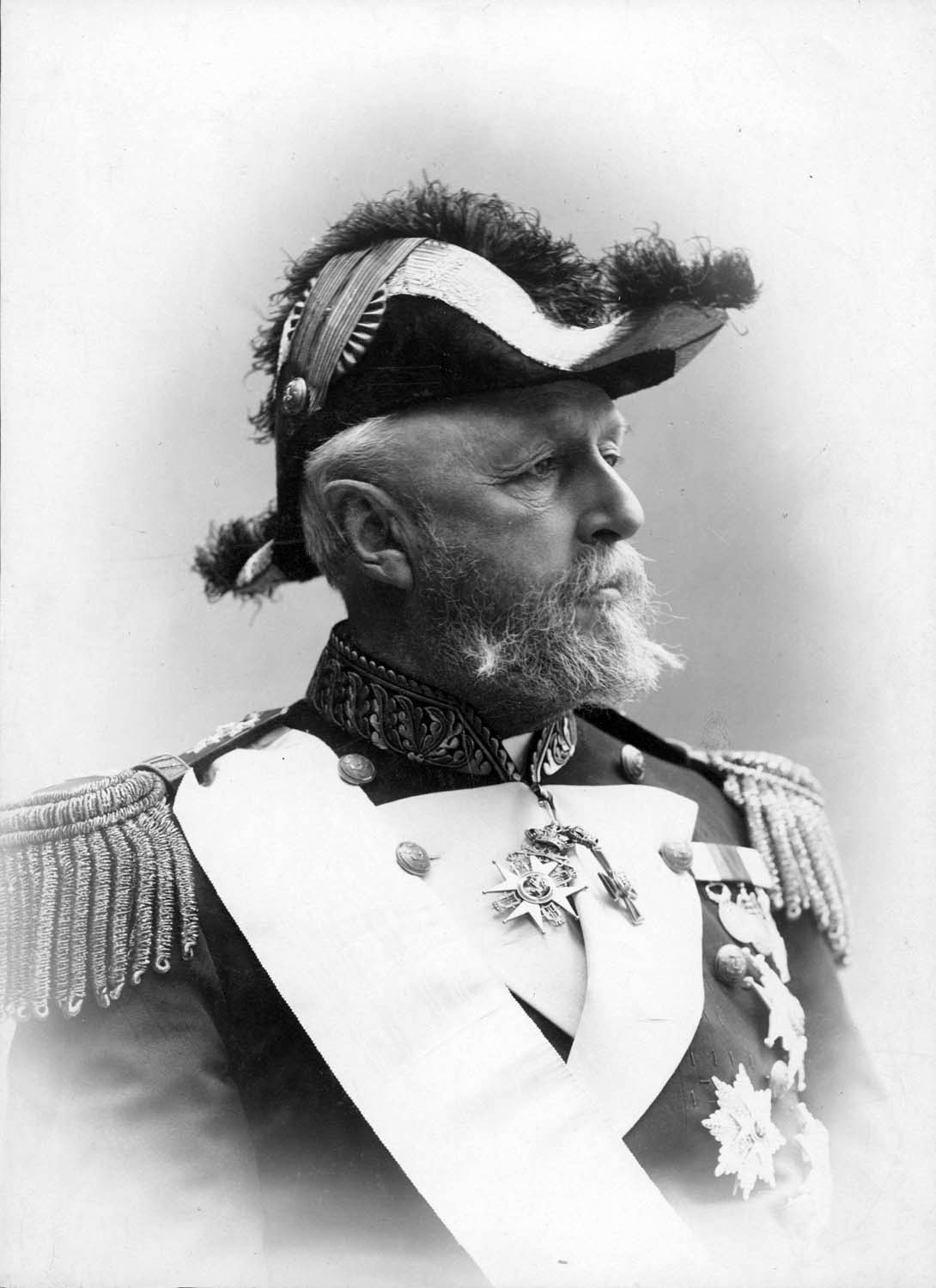
König Oskar II. von Schweden und Norwegen

- 08. Dezember: Oskar II., König von Schweden und Norwegen (* 1829)
- 15. Dezember: Carola von Wasa-Holstein-Gottorp, Königin von Sachsen (* 1833)
- 16. Dezember: Chū Asai, japanischer Maler (* 1856)
- 17. Dezember: William Thomson, 1. Baron Kelvin, britischer Physiker (* 1824)
- 20. Dezember: Thomas Annandale, britischer Chirurg (* 1838)
- 21. Dezember: Klara Hitler, Mutter von Adolf Hitler (* 1860)
- 21. Dezember: Oskar Lassar, deutscher Arzt (* 1849)
- 23. Dezember: Pierre Jules César Janssen, französischer Astronom (* 1824)
- 27. Dezember: Elihu Jackson, US-amerikanischer Politiker (* 1837)

### Genaues Todesdatum unbekannt
- Adam Hamilton, englischer Organist, Dirigent, Bratschist und Komponist (* 1820)
- Nasrollah Khan Moshir al Dowleh, erster iranischer Premierminister nach der Konstitutionellen Revolution